# Seconde Guerre mondiale
Pour les articles homonymes, voir Guerre mondiale.
Pour la revue mensuelle française consacrée à l'histoire de la Seconde Guerre mondiale, voir 39-45 (magazine).
La Seconde Guerre mondiale, ou Deuxième Guerre mondiale, est un conflit armé à l'échelle planétaire qui dure du 1er septembre 1939 au 2 septembre 1945. Ce conflit oppose schématiquement les Alliés et l'Axe.
Provoquée par le règlement insatisfaisant de la Première Guerre mondiale et par les ambitions expansionnistes et hégémoniques des trois principales nations de l'Axe (le Troisième Reich, l'Italie fasciste et l'empire du Japon), la Seconde Guerre mondiale est favorisée par la convergence d'un ensemble de tensions et conflits régionaux, notamment en Afrique (seconde guerre italo-éthiopienne dès 1935), en Espagne (où la guerre civile commence le 18 juillet 1936), en Chine (où les agressions du Japon débutent le 7 juillet 1937) et en Europe centrale (où l'Allemagne annexe autoritairement l'Autriche le 11 mars 1938, puis les territoires des Sudètes pris à la Tchécoslovaquie le 21 octobre 1938). L'invasion de la Pologne par l'Allemagne le 1er septembre 1939, conformément à un pacte conclu avec l'Union soviétique, provoque l'entrée en guerre du Royaume-Uni (à 11 h), de la France (à 17 h) et de leurs empires coloniaux respectifs dès le 3 septembre 1939.
Tout d'abord associée à l'Allemagne dans le partage de l'Europe, l'URSS rejoint le camp allié sur le front est-européen à la suite de l'invasion allemande le 22 juin 1941. Quant aux États-Unis, ils abandonnent leur neutralité après l'attaque de Pearl Harbor par les forces japonaises, le 7 décembre 1941. Dès lors, le conflit devient vraiment mondial, impliquant toutes les grandes puissances et la majorité des nations du monde sur la quasi-totalité des continents.
La guerre prend fin sur le théâtre d'opérations européen le 8 mai 1945 (le 9 mai 1945 en URSS du fait du décalage horaire) par la capitulation sans condition du Troisième Reich, puis s'achève définitivement sur le théâtre d'opérations Asie-Pacifique le 2 septembre 1945 par la capitulation également sans condition de l'empire du Japon.
La Seconde Guerre mondiale constitue le conflit armé le plus vaste que l'humanité ait connu, mobilisant plus de 100 millions de combattants de 61 nations, déployant les hostilités sur quelque 22 millions de kilomètres carrés, et tuant environ 62 millions de personnes, dont une majorité de civils. La Seconde Guerre mondiale est aussi la plus grande guerre idéologique de l'Histoire, ce qui explique que les forces de collaboration en Europe et en Asie occupées aient pu être solidaires de pays envahisseurs ou ennemis, ou qu'une résistance ait pu exister jusqu'en plein cœur de l'Allemagne nazie en guerre. Guerre totale, elle gomme presque entièrement la séparation entre espaces civils et militaires et donne lieu dans les deux camps à une mobilisation massive des ressources non seulement matérielles — économiques et scientifiques — mais aussi morales et politiques, dans un engagement des sociétés tout entières.
La somme des dégâts matériels n'est pas évaluée avec certitude. Les pertes en vies humaines et les traumatismes collectifs et individuels sont considérables, la violence ayant pris des proportions inédites. Le conflit donne en effet lieu à de multiples crimes de guerre, crimes favorisés et banalisés par une violence militaire et policière d'une intensité et d'une profondeur inégalées, cette violence notamment contre les civils étant parfois un élément de la stratégie militaire. On assiste ainsi à l'émergence, à une échelle inconnue jusqu'alors, de crimes de masse particulièrement atroces et pour certains sans précédent, tout particulièrement à l'instigation de l'Allemagne nazie et du Japon impérial. Parmi ces crimes figurent des massacres génocidaires allant jusqu'à une organisation industrielle s'appuyant sur la déportation en camps de concentration, camps de travail et centres d'extermination, comportant des chambres à gaz à des fins d'extermination de populations entières (Juifs, Slaves, Tziganes) ou de catégories particulières d'individus (communistes, homosexuels, handicapés, Témoins de Jéhovah, etc.) particulièrement à l'instigation du régime nazi. L'ampleur des crimes des vaincus suscite la définition d'une incrimination nouvelle par les vainqueurs : le crime contre l'humanité, appliquée notamment au génocide des juifs d'Europe. Le régime Shōwa n'est nullement en reste en Asie avec, à son actif, dix millions de civils chinois enrôlés de force par la Kōa-in au Mandchoukouo, environ 200 000 « femmes de réconfort » enrôlées en Corée et dans tout l'Extrême-Orient, ainsi que l'annihilation systématique de civils, principalement en Chine.
Il faut ajouter à cela l'assassinat systématique de résistants et d'opposants politiques, ainsi que les représailles contre les civils, comme le firent par exemple les nazis ; les viols généralisés des femmes dans les territoires ennemis occupés, crimes perpétrés tant par un camp que par l'autre, et à une moindre échelle dans les territoires amis ; les expérimentations sur des êtres humains auxquelles se livrèrent des médecins nazis tels le SS Josef Mengele, et l'unité japonaise 731 ; les bombardements aériens massifs de civils d'abord par l'Axe en Europe (Coventry au Royaume-Uni, Rotterdam aux Pays-Bas) et en Asie (Shanghai, Canton, Chongqing en Chine, cette dernière étant la ville la plus bombardée du conflit sino-japonais), puis par les Alliés : bombardement à grande échelle de nombreuses villes allemandes et notamment Dresde et Hambourg en Allemagne, attaques sur Tokyo au napalm au Japon. Développée par les États-Unis lors du conflit, la bombe atomique est utilisée pour la première fois de l'Histoire : deux bombes A larguées sur des cibles civiles par les États-Unis explosent à trois jours d'intervalle, à Hiroshima et à Nagasaki, au Japon.
La Seconde Guerre mondiale propulse les États-Unis et l'URSS, principaux vainqueurs, au rang de superpuissances concurrentes appelées à dominer le monde et à se confronter dans une vive rivalité idéologique et politique, pendant près d'un demi-siècle, et à s'affronter militairement par États interposés comme pour la guerre de Corée, celle du Viêt Nam et celle d'Afghanistan. Elle scelle le déclin des vieilles puissances impériales d'Europe et ouvre le processus de décolonisation qui s'accélère dans l'après-guerre en Asie, dans le monde arabe et en Afrique, jusqu'aux années 1960.
L'ampleur des destructions et des morts suscite la création d'instances internationales, politiques et économiques, visant à éviter la réapparition des conditions ayant mené à la guerre (Organisation des Nations unies, Fonds monétaire international, Banque mondiale et Accord général sur les tarifs douaniers et le commerce pour les plus connues). Enfin, ce dernier conflit d'ampleur sur le continent européen est suivi en Europe de l'Ouest par une période de prospérité sans précédent, dans la foulée de la reconstruction, et l'émergence progressive d'un projet d'unification politique pacifique porté en premier lieu par les deux adversaires historiques, l'Allemagne et la France.

## Marche vers la guerre

### Origines du conflit en Europe
- Puissances de l'Axe
- Colonies et territoires occupés de l'Axe

- Alliés occidentaux
- Dominions des Alliés occidentaux
- Colonies et territoires occupés des Alliés occidentaux
- Alliés de l'Est (URSS et États satellites)

- Empire du Japon et États satellites (avant de rejoindre l'Axe)
- URSS et États satellites (avant de rejoindre les Alliés)
- France de Vichy et ses colonies (officiellement neutre, mais collaboratrice de l'Axe)
- Pays neutres

Territoires de l'Axe :
Puissances de l'Axe
Colonies et territoires occupés de l'Axe
Territoires alliés :
Alliés occidentaux
Dominions des Alliés occidentaux
Colonies et territoires occupés des Alliés occidentaux
Alliés de l'Est (URSS et États satellites)
Autres :
Empire du Japon et États satellites (avant de rejoindre l'Axe)
URSS et États satellites (avant de rejoindre les Alliés)
France de Vichy et ses colonies (officiellement neutre, mais collaboratrice de l'Axe)
Pays neutres
(Image animée, cliquez dessus pour voir l'évolution)

Les traités de Versailles, Saint-Germain-en-Laye, Trianon et Neuilly avaient suscité rancœurs, frustrations et désirs de reconquête chez les Allemands, les Autrichiens-Hongrois et les Bulgares. L'humiliation de la défaite de 1918 et la signature du traité de Versailles sont vécues comme un diktat en Allemagne. C'est l'idée que la classe politique allemande est à l'origine de cette défaite qui entraine un sentiment de rancœur au sein de l'armée qui rejoindra les nazis dans leur ascension au pouvoir.
La crise de 1929 conduit les différents États à adopter des mesures protectionnistes et à se placer en rivaux. Alors que l'agressivité des démocraties se situe sur le plan économique, les dictatures fascistes vont adopter une stricte autarcie et, naturellement, penser leur défense et leur expansion en termes militaires. Mais partout, des politiques d'armement sont mises en place efficacement pour sortir du marasme économique.
Ceci pourrait expliquer une guerre dans un contexte où la politique de l'Allemagne aurait été inspirée par les classes dominantes traditionnelles. La guerre en Europe est toutefois directement issue des ambitions expansionnistes du parti nazi — au pouvoir en Allemagne le 30 janvier 1933 — exprimées dès 1924 par Adolf Hitler dans Mein Kampf. Sur ces ambitions visant à conquérir un espace vital pour le peuple germanique se sont greffées les velléités expansionnistes du régime fasciste italien qui tenta tant bien que mal de se constituer un empire colonial en Éthiopie et en Europe du Sud.
Cette idée d'espace vital, désiré par Hitler, s'est concrétisée à la suite des pertes des colonies allemandes en Afrique et de la fin de son royaume militaire de l'Est, le Ober Ost. À la suite de la signature du traité de Versailles, l'Allemagne perd les acquisitions territoriales qu'elle avait fait durant le 19e et le 20e siècle.

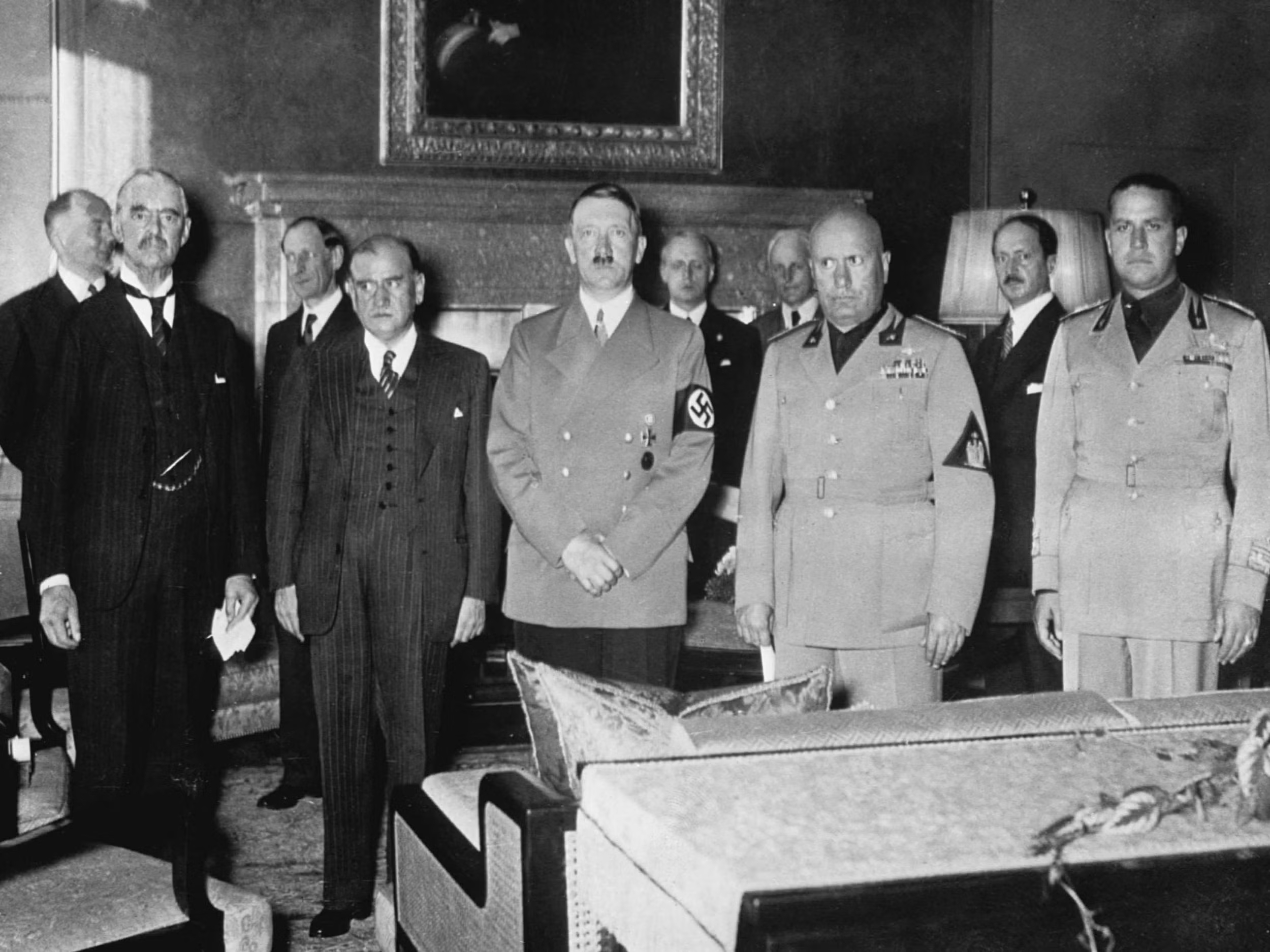
Chamberlain, Daladier, Hitler et Mussolini sur le point de signer les accords de Munich, 1938.

### Origines du conflit en Asie
Bien qu'appartenant au camp des Alliés de la Première Guerre mondiale et ayant signé, en 1922, le traité naval de Washington, le Japon en a contesté certaines clauses en 1936 lors des négociations du traité naval de Londres. De nombreuses personnalités politiques et militaires japonaises, tels Fumimaro Konoe et Sadao Araki, réactualisant la doctrine du hakkō ichiu (« les huit coins du monde sous un seul toit »), mettent en place une idéologie fondée sur la suprématie de la race japonaise et son droit à dominer l'Asie. Cette idéologie raciste présente le Japon comme le centre du monde et prend assise sur l'institution impériale et l'empereur, être divin et descendant de la déesse Amaterasu Omikami. Elle donne lieu à une tentative de restauration Shōwa.
Porté par l'influence des factions militaires, le Japon envahit la Mandchourie en 1931 puis le reste de la Chine à partir de 1937. La plupart des historiens considèrent comme point de départ de cette seconde guerre sino-japonaise l'incident du pont Marco-Polo, intervenu le 7 juillet 1937 et marquant le véritable début de la Seconde Guerre mondiale, le Japon et la Chine en étant deux des principaux acteurs en Asie.
Le refus du Japon de se retirer de l'Indochine française, envahie en 1941 et de la Chine, à l'exclusion du Mandchoukouo, mène, l'été de la même année, à l'imposition par les États-Unis d'un embargo sur le pétrole. En réaction, Hirohito lance alors la guerre de la Grande Asie orientale (Dai Tô-A sensô) et autorise l'attaque de Pearl Harbor ainsi que l'invasion de l'Asie du Sud-Est.

#### Massacre de Nankin
Après avoir gagné la bataille de Nankin, les Japonais se livrent à six semaines de viols, de pillages et de carnages. Ils incendient les maisons et magasins au hasard, parfois simplement pour se réchauffer. Plusieurs dizaines de milliers de civils s'agglutinent dans la zone de sécurité mise en place par la petite colonie occidentale.
Les Japonais reçoivent l'ordre d'exécuter les soldats chinois restés en ville. La convention de Genève protégeant les prisonniers de guerre n'est pas appliquée étant donné que pour le commandant japonais, le conflit est un « incident » et non une guerre. Des milliers de prisonniers chinois sont exécutés par des mitrailleuses, leurs cadavres sont jetés dans le Yang-Tsé-Kiang, d'autres sont brûlés à l'essence. Certains soldats sont décapités ou transpercés à la baïonnette. Certains soldats chinois trouvent refuge dans la zone de sécurité, mais sont traqués. Les Japonais arrêtent tous les hommes en âge de combattre et les exécutent sommairement. Au total, on estime que très peu de prisonniers chinois ont réussi à échapper au massacre. Le nombre de morts peut être évalué entre 60 000 et 80 000 hommes.
Les Japonais se livrent aussi au massacre des civils qui n'ont pas pu se placer sous la protection des Occidentaux. Ce sont entre 20 000 et 30 000 civils qui sont tués au cours du massacre. Les femmes ne sont pas épargnées puisque 20 000 d'entre elles sont violées, y compris des fillettes. Celles qui s'y opposent sont tuées. Si aucun ordre criminel n'a été donné au sujet des civils, le haut commandement ― qui n'ignorait rien du sort qui leur était réservé ― n'est pas intervenu.
Le bilan global du massacre est difficile à établir. À la fin de la guerre, le bilan établi par le tribunal international de Tokyo fait état de 200 000 victimes, tandis que les Chinois en dénombrent 300 000. Pendant l'année 1938, l'armée japonaise continue sa progression dans la grande plaine, entre le Yang-Tsé-Kiang et le Huáng hé. Malgré un cinglant revers infligé par les Chinois à Hsuchow, l'avancée japonaise se poursuit, notamment grâce à l'arrivée constante de nouvelles unités. Le 9 juin, le Kuomintang ordonne la destruction des digues du fleuve Jaune dans le Henan, provoquant des inondations, qui entraînent des noyades et des épidémies tuant des centaines de milliers de personnes.

## Belligérants
L'affrontement central du conflit oppose les « Alliés » aux « Forces de l'Axe », c'est-à-dire les signataires du Pacte tripartite et les pays qui les soutiennent. Cependant, les alliances furent parfois profondément modifiées durant le conflit et ses préambules. Ainsi, la Pologne participa au partage de la Tchécoslovaquie en 1938 aux côtés de l'Allemagne nazie mais elle fut à son tour envahie et partagée par l'Allemagne nazie et l'URSS dans le cadre du pacte germano-soviétique, qui prévoyait également l'occupation des Pays baltes. La Finlande, lors de la Guerre d'Hiver en 1939 contre l'URSS, reçoit le soutien des Britanniques et des Français, mais elle se range aux côtés de l'Allemagne nazie après l'invasion de l'URSS par celle-ci, avant de changer de camp en 1944. La Roumanie, pro-occidentale au début de la guerre, se range du côté des nazis après le renversement de la monarchie par le mouvement fasciste de la Garde de fer, avant de retrouver le camp allié en 1944.

### Membres de l'Axe

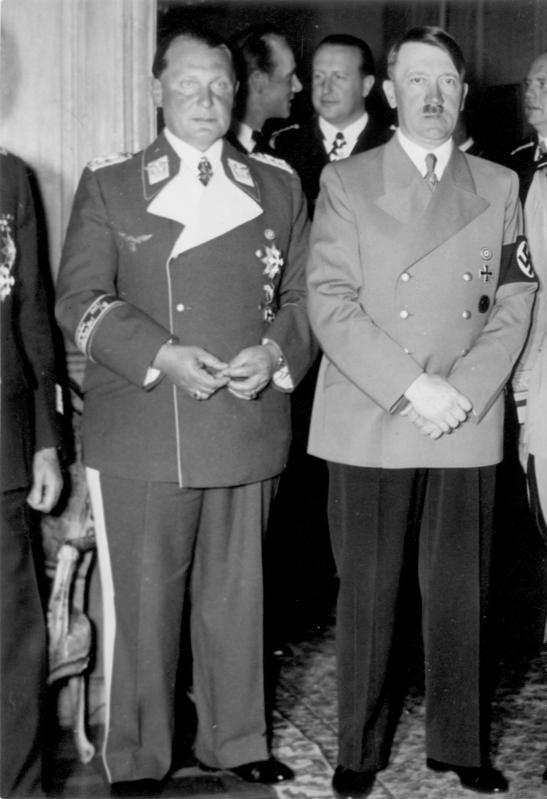
Hermann Göring et Adolf Hitler, respectivement ministre de l'Aviation et chef de l'État de l'Allemagne nazie.

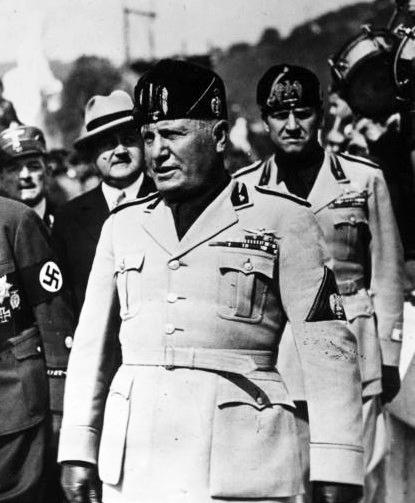
Benito Mussolini, chef du gouvernement du royaume d'Italie.

La marche à la guerre en Europe a été rythmée de façon constante par les initiatives allemandes. Selon les mots d'Yves Durand, « La responsabilité du déclenchement de la Seconde Guerre mondiale incombe indubitablement à l'Allemagne hitlérienne ».
Lorsque la Pologne est envahie par l'Allemagne et par l'URSS, la Chine a déjà été envahie par le Japon depuis 1937, mais les relations entre Berlin et Tokyo restent distantes, et l'Allemagne ne soutient pas le Japon. L'empire du Japon, enlisé dans une guerre estimée au départ de trois mois, occupe difficilement un territoire trop vaste. Ses exactions contre les civils (massacre de Nankin) ainsi que son recours aux armes chimiques et bactériologiques produites par l'unité 731 lui valent un surcroît d'hostilité en Europe.
Le 27 septembre 1940 a lieu à Berlin la signature du pacte tripartite par lequel le Japon reconnaît la prédominance de l'Allemagne et de l'Italie en Europe, et ces deux derniers États la suprématie du Japon en Asie orientale : les trois pays signent un pacte d'assistance mutuelle. Quant à l'Italie, théoriquement alliée de l'Allemagne depuis 1936, elle n'a déclaré la guerre à la France et au Royaume-Uni que le 10 juin 1940 et attaque le royaume de Grèce sans consulter les Allemands le 28 octobre 1940.

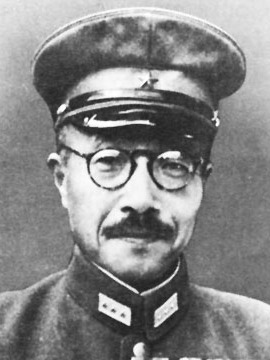
Hideki Tōjō, premier ministre de l'empire du Japon de 1941 à 1944.

L'alliance de la Hongrie avec l'Allemagne à partir de 1938 lui vaut des agrandissements territoriaux aux dépens de la Tchécoslovaquie et de la Roumanie, mais le pays n'est pas belligérant lorsqu'il rejoint l'Axe le 20 novembre 1940. La Hongrie n'intervient militairement que lors de l'invasion de la Yougoslavie en avril 1941, puis lors de l'attaque contre l'URSS en juin. Le Royaume-Uni et les États-Unis lui déclarent la guerre le 14 décembre 1941.
Après avoir été attaquée par l'URSS le 30 novembre 1939 lors de la guerre d'Hiver, la Finlande s'allie de facto à l'Allemagne (sans rejoindre l'Axe) et déclare la guerre à l'URSS le 26 juin 1941, dans le cadre de la « guerre de Continuation ». Cependant, le maréchal finlandais Mannerheim borne explicitement ses objectifs à la reprise des terres annexées à l'Union soviétique par le traité de Moscou du 12 mars 1940.
Après avoir dû céder un cinquième de son territoire à l'URSS le 28 juin 1940, la Roumanie subit le coup d'État du maréchal pronazi Ion Antonescu le 6 septembre 1940, l'occupation par les troupes allemandes le 8 octobre 1940 et rejoint l'Axe le 25 novembre 1940. Le 22 juin 1941, elle participe à l'attaque allemande contre l'URSS pour récupérer les territoires, perdus un an plus tôt, mais contrairement à l'armée finlandaise, l'armée roumaine est engagée dans les opérations jusqu'à Stalingrad et participe à des atrocités : massacre de civils à Odessa, déportation et extermination de Juifs en Transnistrie. Le Royaume-Uni et les États-Unis lui déclarent la guerre le 14 décembre 1941.
La Hongrie et la Roumanie ont envoyé plusieurs centaines de milliers d'hommes combattre aux côtés de l'Allemagne en URSS.
Les contingents de volontaires étrangers engagés sur le front soviétique au nom de l'anti-bolchévisme, comme la division espagnole Azul ou la Légion des volontaires français, ont des effectifs beaucoup plus modestes.
Le régent du royaume de Yougoslavie, Paul, signe une alliance avec l'Allemagne en mars 1941. Il s'ensuit aussitôt un coup d'État militaire anti-allemand : lorsque Pierre II, le nouveau roi imposé par le putsch, dénonce l'alliance, l'Allemagne et l'Italie envahissent et démantèlent la Yougoslavie. L'État indépendant de Croatie devient un satellite de l'Allemagne nazie. Autre satellite de l'Allemagne, la Slovaquie, qui a adhéré au pacte tripartite en novembre 1940, déclare la guerre à l'URSS le 23 juin 1941.
La Bulgarie rejoint l'Axe le 1er mars 1941 puis laisse la Wehrmacht traverser son territoire pour envahir la Grèce. La Bulgarie profite de cette alliance pour s'agrandir aux dépens de ses voisins, mais ne participe pas à l'invasion de l'URSS. Le Royaume-Uni et les États-Unis lui déclarent la guerre le 14 décembre 1941. Elle n'est en guerre contre l'URSS que pendant vingt-quatre heures, les 5 et 6 septembre 1944.

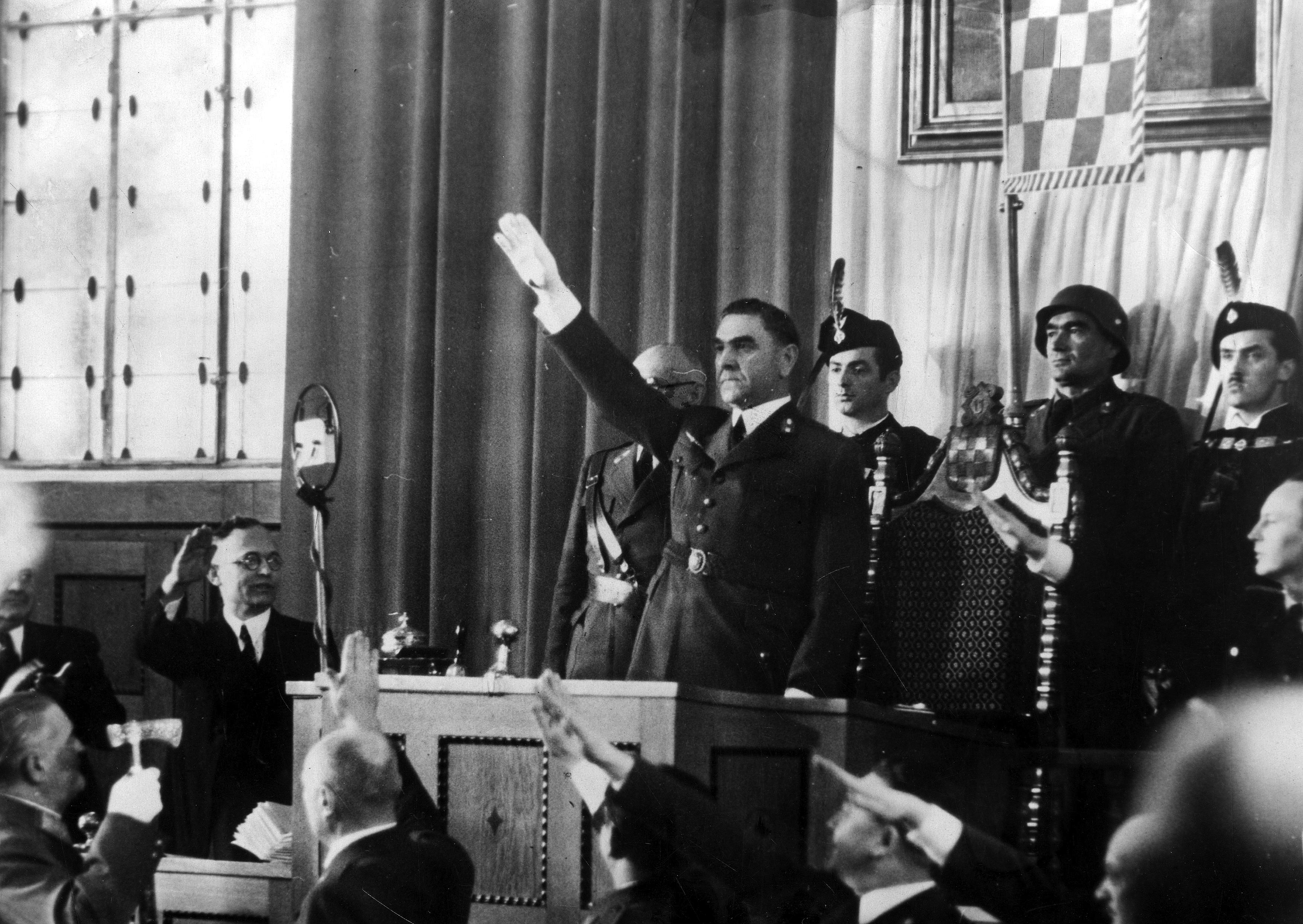
Ante Pavelić, fondateur du mouvement nationaliste croate des Oustachis.

En détruisant une partie de la flotte des États-Unis à Pearl Harbor le 7 décembre 1941 et en envahissant la Malaisie, possession britannique, le Japon entre résolument dans la guerre contre les États-Unis et le Royaume-Uni.
Le Japon et l'URSS s'affrontent en 1939, sans déclaration de guerre, en Mongolie (bataille de Halhin Gol). Les Soviétiques ne déclarent toutefois officiellement la guerre au Japon que le 8 août 1945.
Le 21 décembre 1941, la Thaïlande signe un pacte défensif avec le Japon et déclare la guerre aux États-Unis et au Royaume-Uni. La chute du gouvernement de Plaek Pibulsonggram en juillet 1944 ne rompt pas officiellement l'alliance mais la Thaïlande se retire du conflit en évacuant les territoires pris aux Britanniques et des contacts sont pris avec les Alliés.
Le 8 septembre 1943, Badoglio, qui a remplacé Mussolini, rompt l'alliance avec l'Allemagne en signant un armistice avec les Alliés. Hitler envahit aussitôt la péninsule qu'il occupe jusqu'à Naples.
À partir de la fin 1943, la Hongrie envisage un retournement d'alliance. Informé de ces préparatifs, Hitler ordonne l'occupation de la Hongrie le 19 mars 1944, destitue le régent Horthy et offre le pouvoir à Ferenc Szálasi qui reste dans l'Axe.

### Adversaires de l'Axe

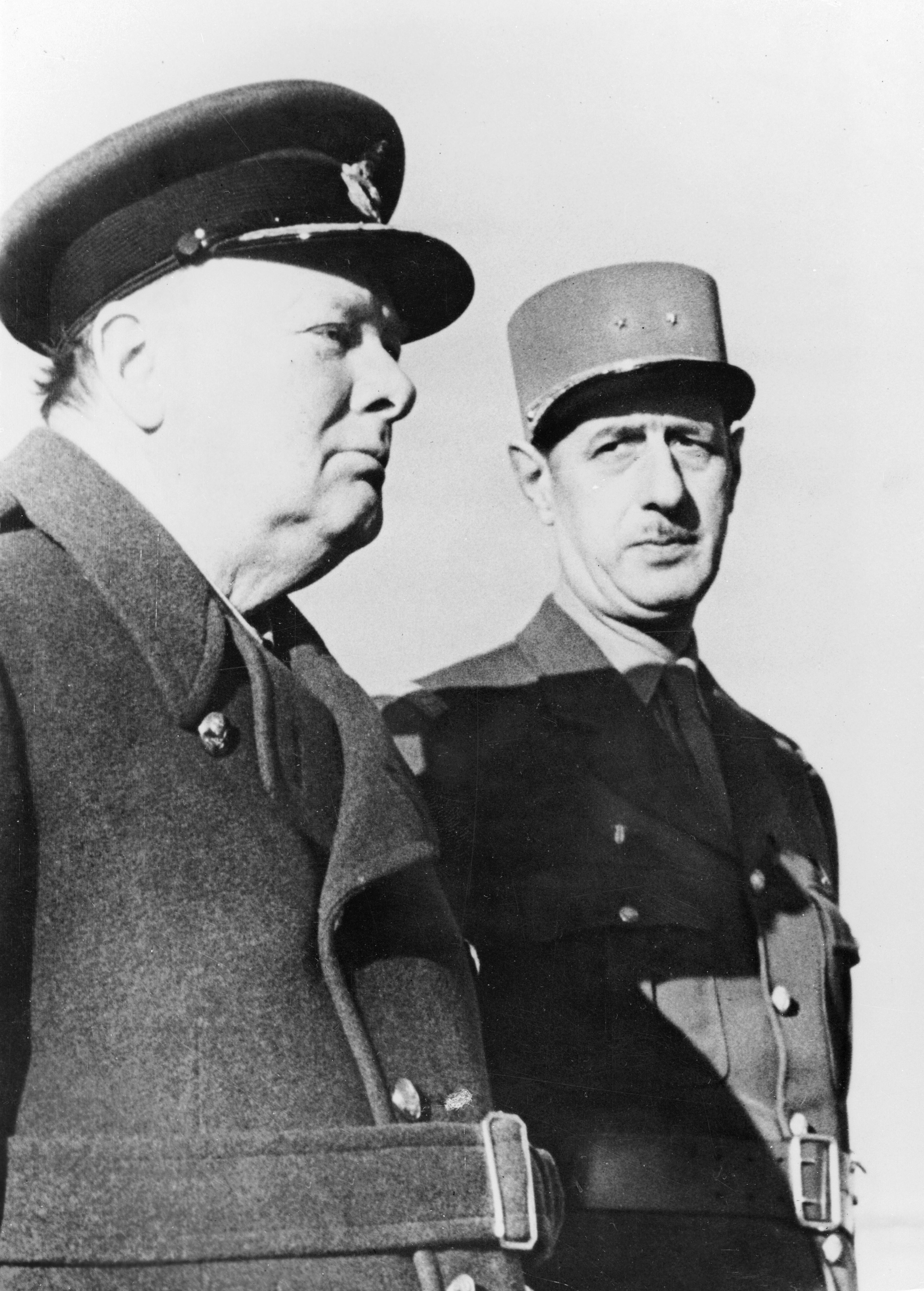
Winston Churchill, Premier ministre du Royaume-Uni et Charles de Gaulle, chef de la France libre à Marrakech.

#### De l'invasion de la Pologne à la bataille de France

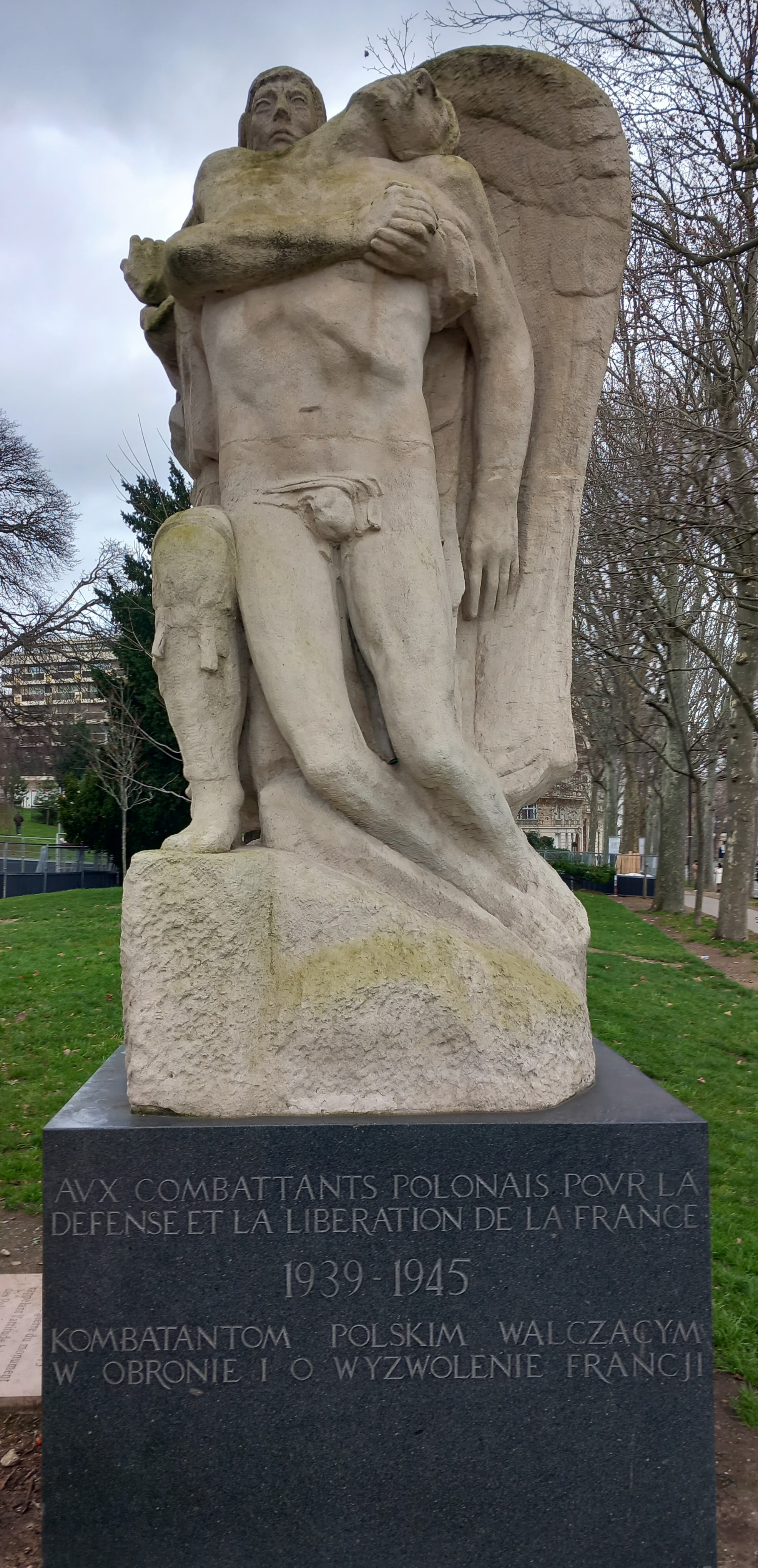
Monument aux combattants polonais à Paris.

Comme l'armée tchécoslovaque n'avait pas opposé de résistance lors de l'invasion de la Bohême-Moravie, le 15 mars 1939, on peut considérer que la Pologne est le premier adversaire de l'Allemagne belligérant à partir du 1er septembre 1939 lorsqu'elle résiste à son invasion par l'Allemagne. L'invasion de la Pologne provoque les déclarations de guerre du Royaume-Uni et de la France le 3 septembre 1939, à respectivement 11 et 17 h.

Le Royaume-Uni justifiait sa déclaration de guerre à l'Allemagne par la garantie qu'elle avait donnée à la Pologne le 31 mars 1939. Après la guerre, Alexander Cadogan, qui, lors des évènements, était sous-secrétaire d'État permanent aux Affaires étrangères du Royaume-Uni, déclara au sujet de cette garantie : 

« Et ce fut cela, finalement, qui amena Chamberlain à prendre la soudaine et surprenante décision de garantir la Pologne. Certes, notre garantie ne pouvait donner aucune protection à la Pologne en cas d'attaque imminente contre elle. Mais par cette garantie, Chamberlain plantait un poteau indicateur pour lui-même. Il était engagé, et, dans le cas d'une attaque allemande contre la Pologne, les tourments du doute et de l'indécision lui seraient épargnés. On dira peut-être que c'était cruel pour la Pologne. Je ne serais pas d'accord là-dessus, parce que notre situation militaire aurait dû être connue des Polonais et qu'ils auraient dû être assez conscients de l'imminence du péril qui les menaçait. On dira peut-être que c'était cynique. À courte vue, ce l'était peut-être. Mais cela eut l'effet de nous mettre en guerre… Et finalement, avec nos alliés, nous avons gagné la guerre. Même si, bien sûr, on ne peut pas attendre des malheureux Polonais qu'ils se félicitent des conséquences qu'il y eut pour eux. »

Avec le Royaume-Uni, l'Australie et la Nouvelle-Zélande déclarent également la guerre à l'Allemagne. Au fil de la guerre, tous les dominions (Canada, Afrique du Sud, Terre-Neuve) et toutes les colonies (Inde, Nigeria, Kenya, etc.) de l'Empire britannique deviennent tôt ou tard partie prenante du conflit, à l'exception de l'Irlande du Sud qui reste officiellement neutre sous la direction de Éamon de Valera.
En avril 1940, lorsque l'Allemagne envahit le Danemark et la Norvège, la Norvège oppose une résistance armée alors que le Danemark, trop faible militairement, tente plusieurs contre-attaques sans succès puis se place « sous la protection de l'Allemagne », selon les paroles de son roi.
Le 10 mai 1940, la bataille de France démarre par l'invasion par les Allemands du Luxembourg, de la Belgique et des Pays-Bas, jusqu'alors tous neutres. Les autorités du Luxembourg, lequel ne possède pas de véritable armée, opposent une protestation de pure forme à leurs envahisseurs, qui s'emparent du pays dans la journée.
Au bout de cinq jours, les forces militaires néerlandaises se rendent et les Pays-Bas sont entièrement occupés par l'Allemagne; la reine et le gouvernement s'exilent à Londres. Les Indes orientales néerlandaises sont encore sous le contrôle du gouvernement jusqu'à l'invasion japonaise en mars 1942.
Pour les Belges, c'est la campagne des dix-huit jours, qui se termine par la reddition de l'armée le 28 mai 1940. Le gouvernement se réfugie en France, puis au Royaume-Uni après l'armistice du 22 juin. Avec les forces qui ont pu échapper à l'ennemi, il poursuit la guerre au service ou aux côtés des Alliés, utilisant notamment sa colonie du Congo.

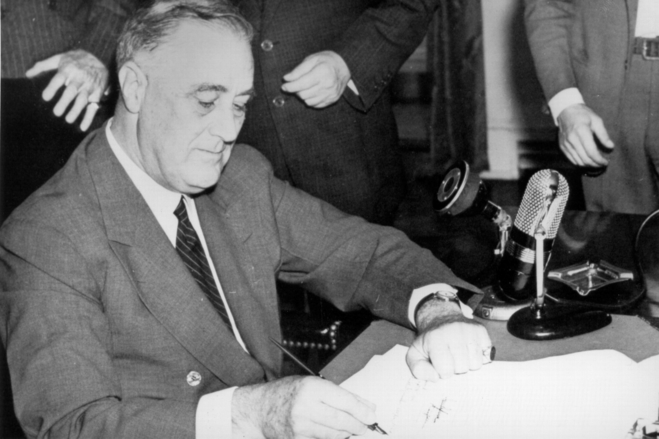
Franklin Delano Roosevelt, président des États-Unis.

La bataille de France entraine la destruction de l'essentiel des armées françaises en mai et juin 1940, ce qui pousse le gouvernement français à demander l'armistice, qui est signé le 22 juin. Le 18 juin, depuis Londres, refusant de cesser le combat, le général français de Gaulle lance un appel à le rejoindre pour poursuivre la lutte contre l'Allemagne aux côtés de l'Empire britannique. Par l'armistice, la France s'est retirée de la guerre, entreprenant avec l'Allemagne une collaboration économique forcée qui englobe tout son empire colonial.
Malgré cela, les dirigeants de l'Empire britannique écartent toute perspective de paix avec l'Allemagne. La Grande-Bretagne héberge d'ailleurs un certain nombre de gouvernements en exil ou dissidents qui rangent ce qui reste de leurs forces armées – notamment polonaises, tchèques, yougoslaves, belges, néerlandaises et françaises – plus ou moins importantes, aux côtés du Royaume-Uni.

#### L'entrée en guerre des États-Unis puis de l'empire colonial français
Durant la Seconde Guerre mondiale, l'Allemagne et ses alliés, l'Italie et le Japon, étaient unis selon les termes du pacte tripartite. Depuis de nombreuses années, il existait déjà entre les États-Unis et le Troisième Reich certaines tensions telles que des provocations orales ou des torpillages de navires de la marine américaine par des sous-marins allemands (par exemple le Robin Moor le 21 mai 1941). Cet incident exacerbe ces tensions et Roosevelt assure dans un discours, six jours plus tard, qu'il ne laisserait pas les Allemands dominer l'Atlantique. Cependant, ni l'un ni l'autre des deux pays n'est prêt à s'engager dans la guerre dans l'Atlantique ; ce sont les évènements qui vont se dérouler dans l'océan Pacifique qui amènent l'Allemagne à déclarer la guerre aux États-Unis.
Par ailleurs, les relations entre le Japon et les États-Unis sont également tendues. Hitler souhaite une attaque japonaise envers les Américains afin de les distraire du front à l'Est de l'Europe entre la Wehrmacht et les Russes. Il commence à douter, à l'automne 1941, lorsqu'il comprend qu'une attaque japonaise majeure contre la flotte américaine n'est pas prévue par Hideki Tōjō, le nouveau Premier ministre japonais, arrivé récemment au pouvoir. Malgré le scepticisme d'Hitler, les affaires entre le Japon et les Allemands commencent à se concrétiser. Hitler annonce aux Japonais que s'ils attaquent les États-Unis, les Allemands seront les premiers à rejoindre la guerre.
Un nouvel accord remplaçant le pacte tripartite a été rédigé au début du mois de décembre 1941 et présenté au Japon et à l'Italie, mais il n'a pas été signé tout de suite. Ce pacte créait une aide réciproque en cas de guerre entre l'un d'eux et les États-Unis, et conditionnait toute demande de paix ou d'armistice avec les États-Unis et le Royaume-Uni à l'accord de tous les signataires.
Au début du mois de décembre 1941, les tensions entre le Japon et les États-Unis commencent sérieusement à s'intensifier et à devenir aux yeux des chefs militaires allemands, le signe d'un conflit imminent entre les deux parties.

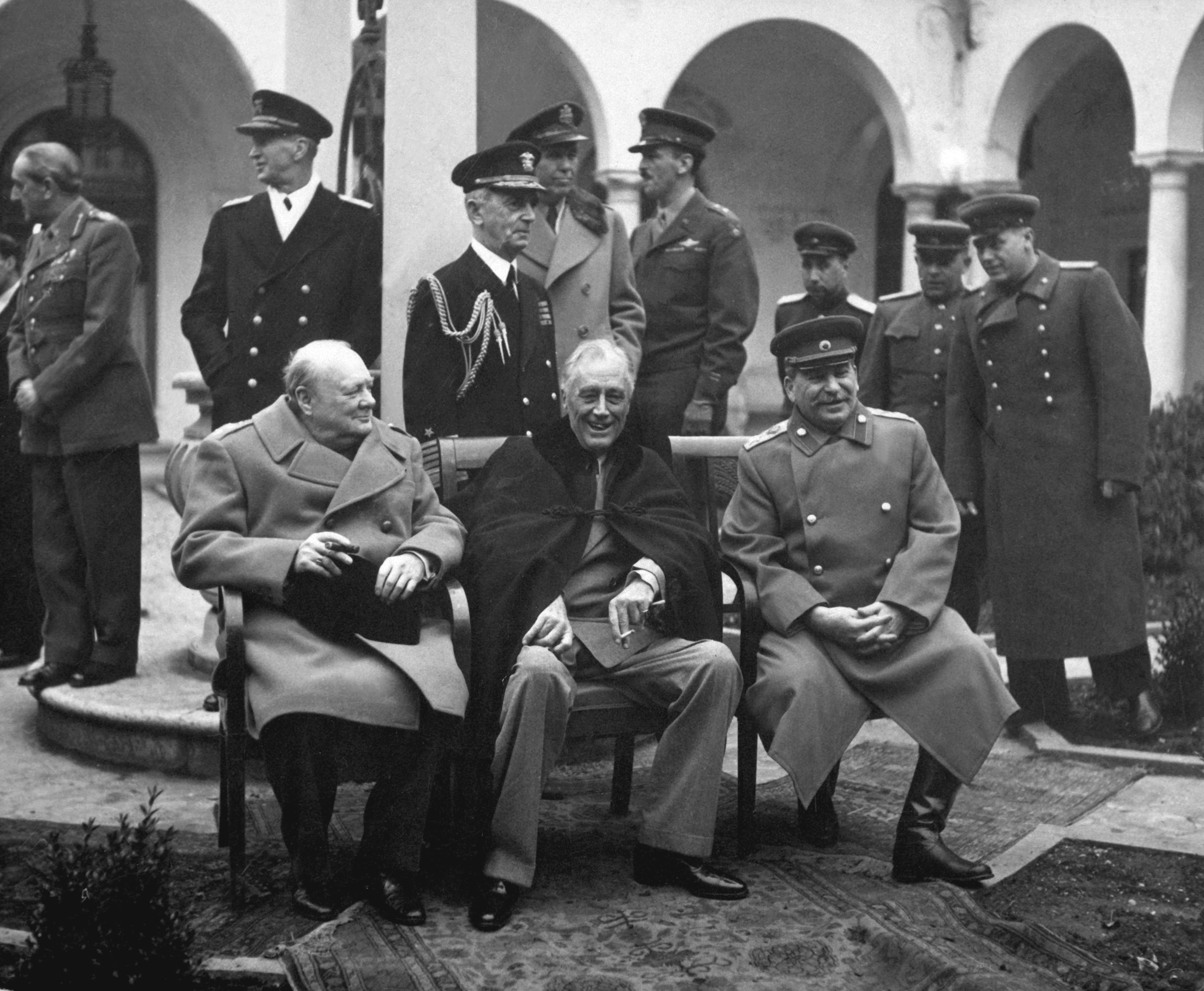
Churchill, Roosevelt et Staline à la conférence de Yalta.

Le 7 décembre 1941, le souhait du Troisième Reich se réalise à la surprise générale : les Japonais attaquent Pearl Harbor. Cette attaque surprend les dirigeants allemands et nombreux s'en réjouissent. Hitler avait l'occasion de déclarer la guerre aux États-Unis en ayant le soutien du Japon et il prit sa décision très rapidement. Mais Hitler aurait pu ne pas attaquer les États-Unis, puisque le nouvel accord n'était pas encore signé lorsque Pearl Harbor fut annoncé. Rien ne l'obligeait à le faire et il aurait pu simplement laisser le Japon détourner l'attention des États-Unis dans le Pacifique. Il aurait aussi pu se concentrer sur le front de l'Est, mais déclare la guerre pour obliger les États-Unis à se battre sur deux fronts et donc à ne pas pouvoir utiliser leur pleine puissance militaire contre l'Allemagne ou le Japon, car il pensait que leur puissance militaire maximale serait atteinte en 1942 et il fallait donc les vaincre avant.
Hitler avait aussi prévu d'utiliser cette déclaration de guerre comme un moyen de propagande afin de se montrer comme un pays fort et puissant qui déclare la guerre au lieu de la subir. Il ne voulait pas rester passif, mais il aurait également pu attendre que les États-Unis lui déclarent la guerre afin d'utiliser cela comme un moyen de propagande.
Après l'attaque de Pearl Harbor, le 7 décembre 1941, les États-Unis sont entrés en guerre contre le Japon ; et de fait contre l'Allemagne et l'Italie, puisque les deux États déclarent la guerre aux États-Unis le 11 décembre en guise de soutien affiché au régime japonais. Lors de la conférence de Washington, au début de l'année 1942, les États-Unis et le Royaume-Uni décident que l'objectif prioritaire pour remporter la guerre est de vaincre l'Allemagne (« L'Allemagne d'abord »).
La république de Chine, en guerre avec le Japon depuis 1937, se retrouve dès lors dans le camp des puissances alliées. De nombreux pays d'Amérique latine déclarent la guerre à l'Allemagne, notamment le Brésil en janvier 1942 et le Mexique en mai de la même année.

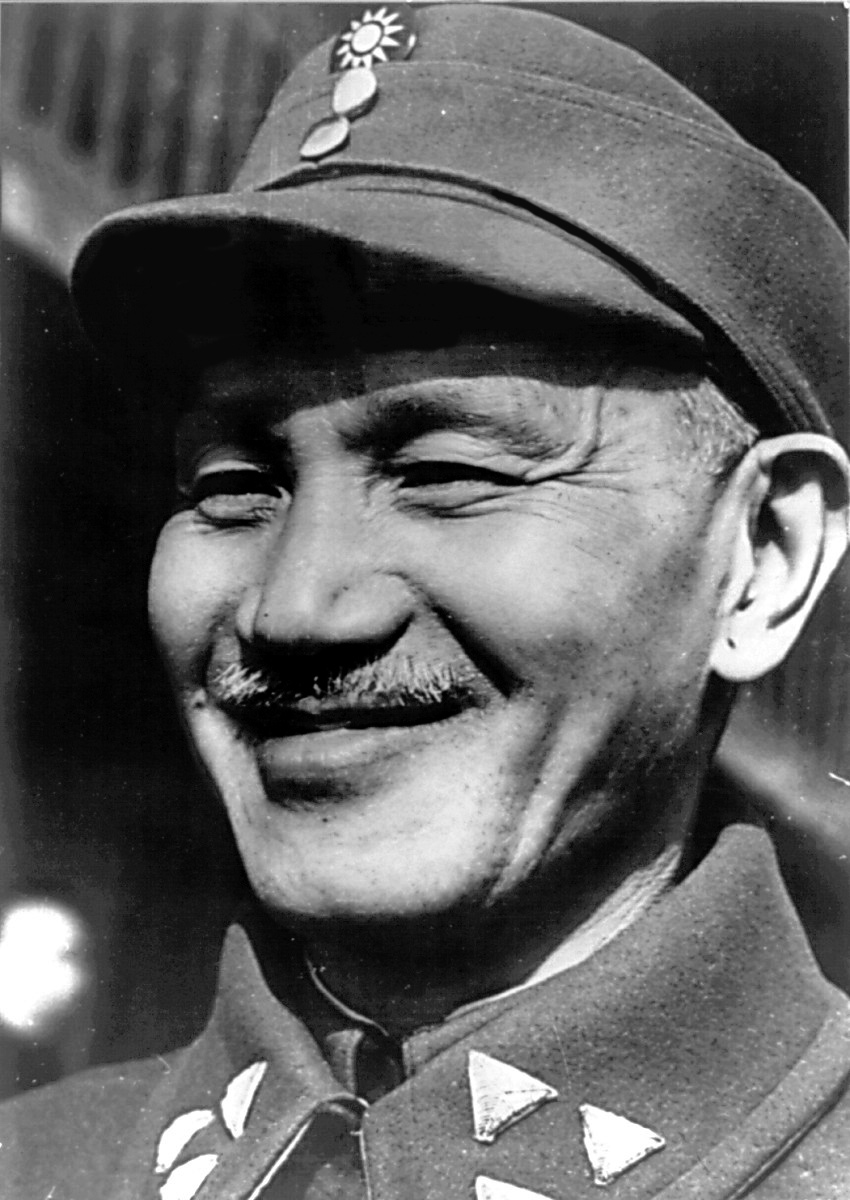
Tchang Kaï-chek, dirigeant de la république de Chine.

Après le débarquement allié en Afrique du Nord, en novembre 1942, la majeure partie de l'Empire colonial français se retrouve du côté des Alliés.

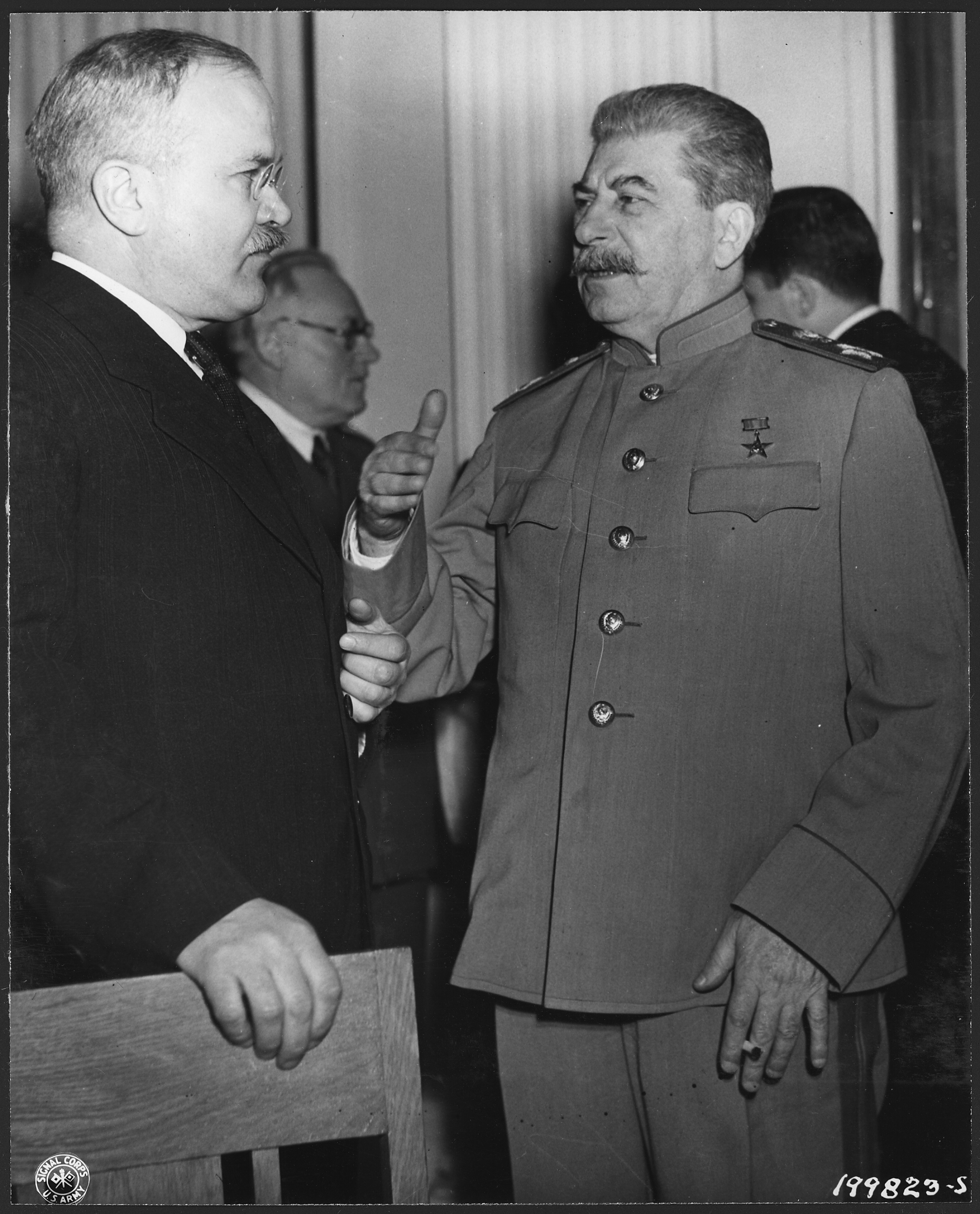
Viatcheslav Molotov et Staline, respectivement ministre des affaires étrangères et dirigeant politique de l'Union soviétique.

En octobre 1943 le gouvernement italien Badoglio déclare la guerre à l'Allemagne, mettant l'armée italienne, grossie de nombreux engagés venus de la résistance, au service des Alliés. D'autres États auparavant membres de l'Axe, tels que la Finlande ou la Roumanie qui, amputées territorialement par l'URSS en 1940, avaient participé à l'attaque allemande contre l'URSS en 1941 pour récupérer les territoires perdus (respectivement Carélie et Bessarabie), rejoignent à leur tour les Alliés lorsque l'Armée rouge revient sur leurs frontières, la première en décembre 1944 (Guerre de Laponie), la seconde le 23 août 1944 (en outre, la Roumanie avait eu deux divisions engagées du côté allié dès 1941). Dans la nuit du 8 au 9 septembre 1944, la Bulgarie, occupée par l'Armée rouge depuis trois jours, déclare à son tour la guerre à l'Allemagne. Toutefois, ces ralliements tardifs et contraints ne permettent pas à ces trois pays de participer à la fondation de l'Organisation des Nations unies. À l'ouest, l'effondrement du régime de Vichy en France métropolitaine met toutes les ressources du pays et de nombreux engagés au service de la France libre.
En 1945, les Alliés avertissent tous les États que ceux qui auront déclaré la guerre à l'Allemagne seront admis à la conférence fondatrice de l'ONU. Ce qui entraine, au printemps 1945, une cascade de nouvelles déclarations de guerre au Troisième Reich, qui pour la plupart restent sans aucun effet militaire : il s'agit de pays sud-américains tels que le Paraguay, l'Équateur, le Pérou, l'Argentine, ou du Moyen-Orient tels que l'Égypte, la Syrie, le Liban, la Turquie (le 6 mai 1945) et quelques autres. En tout, 51 États se sont trouvés en état de guerre avec l'Allemagne hitlérienne, sans pour autant être admis aux conférences interalliées, réservées aux « trois grands » (États-Unis, Empire britannique, URSS et, après l'été 1944, France), état de guerre auquel aucun traité de paix après 1945 n'est jamais venu mettre juridiquement fin.
Le 9 mai 1945, lendemain de la capitulation allemande, les dernières délégations diplomatiques nazies sont expulsées des États neutres : la Suisse, la république d'Irlande, l'Espagne, le Portugal, l'Afghanistan et le Chili.

### URSS
Lorsque l'URSS attaque la Pologne le 17 septembre 1939, conformément au protocole secret du pacte germano-soviétique, elle est, d'un point de vue polonais, dans le même camp que l'Allemagne, sans pour autant être en état de guerre déclarée avec la France et le Royaume-Uni. Lorsque l'URSS attaque la Finlande en novembre 1939, la Finlande se trouve plutôt du côté de la France et du Royaume-Uni. Cette agression vaut par ailleurs à l'URSS de se voir expulsée de la SDN fin 1939. Pendant la durée du pacte, Staline livre ponctuellement et à crédit du pétrole, des matières premières et des céréales permettant au Reich de contourner partiellement le blocus des Alliés. Il lui livre aussi plusieurs dizaines de communistes allemands réfugiés en URSS.
À partir du 22 juin 1941, l'URSS, attaquée par l'Allemagne, se retrouve dans le camp des Alliés. Elle bénéficie du prêt-bail américain en échange des réserves en or de la Banque d'État d'URSS. À défaut de pouvoir ouvrir avant 1944 le second front instamment réclamé par Moscou, les Alliés fournissent à l'URSS une aide importante, qui transite notamment par la dangereuse voie de navigation arctique.
Selon Raymond Cartier et John Keegan, entre octobre 1941 et juin 1942, les États-Unis livrent 1 285 avions, 2 249 chars, 81 287 mitrailleuses, 56 500 téléphones de campagne, 612 000 km de fil téléphonique. En 1943, 427 000 des 665 000 camions de l'Armée rouge viennent d'outre-Pacifique. L'Amérique fournit aussi 13 millions de bottes, 5 millions de tonnes de vivres ou encore 2 000 locomotives, 11 000 wagons, 54 000 tonnes de rail. Trois quarts du cuivre soviétique viennent des États-Unis, mais aussi une grande partie du pétrole de haute teneur sans lequel il est impossible de fabriquer du carburant pour avion.
La défaite allemande est impensable sans l'Armée rouge, qui fixe en juin 1944 les deux tiers de la Wehrmacht, en général les troupes les plus jeunes et les mieux équipées.

### Récapitulatif
| Années                  | 1940      | 1941      | 1942      | 1943       | 1944       | 1945       |
| Allemagne ou IIIe Reich | 5 000 000 | 7 200 000 | 8 600 000 | 9 500 000  | 9 500 000  |            |
| Japon                   | 1 723 000 | 2 411 000 | 2 829 400 | 3 808 200  | 5 365 000  | 7 193 200  |
| Royaume-Uni             | 2 212 000 | 3 278 000 | 3 784 000 | 4 300 000  | 4 500 000  | 4 653 000  |
| États-Unis              | 458 000   | 1 795 000 | 3 844 000 | 8 918 000  | 11 240 000 | 11 858 000 |
| URSS                    | 500 000   | 4 027 000 | 9 000 000 | 10 000 000 | 12 400 000 | 10 800 000 |
| France                  | 5 500 000 | 25 000    | 50 000    | 100 000    | 150 000    | 550 000    |
| Belgique                | 700 000   | --        | --        | --         | --         | 100 000    |
| Canada                  | 92 296    | 260 553   | 454 418   | 692 953    | 747 475    | 761 041    |

## Résumé chronologique des opérations militaires

Carte animée du front en Europe.

### Succès des Forces de l'Axe (1939-1942)

Les succès des forces de l'Axe en Europe du 31 août 1939 au 21 juin 1941.

La majorité des historiens situent le début de la Seconde Guerre mondiale le 3 septembre 1939, lorsque après l'invasion de la Pologne par l'Allemagne, la France et le Royaume-Uni déclarent la guerre à l'Allemagne en vertu d'un traité de février 1921 les liant à la Pologne.
L'historien marxiste Eric Hobsbawm, dans son ouvrage L'Âge des extrêmes (1994), arguë cependant que les gouvernements britannique et français étaient enclins à négocier malgré l'invasion de la Pologne et que c'est sous la pression de leur population qu'ils furent contraints de ne pas reculer.

#### Front de l'Est (1939-1940)

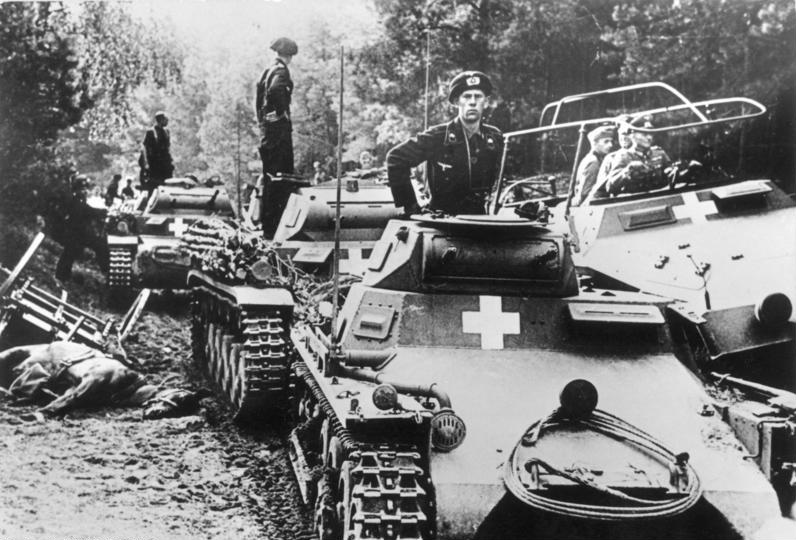
Photo illustrant la composition des blindés de la Wehrmacht au moment de la campagne de Pologne : une colonne de panzers I et II, dépassée par un transport SdKfz 251 employé comme véhicule militaire de reconnaissance.

Après une opération de provocation connue sous le nom d'incident de Gleiwitz, les troupes allemandes envahissent la Pologne sur tous les fronts, le 1er septembre 1939, à 4 h 45 du matin.
Le 17 septembre 1939, en application des clauses secrètes du Pacte germano-soviétique, l'Union soviétique envahit à son tour la Pologne par l'est. Prise en étau et largement inférieure en nombre et équipement, l'armée polonaise est écrasée avant la fin septembre.
Après le refus de la Finlande d'échanger des territoires revendiqués pour assurer la défense de Léningrad contre des terres situées plus au nord, l'URSS attaque la Finlande le 30 novembre 1939. En dépit de la disproportion des forces, la résistance finlandaise est particulièrement vive et l'URSS subit de lourdes pertes. La Guerre d'Hiver dure jusqu'au 13 mars 1940. Elle se conclut par le traité de Moscou du 12 mars 1940 qui met un terme provisoire aux hostilités entre les deux pays. L'URSS obtient d'annexer la Carélie dont l'isthme commande l'accès à Léningrad ainsi que plusieurs îles à caractère stratégique du golfe de Finlande.
En application toujours du Pacte germano-soviétique, l'URSS occupe en juin 1940 les trois pays baltes, puis les annexe.

#### Front de l'Ouest (1940)
Sur le front ouest, une fois passée la démonstration sans lendemain de Gamelin dans la Sarre allemande (6-13 septembre 1939), les troupes franco-britanniques, sous commandement français, ne prennent aucune initiative militaire et ne mènent aucune opération offensive pendant plusieurs mois, restant retranchées derrière la ligne Maginot.
Au printemps 1940, les Alliés se préparent à couper l'approvisionnement en fer de l'Allemagne, qui transite de la Suède vers le Reich par la Norvège, mais l'opération tourne au fiasco : c'est l'incident de Narvik. L'Allemagne envahit alors le Danemark et la Norvège le 9 avril 1940. Une majorité du corps expéditionnaire du Royaume-Uni et de la France doit rembarquer précipitamment, ce qui entraine la chute de Chamberlain et son remplacement par Churchill le 10 mai 1940. Le 27 mai 1940, les Français de Béthouart s'emparent de Narvik, mais ils doivent l'abandonner quelques jours plus tard car, en France même, la victoire allemande est alors pratiquement acquise.

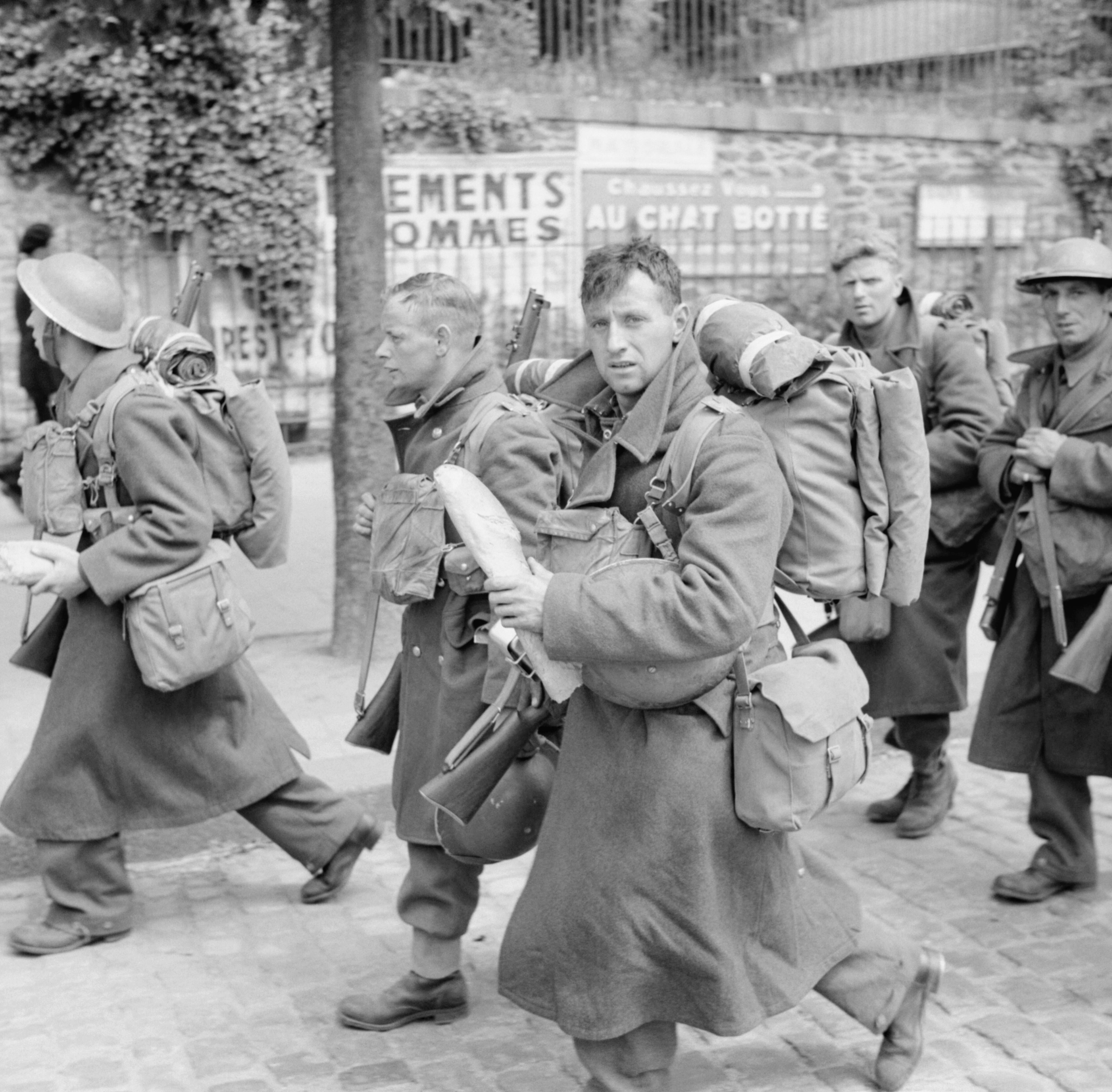
Les troupes britanniques en France en 1940.

En effet, en mai-juin 1940, l'armée allemande mène à bien l'invasion foudroyante des Pays-Bas, du Luxembourg, de la Belgique et de la France. Dans cette campagne fulgurante les Allemands mettent en œuvre leur doctrine de percée et d'avance par l'usage coordonné des forces blindées, mécanisées et aériennes : la Blitzkrieg ou guerre-éclair. Malgré les avertissements des attachés militaires alliés à l'étranger et la communication des Belges au général en chef français Maurice Gamelin des plans allemands d'attaque par l'Ardenne, la surprise devant la tactique allemande est complète.
Dès le 25 mai, la défaite des armées franco-belgo-britanniques du nord se précise après 18 jours de combat au cours desquels les Chasseurs ardennais, troupe d'élite de l'armée belge, ont retardé la percée allemande en Ardenne pendant deux jours et que les Français percés à Sedan se soient provisoirement rendus maîtres du terrain à Gembloux, au sud de Bruxelles, dans une bataille de chars sous les ordres du général Prioux. Le fort belge d'Ében-Émael étant tombé le 11 mai en 24 heures et l'armée hollandaise ayant battu en retraite précipitamment vers le réduit de Zélande, découvrant ainsi la gauche de l'armée belge, celle-ci finit par livrer une bataille d'arrêt de quatre jours sur la Lys du 24 au 27 mai. Cet affrontement fait suite à des retraites successives sur la Meuse et la Dendre, en coordination plus ou moins réussie avec les armées française et britannique du nord devant les percées profondes des armées allemandes, alors que le front belge est tourné sur sa gauche par la reddition néerlandaise du 14 mai. Le roi des Belges Léopold III sait que les Britanniques préparent un rapatriement à Dunkerque et ne prévoient pas de sauver ce qui reste des combattants belges, comme l'avoue Lord Keyes, attaché militaire britannique auprès du roi,. Le 28 mai 1940, l'armée belge étant à court de munitions et de moyens logistiques, le roi donne un ordre de reddition — après avoir prévenu le gouvernement de Londres par une lettre personnelle à George VI et l'envoi de messages radios aux généraux français — acte purement militaire qui ne concerne pas la force armée du Congo belge et laisse intact le pouvoir du gouvernement civil qui se réfugie en France porteur de toute sa légitimité, puis qui gagne la Grande-Bretagne lors de la défaite française. Dès le 28 mai, le gouverneur général du Congo belge déclare que le Congo poursuit la guerre en accord avec le ministre des colonies Albert de Vleeschauwer. C'est la première réaction anti-allemande d'un territoire européen d'outre-mer (avant même le ralliement de quelques colonies françaises au général de Gaulle).

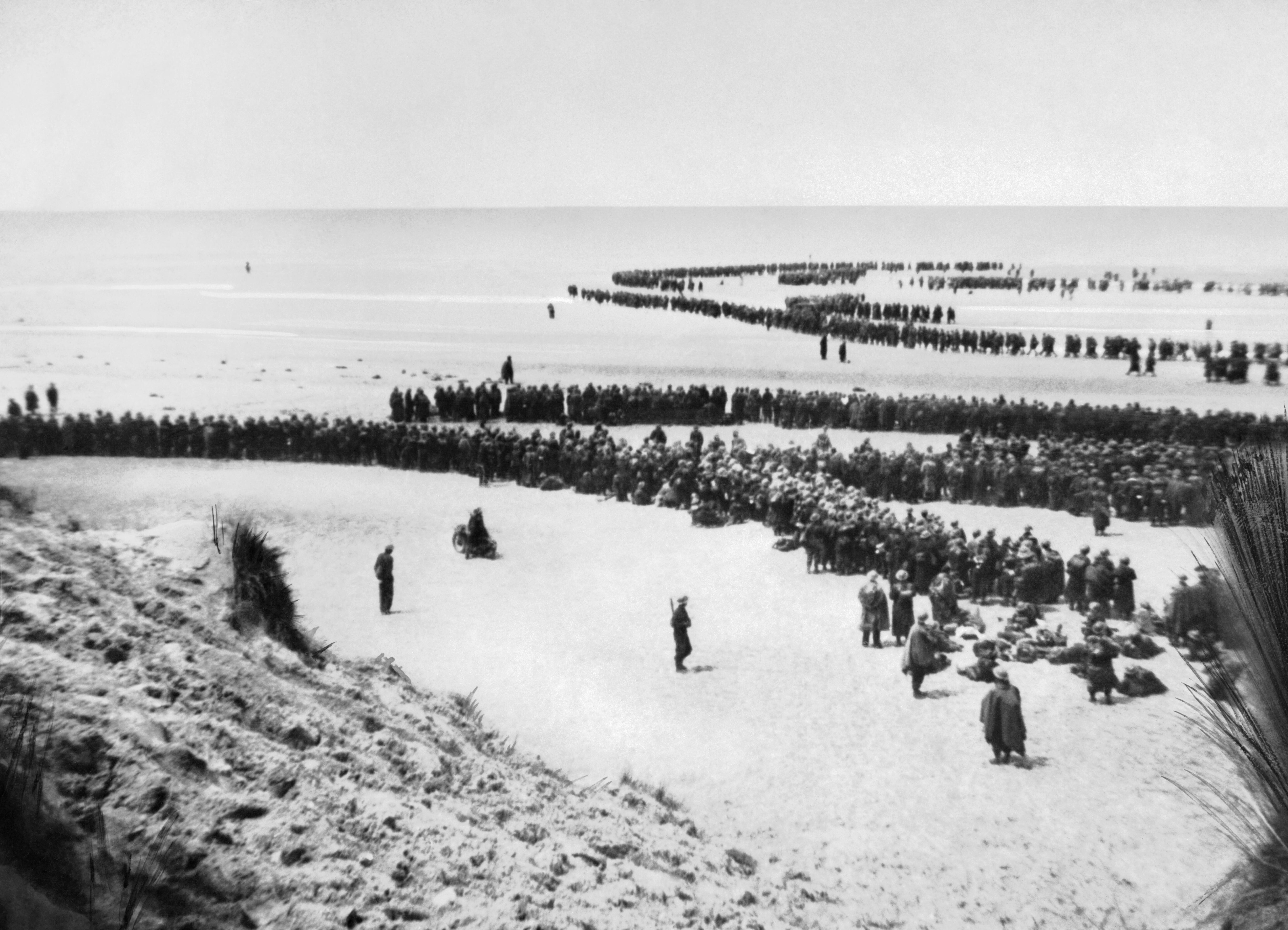
Les troupes alliées attendant l'évacuation à Dunkerque entre le 27 mai et le 4 juin 1940.

Le Royaume-Uni réussit, du 27 mai au 3 juin, à sauver 300 000 soldats au cours de la plus vaste opération de rapatriement de l'histoire militaire.
Le 5 juin, Hitler reprend l'offensive en France et perce les lignes de défense du nouveau généralissime Weygand sur la Somme et l'Aisne. L'Italie se joint alors à l'Allemagne et déclare la guerre à la France le 10 juin. Puis, en France, le nouveau gouvernement Pétain demande l'armistice le 17 et en accepte les conditions le 22. Après l'armistice franco-italien qui suit, le 24, les combats cessent le 25 juin. À la surprise générale, l'armée française, réputée depuis 1918 la meilleure du monde, s'est effondrée en quelques semaines.

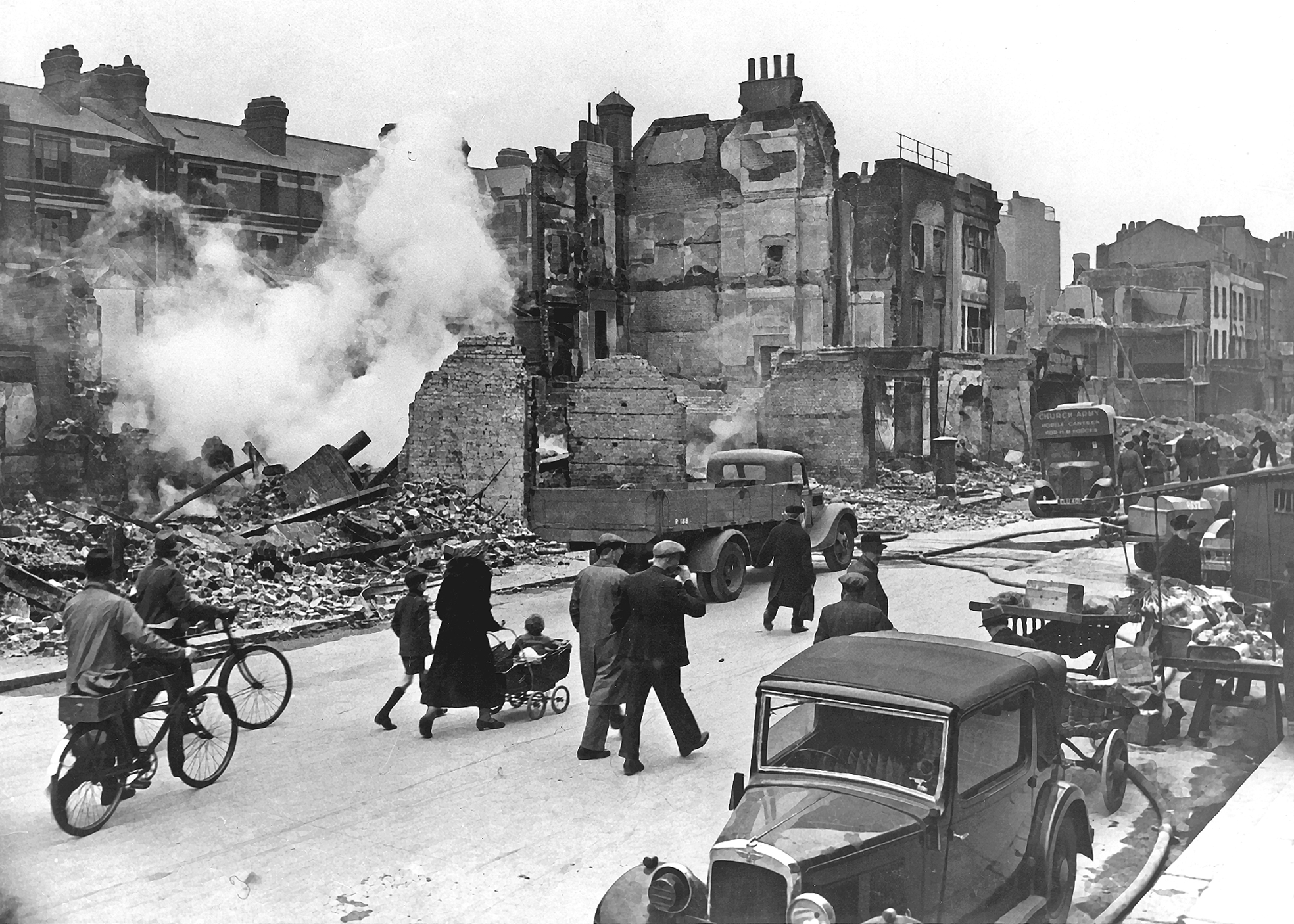
Londres bombardée.

Contre l'attente des stratèges nazis et des généraux français battus, le Royaume-Uni résiste avec succès à l'aviation allemande, car, malgré la faiblesse de son armée de terre, il dispose d'une flotte puissante (qui ne semble pas menacée par une mainmise allemande sur la flotte française, grâce aux clauses de l'armistice et après la destruction de quelques-unes de ses unités à Mers El Kebir) et d'une aviation bien organisée. En outre, le premier ministre Churchill, qui a remplacé Chamberlain, parvient à galvaniser le pays. Soumis d'abord à des attaques aériennes sur des cibles stratégiques, le Royaume-Uni fait face de septembre 1940 à mai 1941 au bombardement de ses villes : ce « Blitz », qui détruit notamment la City de Londres et la ville de Coventry, ne parvient ni à entamer la résolution britannique ni à compenser les pertes de la Luftwaffe de Göring, vaincue par les pilotes de la Royal Air Force.
Pour tenir seul face à Hitler, le Royaume-Uni dispose de l'aide d'abord économique des États-Unis, puisque ceux-ci, bien qu'officiellement neutres, l'approvisionnent en armes et en ravitaillement. Roosevelt obtient du Congrès en mars 1941 le vote de la « loi Prêt-Bail », qui lui permet d'apporter une aide matérielle illimitée au Royaume-Uni et à ses alliés.

#### Front d'Afrique du Nord (1940)

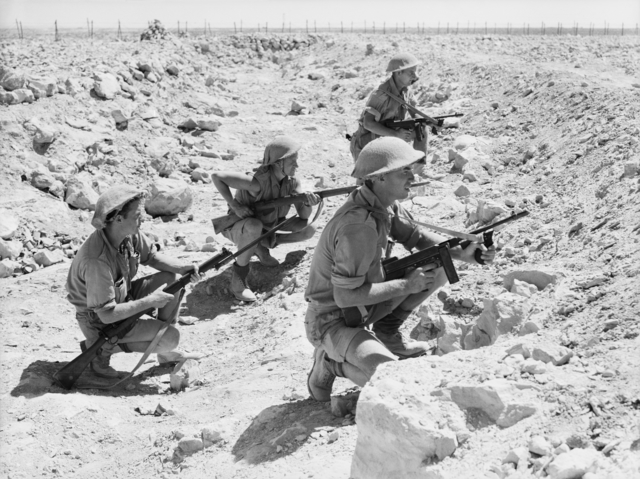
Infanterie australienne à Tobrouk.

En septembre 1940, les forces italiennes avaient attaqué l'Égypte, pays alors sous influence britannique. Mais dès le mois de décembre, les Britanniques, appuyés par les forces du Commonwealth, passent à la contre-attaque, et les Allemands doivent envoyer ce que l'on appelle l'Afrika Korps en renfort pour secourir leurs alliés italiens. En juillet 1942, l'Afrika Korps de Rommel n'est plus qu'à quelques dizaines de kilomètres d'Alexandrie.

#### Front des Balkans (1941)
Hitler, désespérant de prendre le Royaume-Uni et de l'amener à faire la paix, érige une puissante chaîne de fortifications, surnommée « mur de l'Atlantique », sur les côtes de l'Atlantique et de la Manche, et décide d'attaquer l'URSS. Mais l'Italie fasciste vient elle-même d'agresser, à partir de l'Albanie, la Grèce qu'elle croyait sans défense. Or ce sont les forces grecques du dictateur nationaliste Metaxás qui sont victorieuses : après avoir contenu l'attaque des troupes de Mussolini, l'armée grecque et un corps expéditionnaire britannique, australien, néo-zélandais, indien et sud-africain les repousse et envahit à son tour l'Albanie italienne.
C'est alors que, pour prêter main-forte aux Italiens, Hitler repousse de plusieurs semaines son opération contre l'URSS et envoie en avril 1941 ses troupes vers la Grèce, à travers la Hongrie sympathisante et après avoir envahi au passage la Yougoslavie. Les nazis battent les armées yougoslave et grecque, ce qui leur permet d'occuper tout le sud de l'Europe. Mais, du même coup, ils viennent de créer un front supplémentaire en Yougoslavie, où les résistances monarchiste de Draža Mihailović (Tchetniks) et communiste de Tito (Partisans), allaient immobiliser de 13 à 20 divisions allemandes jusqu'à la fin de la guerre. De plus, l'invasion de l'URSS est différée, du 15 mai au 22 juin.

#### Front de l'Est (1941)

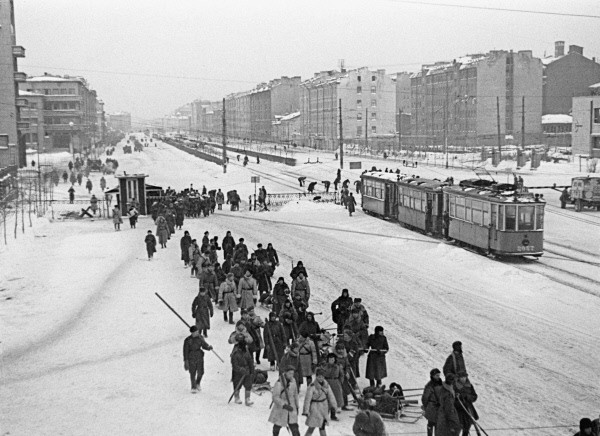
Avenue de Moscou au début du siège de Léningrad en décembre 1941.

Le 22 juin 1941, la Wehrmacht envahit l'URSS dans le cadre de l'opération Barbarossa. Elle mobilise 3,2 millions de soldats allemands et 600 000 soldats des États alliés de Hongrie, de Roumanie, de Finlande, de Slovaquie et d'Italie. C'est la plus grande offensive militaire de l'histoire.
Malgré une avance foudroyante et la capture ou le massacre de plusieurs millions de Soviétiques, la Wehrmacht est stoppée en décembre 1941, à une trentaine de kilomètres de Moscou dans un froid glacial et sans équipement adéquat. Pour la seconde fois depuis la campagne de Russie de 1812, les Russes sont sauvés par la rigueur de leur hiver, et aussi par un appel pressant au patriotisme et au sacrifice face à des combats très meurtriers. Les Allemands restent également bloqués devant Leningrad, délibérément soumise par Hitler à un siège de 900 jours (jusqu'au 27 janvier 1944), qui fait périr de faim 700 000 habitants.

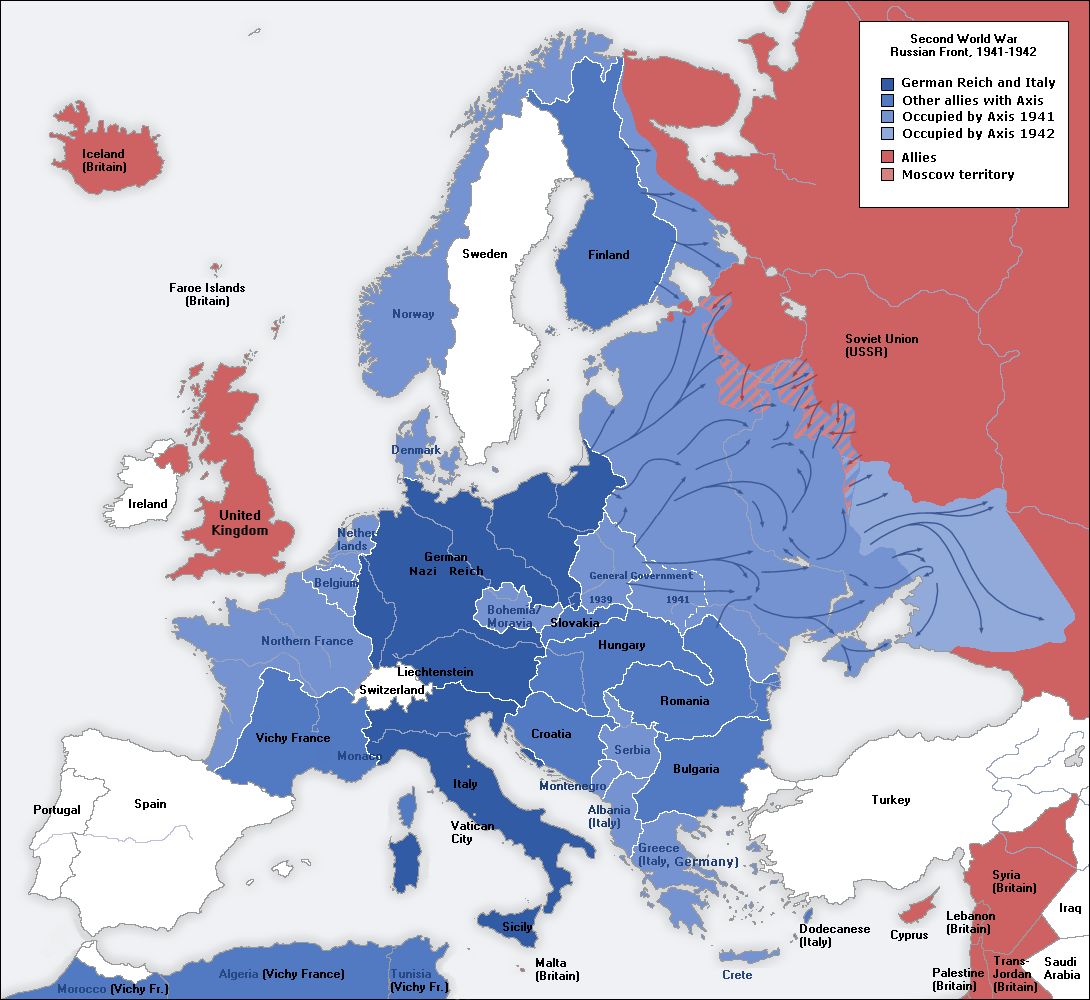
Conquêtes allemandes (bleu) pendant la Seconde Guerre mondiale.

Dès lors, la campagne de Russie mobilise l'essentiel des efforts militaires allemands.
Malgré leurs pertes énormes, les Soviétiques ont pu replier leur potentiel industriel dans l'ordre, plus de 10 millions de travailleurs et des milliers d'usines démontées étant réinstallées à l'est de l'Oural. La réintégration de l'URSS dans le camp allié lui permet aussi de recevoir une forte aide américano-britannique en matériel de qualité et en ravitaillement. Staline proclame aussi l'union sacrée et galvanise les énergies, tout en maintenant intacte la terreur contre les soldats défaillants ou les officiers vaincus. Enfin, les Soviétiques ont encore des réserves : la trentaine de divisions qu'ils ont pu rapatrier d'Extrême-Orient, après confirmation en fin septembre 1941 par leur espion établi à Tokyo Richard Sorge que les Japonais, conformément au pacte nippo-soviétique de non-agression signé le 13 avril précédent, n'attaqueront pas l'Union soviétique mais bien les États-Unis. C'est ainsi que, redéployées par le maréchal Joukov au cours de l'hiver 1941-42, ces troupes sibériennes fraîches contre-attaquent devant Moscou et obligent l'envahisseur allemand à reculer.

#### Front d'Afrique de l'Est (1941)
En 1941, les troupes coloniales du Congo belge battent les Italiens à Asosa, au sud de l'Abyssinie tandis que les troupes britanniques, appuyées par des forces françaises libres battent l'armée italienne et réinstallent le Négus sur son trône à Addis-Abeba.

#### Front d'Extrême-Orient et du Pacifique (1941)

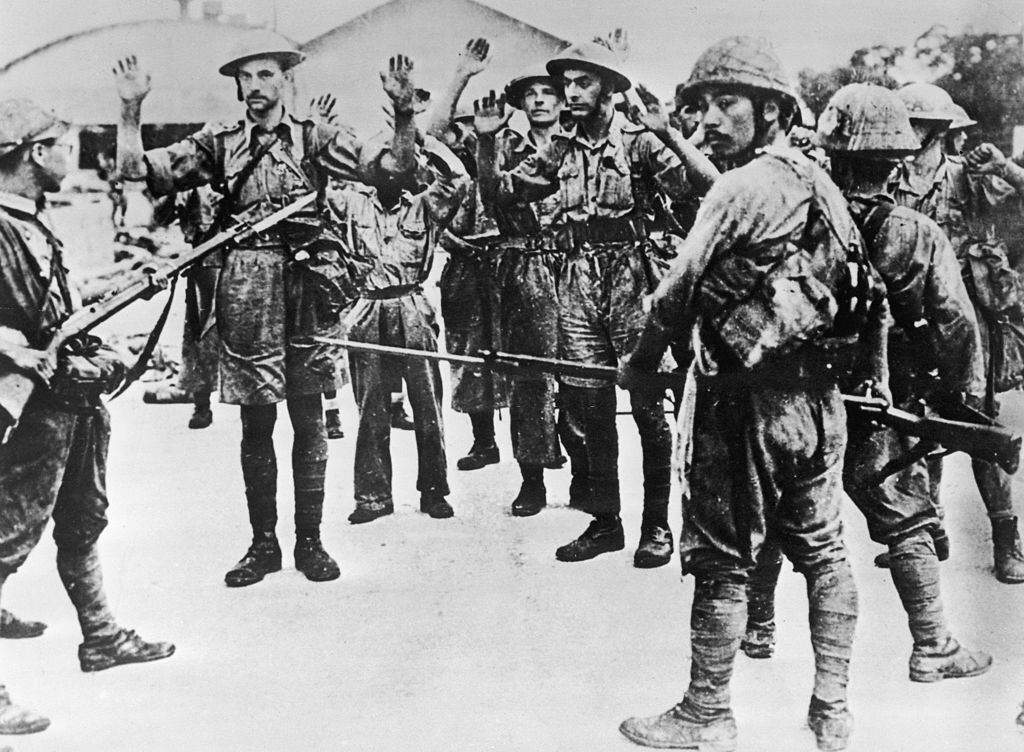
Reddition des soldats britanniques à Singapour.

Désireux de venger l'affront fait par la France au royaume de Siam en 1893 et 1904, la Thaïlande profite de l'invasion de celle-ci par l'Allemagne et se lance en janvier 1941 dans une série d'attaques contre l'Indochine française, déclenchant la guerre franco-thaïlandaise. Aucun camp n'étant en mesure de s'imposer, le litige est tranché par le Japon, présent au nord de l'Indochine depuis septembre 1940 et qui octroie à la Thaïlande une partie du Laos et du Cambodge.
Le 7 décembre 1941, l'empire du Japon, allié de l'Allemagne depuis 1936 et en guerre depuis 1937 avec la république de Chine, attaque les États-Unis, restés jusque-là en dehors de la guerre. Il détruit par surprise l'essentiel de la flotte américaine du Pacifique à Pearl Harbor. Au même moment a lieu l'invasion de la Malaisie britannique. L'Armée impériale japonaise envahit ensuite le Commonwealth des Philippines et les Indes orientales néerlandaises.

### Tournant de 1942

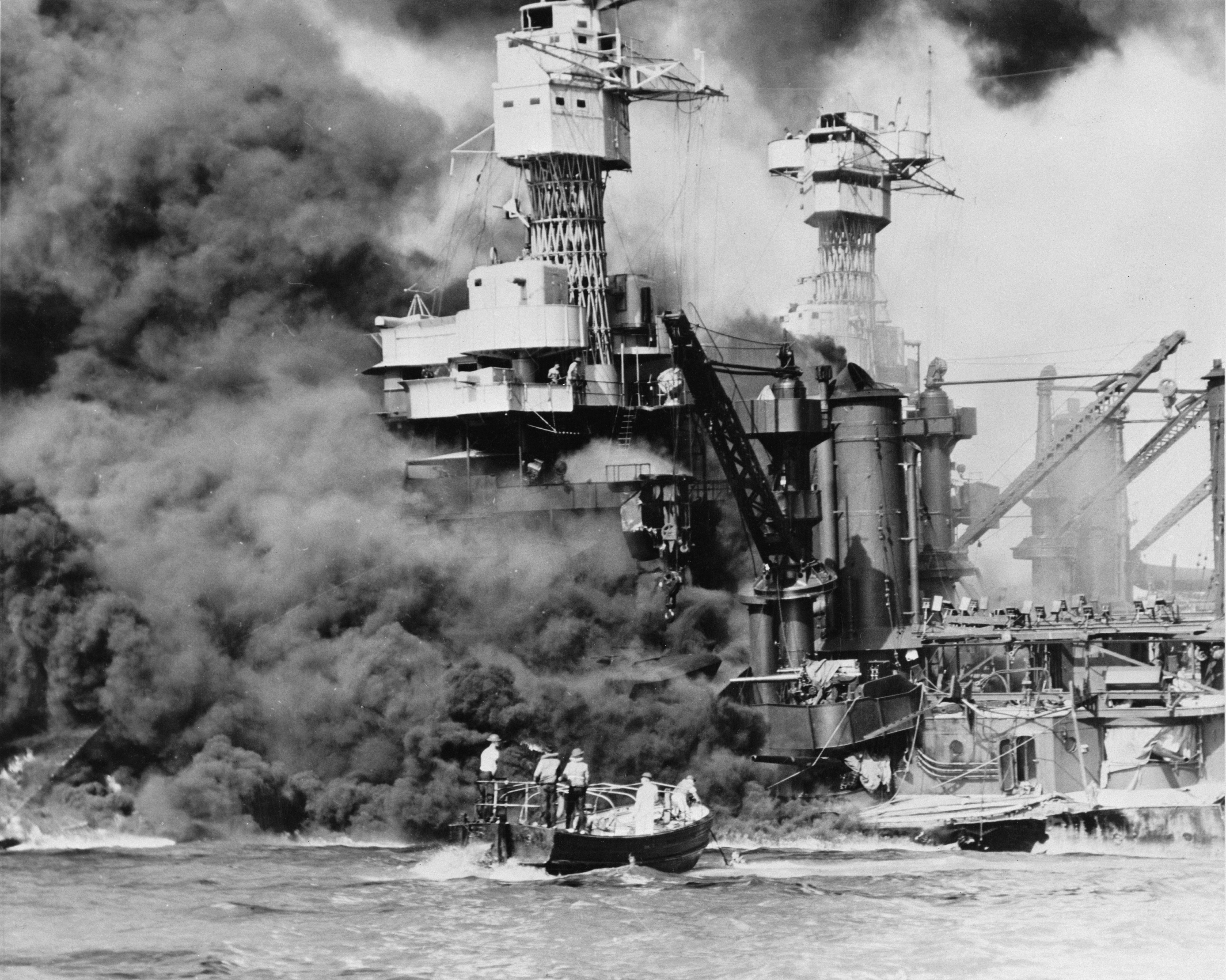
Attaque de Pearl Harbor.

L'attaque de Pearl Harbor provoque l'entrée en guerre des États-Unis, bientôt suivis par le Mexique et par d'autres États latino-américains. Affaiblis par l'attaque japonaise, les États-Unis mettent toute leur puissance industrielle au service de la guerre et sont bientôt en mesure de porter des coups. En mai lors de la bataille de la mer de Corail, en dépit d'une défaite tactique, ils empêchent le débarquement japonais en Nouvelle-Guinée, puis au début de juin 1942, la bataille aéronavale des îles Midway coûte quatre porte-avions au Japon, désormais placé sur la défensive dans le Pacifique. Les États-Unis commencent la reconquête de l'océan Pacifique, île par île.

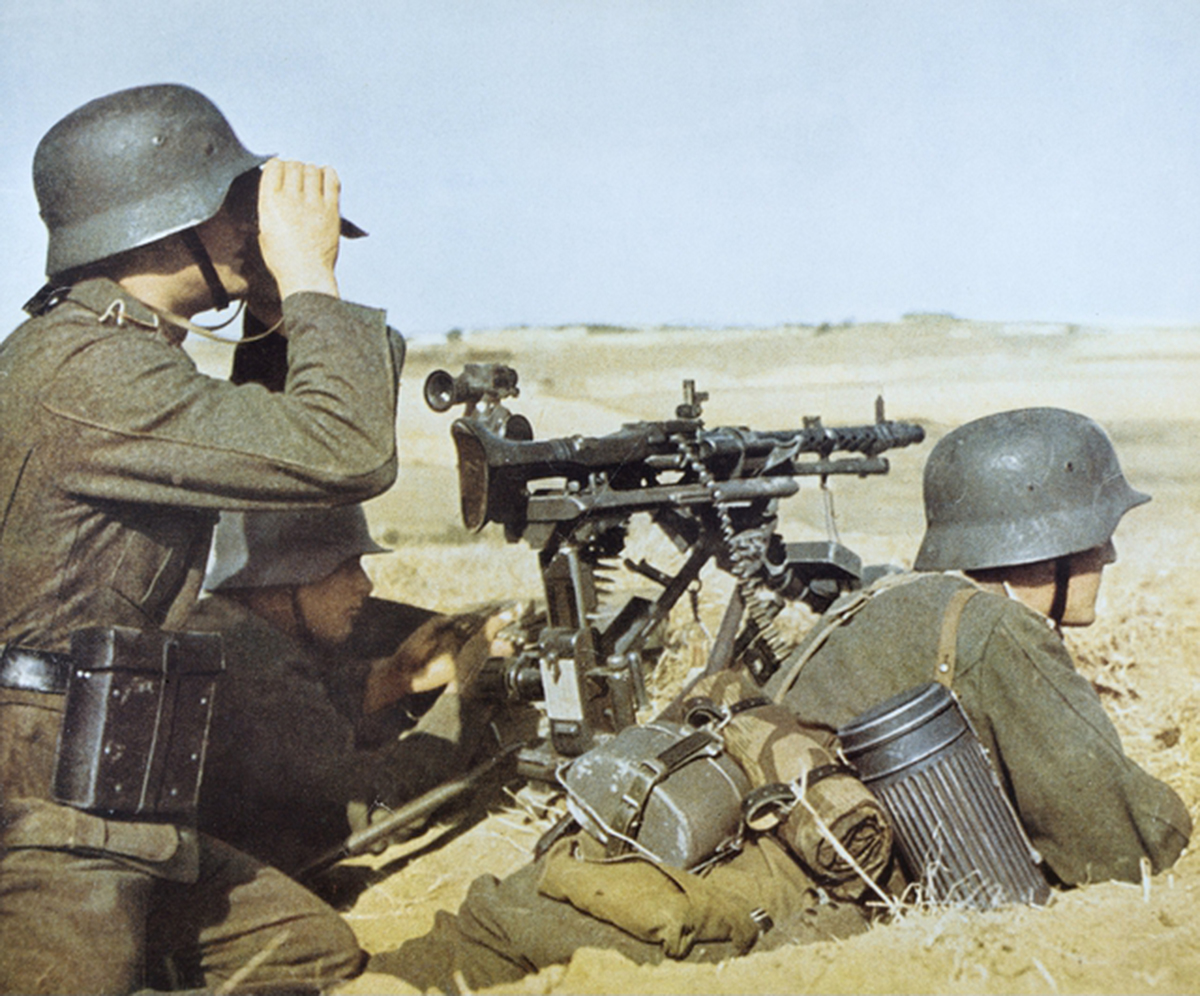
Soldats allemands équipés d'une mitrailleuse MG34 sur le front russe, en 1942.

En Europe, l'Union soviétique supporte l'effort de guerre terrestre contre l'Allemagne nazie. Après avoir été défaits devant Moscou fin 1941, les Allemands ont relancé en juin 1942 avec succès leur offensive vers l'est, en direction du Don et de la Volga et plus au sud vers le Caucase et son pétrole mais les troupes allemandes sont encerclées fin 1942 à Stalingrad avant d'y être défaites début 1943.
En Afrique du Nord, les Britanniques ont repris l'initiative à partir de septembre 1942. Ils remportent une victoire décisive à El-Alamein et commencent à repousser l'Afrika Korps vers l'ouest.
Staline presse ses alliés d'ouvrir un deuxième front à l'ouest. Après des hésitations, Churchill et Roosevelt se décident pour l'Afrique du Nord. C'est l'Opération Torch, qui se traduit par le débarquement des forces alliées au Maroc et en Algérie, le 8 novembre 1942. Le 11 novembre à Alger, l'amiral Darlan engage l'Afrique à reprendre le combat aux côtés des Alliés. Il est officiellement désavoué par le maréchal Pétain. Cependant, les Allemands considèrent que l'armistice de juin 1940 est rompu et envahissent alors le 11 novembre 1942 la zone sud de la France que cet armistice avait prévu non occupée. L'armée française d'Afrique se joint aux armées alliées. En Afrique du Nord, les Allemands sont alors pris en tenaille entre les Britanniques à l'est et les Franco-Américains à l'ouest.
Au cours de l'année 1942, l'entrée en guerre des États-Unis avait entraîné une extension à tout l'océan Atlantique de la lutte des sous-marins allemands contre les navires alliés qui assurent l'approvisionnement de la Grande-Bretagne. Les convois alliés subissent de très lourdes pertes tout au long de l'année mais à partir de la fin de l'année 1942 et plus encore au début de 1943, de nouveaux moyens techniques — décryptage des communications ennemies, radars, sonars — permettent aux Alliés de détruire de plus en plus de sous-marins allemands et les pertes alliées décroissent inexorablement.

### Victoires des Alliés (1943-1944)

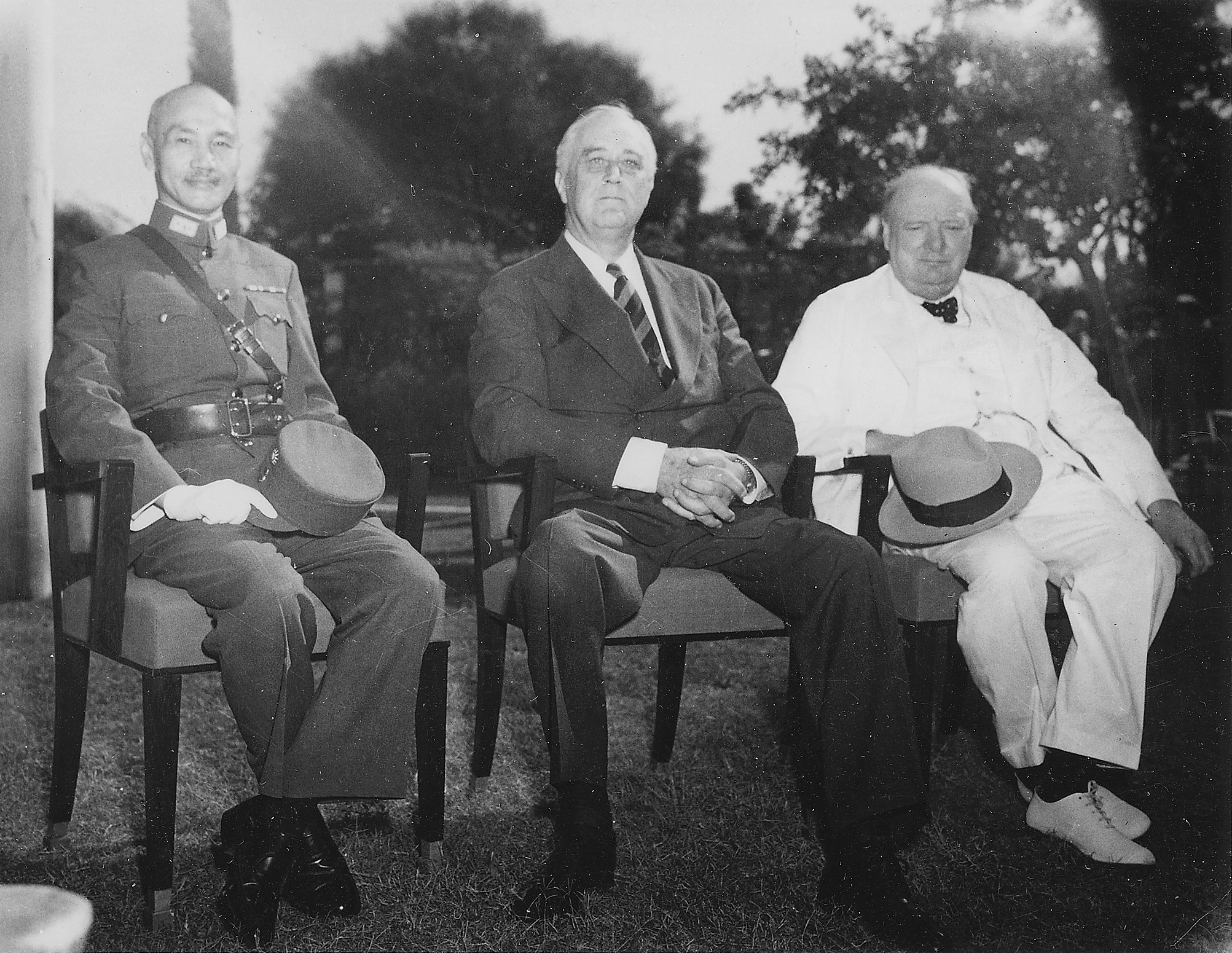
Les chefs alliés du Théâtre Asie-Pacifique :
Tchang Kaï-chek, président du gouvernement central de la république de Chine, Franklin D. Roosevelt et Winston Churchill lors de la Conférence du Caire de 1943.

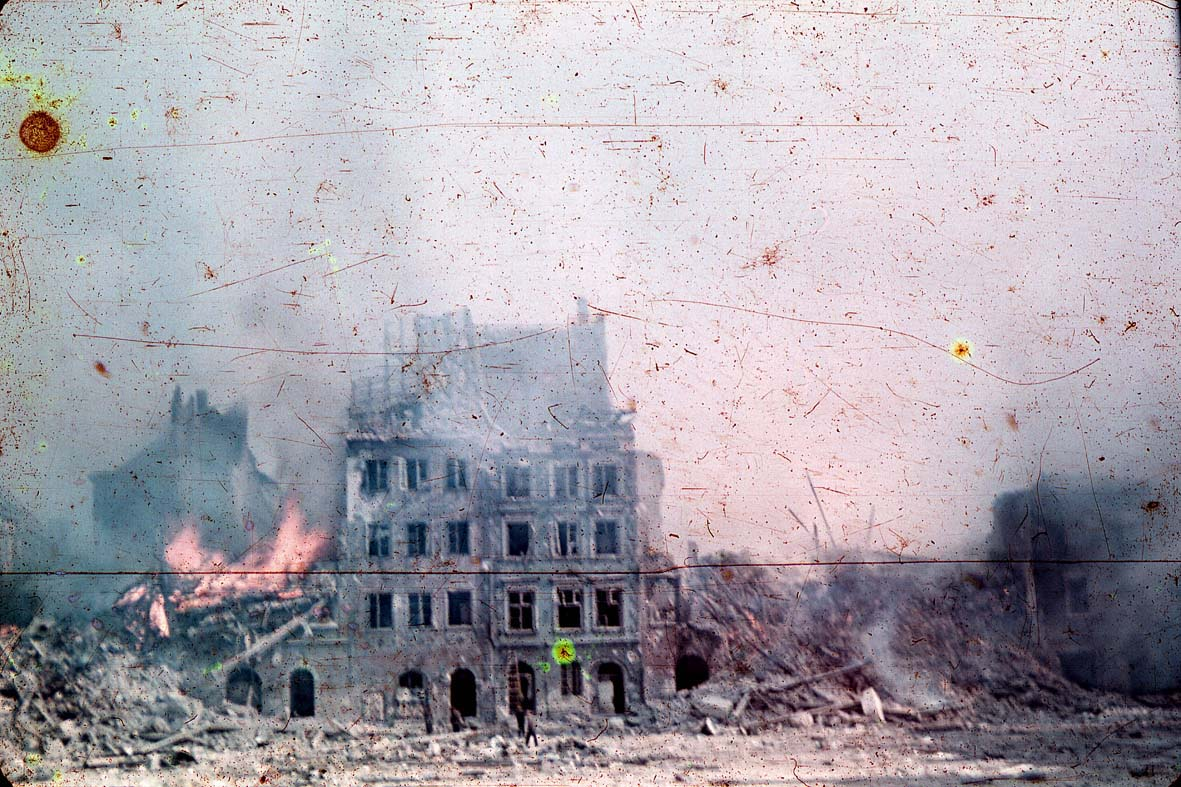
Insurrection de Varsovie (1944). Photographe: Ewa Faryaszewska (1920 1944)

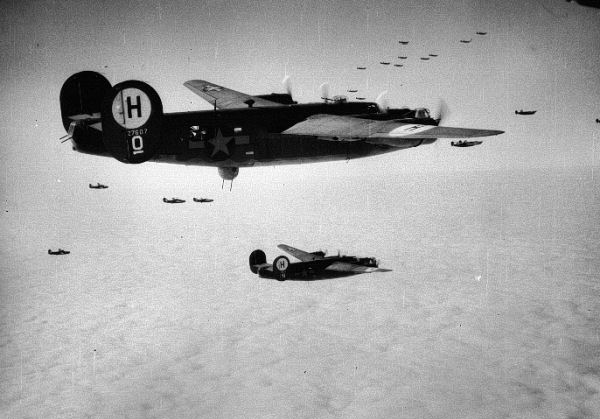
Dans le Pacifique comme en Europe et en Afrique, l'aviation alliée est une des clés de la victoire contre les forces de l'Axe.

Au début de l'année 1943, les Allemands subissent sur le front oriental une très lourde défaite à Stalingrad. Après les capitulations du 30 janvier 1943 et du 2 février 1943, les Soviétiques font 91 000 prisonniers, dont le maréchal Paulus, premier militaire allemand de ce rang capturé depuis 1806. Après avoir libéré le Caucase, les Soviétiques tentent de libérer l'Ukraine alors que les Allemands et leurs alliés sont à bout de souffle, mais une contre-attaque allemande à Kharkov (Ukraine orientale) stoppe l'Armée rouge. Les Allemands mènent une offensive d'été limitée à Koursk (en Russie, au nord de Kharkov), en compensant leur manque d'infanterie, à la suite de la bataille de Stalingrad, par un fort déploiement de chars avec de nouveaux matériels. Attendus par les Soviétiques qui fortifient la région et amassent de grande quantité de blindés, les Allemands sont de nouveau défaits. Sans attendre, les Soviétiques déploient leurs chars et reprennent leurs offensives pour la libération de l'Ukraine.

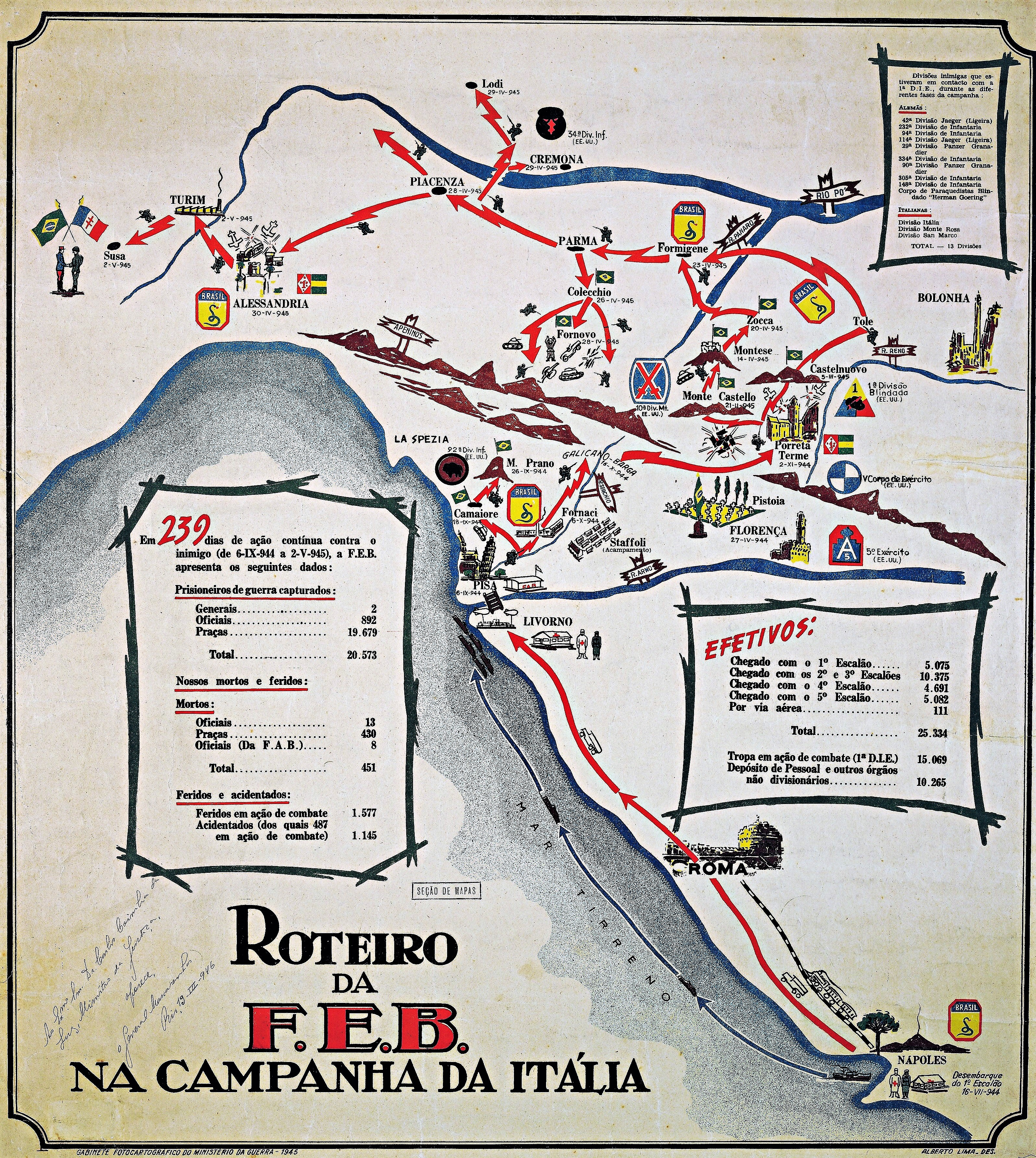
Carte des actions brésiliennes et des alliés dans le nord de l'Italie, 1944-1945. Archives nationales du Brésil.

Avec la prise de Tunis, le 7 mai 1943 et la reddition des troupes allemandes et italiennes, les Alliés sont maîtres de toute l'Afrique du Nord. Le 10 juillet 1943, ils débarquent en Sicile et prennent pied sur la péninsule italienne en septembre, le jour même où Badoglio, le successeur de Mussolini, évincé du pouvoir, annonce un armistice qui préfigure un retournement d'alliance. Les Allemands envahissent le territoire de leur ancien partenaire et bloquent de longs mois les troupes alliées de onze nationalités au mont Cassin. Rome n'est libérée que le 4 juin 1944, la Toscane en août 1944. La plaine du Pô n'est atteinte qu'en avril 1945.
Pour la première fois depuis le début de la guerre, les trois dirigeants alliés, Churchill, Roosevelt et Staline se rencontrent à Téhéran à la fin du mois de novembre 1943 pour esquisser ce que sera le monde de l'après-guerre.
Sur le front oriental, l'Armée rouge ne cesse de progresser vers l'ouest. Elle entre à Kiev, en Ukraine, en novembre 1943, dégage Leningrad en janvier 1944. Le 22 juin 1944, alors qu'un front à l'ouest a été ouvert en Normandie, elle lance la plus grande offensive de son histoire : l'opération Bagration, qui libère la Biélorussie en quelques semaines et occupe la Prusse-Orientale et la Pologne jusqu'aux faubourgs de Varsovie. Toutefois, l'Armée rouge s'arrête tant pour des raisons militaires notamment « l'épuisement de la dynamique de l'offensive » face à la « contre-offensive de 3 divisions panzer SS » que politiques, en laissant écraser l'insurrection de Varsovie (1er août 1944-2 octobre 1944), Staline élimine en pratique la résistance non communiste du jeu politique d'après guerre. Du 20 août 1944 au 8 septembre 1944, le front roumain cède, Roumanie et Bulgarie passent dans le camp des Alliés, mais, en occupant le 19 mars 1944 son alliée la Hongrie, Hitler empêche le régent Miklós Horthy d'en faire autant, et il faut ensuite aux Soviétiques cinq mois de siège de Budapest pour s'ouvrir en février 1945 la route de Vienne. En Yougoslavie, les partisans de Tito libèrent une grande partie du pays et entrent dans Belgrade en septembre 1944 sans l'aide de l'Armée rouge.

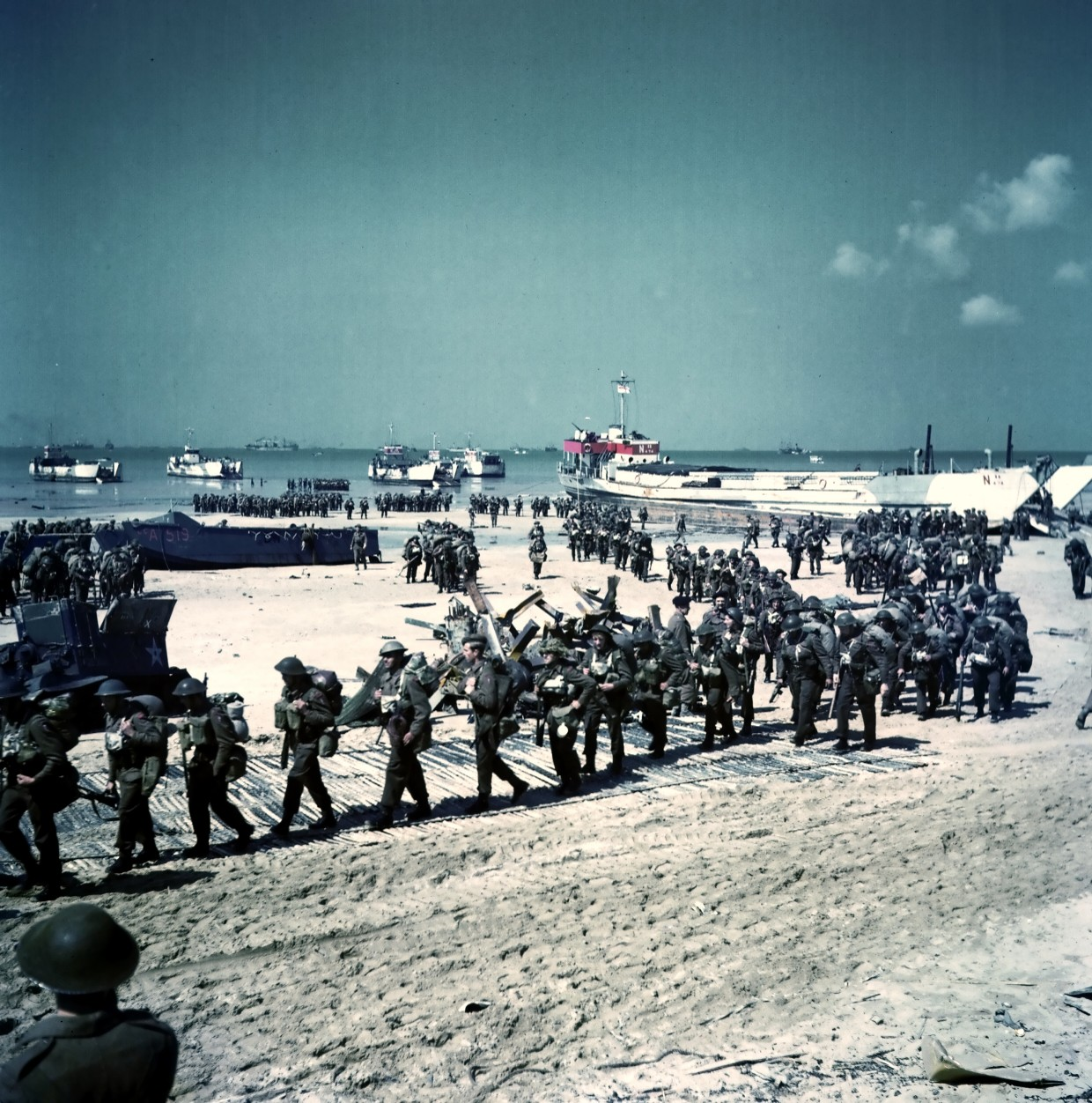
Soldats canadiens à Juno Beach, débarquement de Normandie du 6 juin 1944.

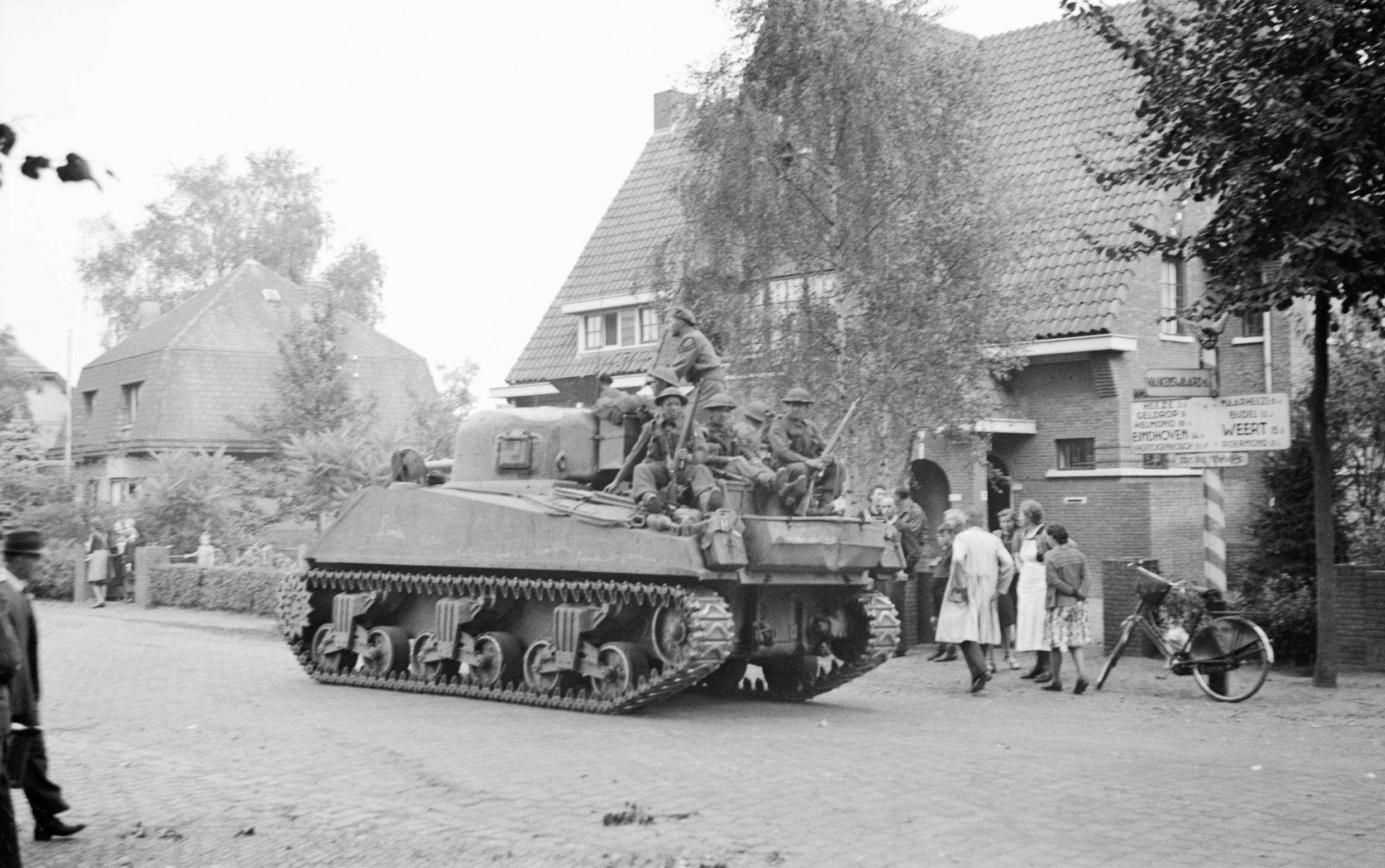
Char britannique à Leende (Pays-Bas).

Le 6 juin 1944, 4 126 navires alliés réussissent le plus grand débarquement de l'Histoire sur les plages de Normandie, prenant les Allemands par surprise et ouvrant enfin le second front. Malgré l'exploit logistique, l'armée hitlérienne parvient à contenir les Anglo-Saxons en Normandie pendant plus de dix semaines dans une longue bataille d'usure (bataille des Haies, bataille de Caen), jusqu'à ce que la percée d'Avranches (31 juillet 1944) ouvre la voie de la Bretagne et prenne les troupes allemandes à revers en les encerclant dans la poche de Falaise. Paris insurgée est libérée le 25 août 1944. Auparavant, le 15 août, des troupes américaines et françaises avaient débarqué en Provence, sur la côte méditerranéenne.
La progression se fait alors rapidement et, à la mi-septembre, presque toute la France et la Belgique sont libérées par les armées alliées. Mais alors que les Alliés espéraient une fin du conflit avant la fin 1944, la résistance nazie allemande va s'intensifier. L'opération aéroportée pour tenter une percée vers l'Allemagne par les Pays-Bas échoue (septembre 1944). La pénurie d'essence et les problèmes logistiques obligent à une bataille sur les abords de l'Escaut (novembre 1944) menée par les Canadiens pour libérer les accès maritimes du port d'Anvers. Dans l'est de la France, les Américains et les Français, d'abord à court de carburant, n'avancent que lentement face à une défense allemande qui s'est renforcée. La contre-attaque allemande dans les Ardennes (Noël 1944) surprend totalement les Américains, mais s'essouffle au bout d'une dizaine de jours. Elle contribue toutefois à retarder le passage du Rhin jusqu'à fin mars 1945. Une large famine touche les Pays-Bas durant l'hiver de 1944, tuant plus de 20 000 personnes. L'opération Manna est déclenchée par les Alliés pour parachuter des vivres à la population.

### Victoire des Alliés et capitulation des forces de l'Axe (1945)

Le palais du Reichstag détruit après la bataille de Berlin.

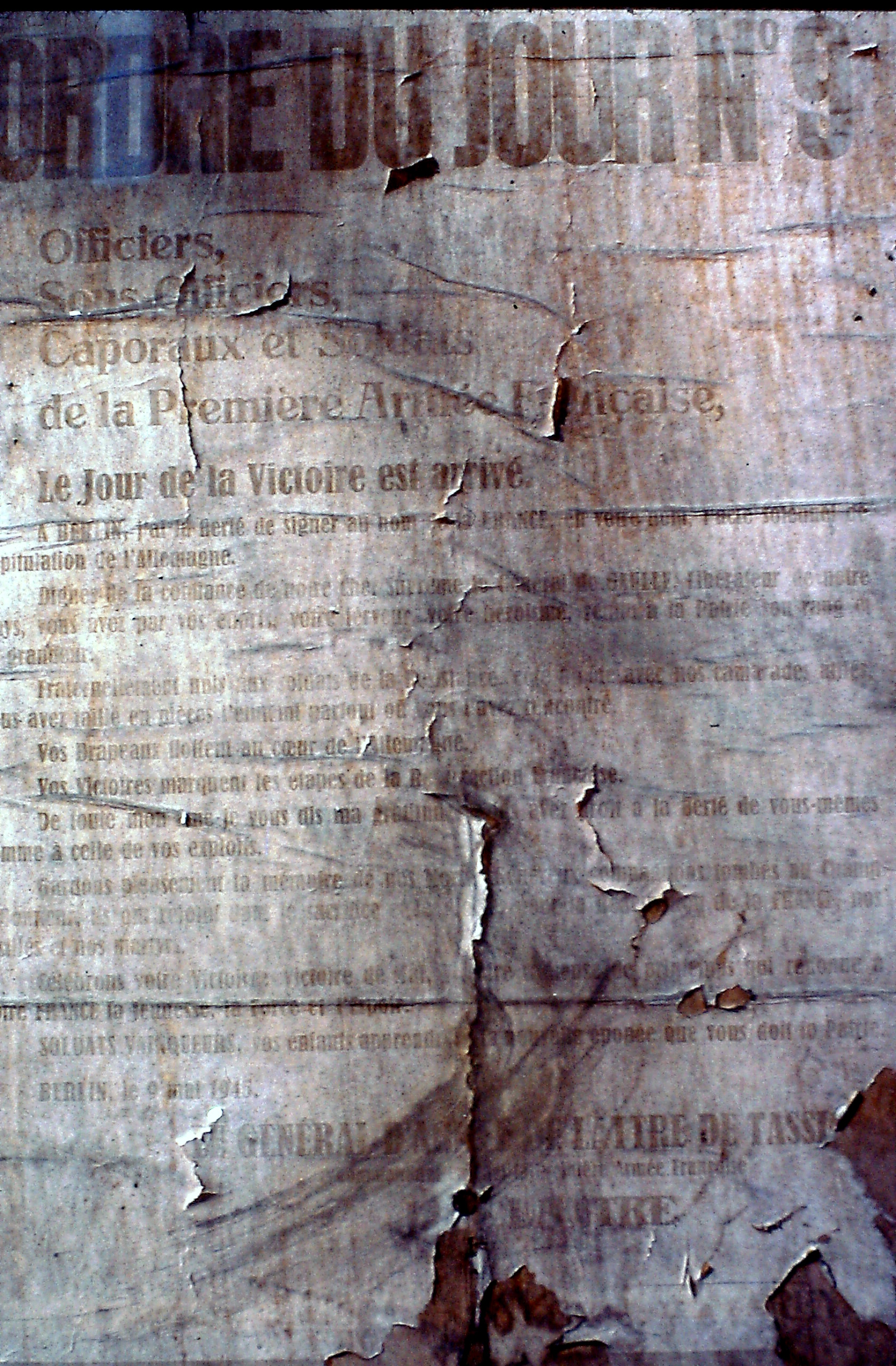
Affiche du 9 mai 1945 du général De Lattre de Tassigny annonçant la victoire (photographiée à Strasbourg en 1979).

Écrasée sous les bombes, assaillie de tous côtés, l'Allemagne nazie voit sa capitale Berlin investie le 30 avril par les Soviétiques. Hitler s'y donne la mort dans son bunker le même jour. Le 7 mai 1945 à Reims au QG du SHAEF, le colonel général Alfred Jodl signe l'acte de reddition inconditionnelle des forces armées allemandes. Pour des questions de prestige, Staline exige cependant une capitulation signée à Berlin par les plus hauts représentants de la Wehrmacht et des alliés. Un embargo est posé sur l'annonce de la capitulation de Reims. Dans la nuit du 8 au 9 mai 1945, à Berlin, le maréchal Wilhelm Keitel, l'amiral von Friedeburg et le général Stumpff signent à leur tour la capitulation du Troisième Reich en présence des représentants des Alliés, le maréchal Joukov, le maréchal Tedder, le général de Lattre de Tassigny et le général Spaatz. C'est donc officiellement le 8 mai 1945 que l'Allemagne capitule, ce qui met fin à la guerre en Europe. Il est communément admis que la signature a lieu peu avant minuit (peu après à l'heure de Moscou) ; néanmoins, certains historiens la situent peu après minuit, antidatée du 8 mai, afin de se conformer à ce qui a été signé à Reims.
En Asie, si l'empire du Japon n'a plus l'initiative, il défend pied à pied ses territoires conquis que les Américains prennent au prix de lourdes pertes. Ils s'emparent ainsi d'Iwo Jima et d'Okinawa Hontō, des îles proches de l'archipel japonais permettant aux Alliés des attaques aériennes directes et massives sur le Japon comme les bombardements successifs sur Tokyo. Le 15 août 1945, après le largage par les États-Unis des deux premières bombes atomiques sur les villes de Hiroshima et de Nagasaki et l'invasion de la Mandchourie et de la Corée par l'URSS, l'empereur Hirohito annonce la capitulation du Japon. Les actes de capitulation inconditionnelle du Japon sont signés le 2 septembre et closent presque six ans jour pour jour après son début la Seconde Guerre mondiale.

## Différents théâtres d'opération

### Théâtre européen

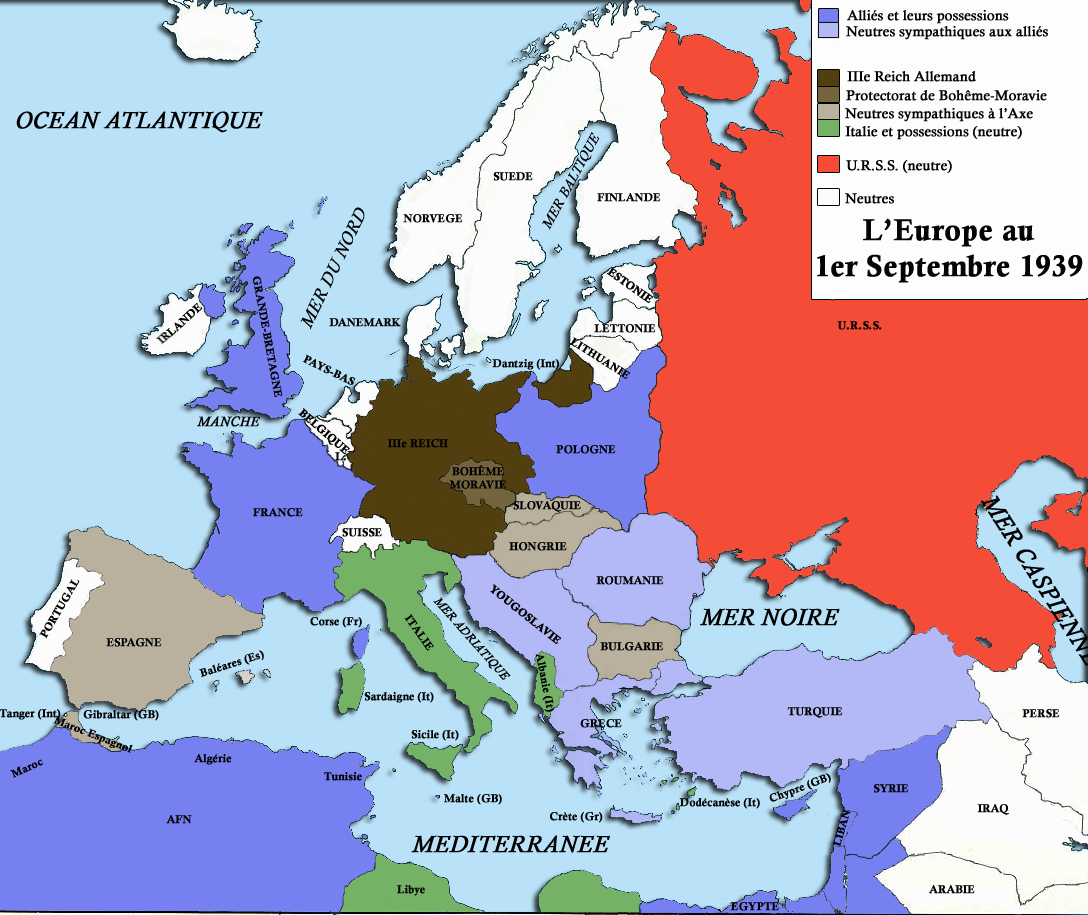
L'Europe au 1 septembre 1939.

#### De l'attaque nazie aux résistances anglaises et grecques
Après s'être assuré de ne pas risquer une guerre avec l'URSS en signant le Pacte germano-soviétique, Hitler lance ses armées sur la Pologne, le 1er septembre 1939, sans déclaration de guerre (voir : incident de Gleiwitz). En application de leur alliance, la France et le Royaume-Uni déclarent la guerre à l'Allemagne le 3 septembre 1939. En particulier, la France a garanti après 1918 par des traités d'assistance mutuelle l'existence de la plupart des pays nouvellement créés en Europe centrale. Cependant, malgré la pression de Chamberlain, pas plus qu'elle n'a respecté ses engagements envers les précédentes victimes d'Hitler, la France rechigne à ses obligations envers la Pologne : celles-ci prévoyaient que la France attaquerait l'Allemagne 15 jours après le début de la mobilisation générale. Mais mise à part une brève offensive limitée en Sarre du 6 au 13 septembre, les Français restent l'arme au pied, alors que la Pologne fait seule face à l'agression allemande puis soviétique. Les Allemands utilisent pour la première fois leurs tactiques innovantes, communément appelées « guerre éclair » (Blitzkrieg), qui assurent à la Wehrmacht une victoire rapide, essentielle pour elle puisqu'elle écarte ainsi le risque d'avoir à mener une guerre sur deux fronts. Conformément aux clauses du pacte signé, l'URSS prend sa part de la Pologne en l'attaquant le 17 septembre 1939.
Le 30 novembre 1939, toujours suivant ce pacte, l'URSS attaque la Finlande pour lui prendre la région frontalière de Carélie, près de Leningrad, malgré les protestations des Franco-Britanniques qui menacent d'intervenir. Les Finlandais se battirent cinq mois, puis finissent par céder. À l'été 1940, l'URSS intègre les États baltes et la Moldavie, sans combats.

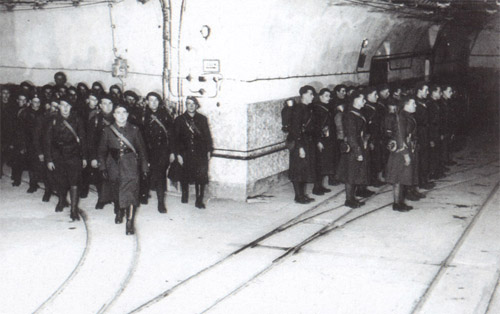
Relève dans un gros ouvrage de la ligne Maginot en 1939.

Après sa première campagne victorieuse, Hitler se tourne vers l'ouest, mais rien ne se passe sur ce front pendant plusieurs mois. Retranchés derrière la ligne Maginot, une partie des soldats français attend l'assaut allemand pour l'endiguer. C'est ce que les Français appellent la Drôle de guerre. Le généralissime Gamelin, s'attendant à une réitération de 1914, où les Allemands étaient passés par la Belgique neutre, une partie de l'armée française se prépare à s'avancer en Belgique, et éventuellement aux Pays-Bas, si les Allemands les attaquaient.
Le 9 avril 1940, l'Allemagne s'empare simultanément du Danemark et de la Norvège afin de sécuriser ses importations de fer depuis Narvik, au nord de la Norvège, où se concentre la principale réaction franco-britannique, qui se termine par le rembarquement de ces derniers le 7 juin 1940 malgré le succès local rencontré.

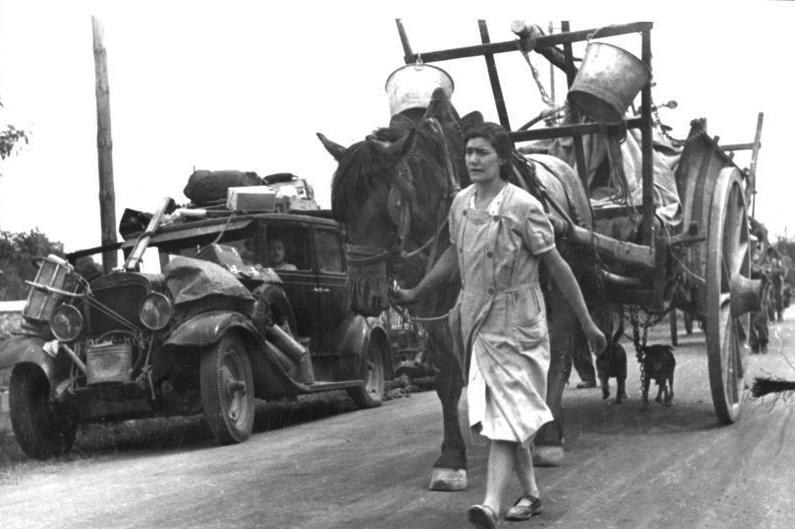
Réfugiés français sur la route de l'exode, 19 juin 1940.

Enfin, le 10 mai 1940, l'Allemagne lance l'opération Fall Gelb, une vaste offensive sur les Pays-Bas, la Belgique et le Luxembourg, violant la neutralité de ces États. Une partie importante des armées françaises se déploient alors vers la Belgique et les Pays-Bas, mais elles sont prises à revers par les blindés allemands qui passent par les Ardennes – la percée de Sedan –, jugées infranchissables par les Français et malgré des batailles de retardement livrés par les Chasseurs ardennais belges aux frontières et dans les forêts. Après une victoire éphémère des blindés français du général Prioux à Gembloux, au sud de Bruxelles, et des reculs successifs des franco-belgo-britannique sur la Meuse et la Dendre, les blindés allemands atteignent alors la Manche le 20 mai 1940 puis remontent vers le nord, encerclant les Belges et les Franco-Britanniques, dos à la mer.
Les Belges, tournés sur leur gauche après l'effondrement de l'armée néerlandaise le 15 mai 1940 et n'ayant plus de réserves au terme d'une ultime résistance de quatre jours, lors de la bataille d'arrêt de la Lys, cessent le combat le 28 mai 1940 à court de munitions et après que les troupes britanniques qui occupaient la droite belge eurent précipitamment fait retraite vers Dunkerque.
En France, le général Gamelin, commandant en chef des armées alliées, est révoqué par le gouvernement français. Sa stratégie consistant à tenter sans cesse de recréer un front continu franco-belgo-britannique s'est révélée impuissante face au système allemand de guerre éclair dit « blitzkrieg » fait de percées profondes par des chars suivis de troupes motorisées qui désarticulent les armées alliées. Le 19 mai, Gamelin est remplacé par le général Maxime Weygand. Mais, faute de réserves suffisantes, les Franco-Britanniques, qui n'ont jamais pu mener de contre-offensive satisfaisante, sont repoussés dans une poche autour de Dunkerque.

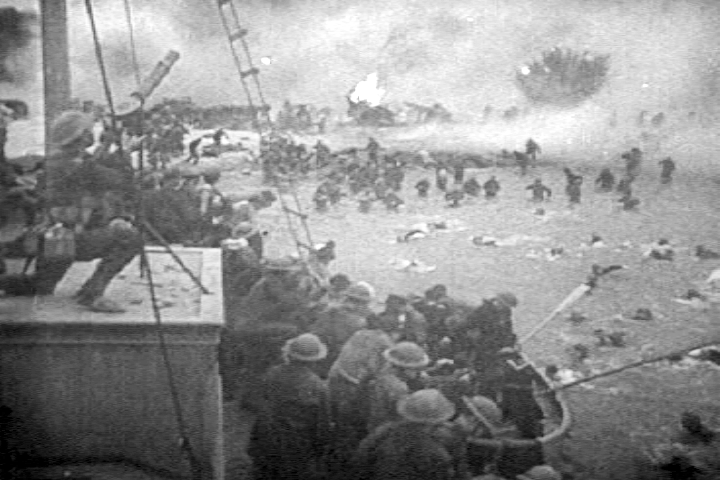
L'opération Dynamo.

La Royal Navy et les bateaux de plaisance britanniques parviennent à évacuer les troupes britanniques et une petite partie des forces françaises à Dunkerque (opération Dynamo) en perdant leurs équipements lourds et sans rien préparer pour évacuer ce qui reste de l'armée belge qui, faute de munitions et sans presque plus de territoire à défendre, tombe dans les mains allemandes par la reddition du 28 mai. Il s'agit d'un acte purement militaire conclu sous la contrainte des évènements et dans lequel le lâchage de l'aile droite belge par les Britanniques joue un rôle déterminant. Ce n'est pas une capitulation comme celle à laquelle les Français vont se résigner en juin, engageant leur gouvernement et tout l'empire français dans la voie d'une tentative de collaboration avec l'Allemagne. Le roi des Belges Léopold III est prisonnier, mais le gouvernement belge, qui refuse de baisser les bras, se réfugie en France avant, à l'armistice franco-allemand, de gagner le Royaume-Uni pour y représenter la Belgique à la tête de quelques forces militaires et du Congo belge avec sa force armée et son potentiel minier et agricole.
Ayant perdu tout le nord de la France, les Franco-Britanniques entreprennent d'établir une ligne de défense le long de la Somme, de l'Aisne, jusqu'à la ligne Maginot. Ayant perdu beaucoup de leurs moyens dans la bataille qui a précédé, les Alliés ne peuvent empêcher une nouvelle percée allemande début juin. L'armée allemande se répand alors sur toute la France, prenant Paris le 14 juin 1940. Le président du Conseil Paul Reynaud démissionne et le nouveau gouvernement du maréchal Philippe Pétain choisit de demander l'armistice le 17 juin, contre l'avis de l'allié britannique. Il est signé le 22 juin 1940 : l'Allemagne occupe la partie nord et ouest de la France.
En France, Pétain instaure un régime autoritaire et collaborateur, désigné sous le nom officiel d'État français, dit plus couramment « régime de Vichy ».
En Belgique, c'est un gouverneur militaire qui exerce le pouvoir en concurrence avec les SS. Le roi Léopold III, considéré prisonnier, n'a plus aucun pouvoir et est ensuite déporté. Mais quelques ministres et parlementaires sous l'autorité des principaux ministres du gouvernement, Pierlot, Spaak et Gutt se sont réfugiés à Londres après l'effondrement de la France et sont reconnus par toutes les puissances belligérantes comme représentant légalement la Belgique. Le ministre Albert de Vleeschauwer, chargé des finances de la Belgique et du Grand Duché de Luxembourg (unies en vertu de l'accord économique de 1920) est aussi en possession de larges pouvoirs au Congo belge, avec sa puissance économique et sa force armée. Les Belges exilés et les Belges d'Afrique continuent donc la guerre en allant remporter une victoire sur les Italiens d'Abyssinie, tandis que les militaires qui ont pu atteindre l'Angleterre continuent la guerre dans l'aviation et la marine.

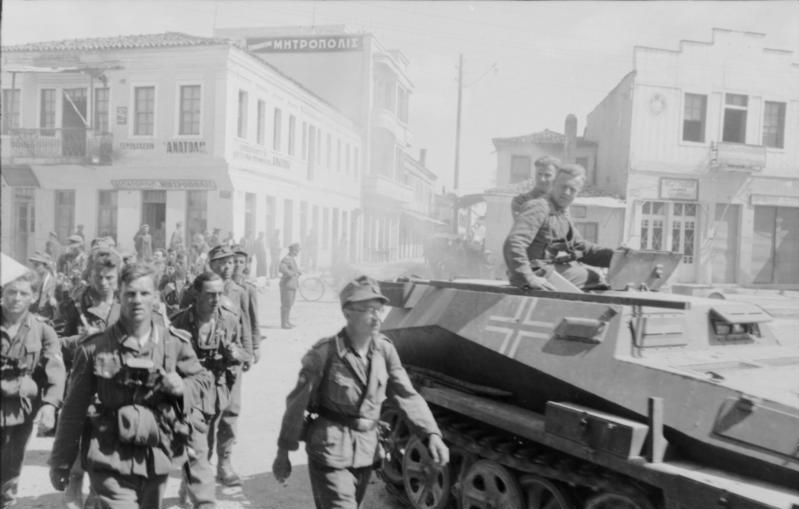
Occupation d'Athènes en mai 1941.

Voyant les succès de l'Allemagne, Mussolini avait voulu aussi lancer son pays dans les conquêtes. Il avait déjà occupé l'Albanie au début de 1939 et, le 10 juin 1940, il attaque également la France, mais ne progresse que de quelques kilomètres.
N'ayant pu obtenir de paix avec la Grande-Bretagne, Hitler lance une offensive aérienne sur celle-ci, préparant un débarquement. Mais l'Allemagne ne parvient pas à vaincre la Royal Air Force dans la bataille d'Angleterre. Ainsi, elle ne peut obtenir la supériorité aérienne nécessaire pour envahir les îles Britanniques. Afin de pousser les Britanniques à la paix, Hitler commence en septembre une campagne de bombardement sur les villes britanniques (dite le Blitz, l'éclair), principalement sur Londres et intensifie son blocus (dit bataille de l'Atlantique), essentiellement par sous-marins, pour affaiblir le Royaume-Uni. Mais c'est un échec, l'Allemagne ne parvient pas à briser rapidement la résistance britannique, qui réussit grâce à des pilotes de la RAF. Après la Seconde Guerre mondiale, Churchill écrit : « Dans l'histoire des luttes humaines, il n'y avait jamais tant de gens qui étaient tellement obligés à si peu de gens. »
Le 28 octobre 1940, sans consulter son allié allemand, Mussolini décide d'attaquer la Grèce. Mais la résistance de l'armée grecque du dictateur Metaxás parvient à arrêter les Italiens et à passer à la contre-offensive, avec succès : les Grecs occupent alors le quart sud de l'Albanie italienne. Pour prêter main-forte aux Italiens, Hitler repousse de plusieurs semaines l'opération contre l'URSS, et envoie en avril 1941 ses troupes vers la Grèce, à travers son allié la Hongrie, et la Yougoslavie, envahie car refusant de laisser le passage, et où les Allemands sont aidés par les Oustachis, croates nationalistes d'Ante Pavelić. Les armées yougoslave et grecque sont écrasées en trois semaines, ce qui permet à Hitler d'occuper tout le sud de l'Europe. La Résistance armée est plus vigoureuse en Yougoslavie que partout ailleurs en Europe : les résistances nationaliste de Draža Mihailović (Tchetniks) et communiste de Tito (Partisans), vont immobiliser de nombreuses troupes depuis la fin de 1942 jusqu'à la fin de la guerre.

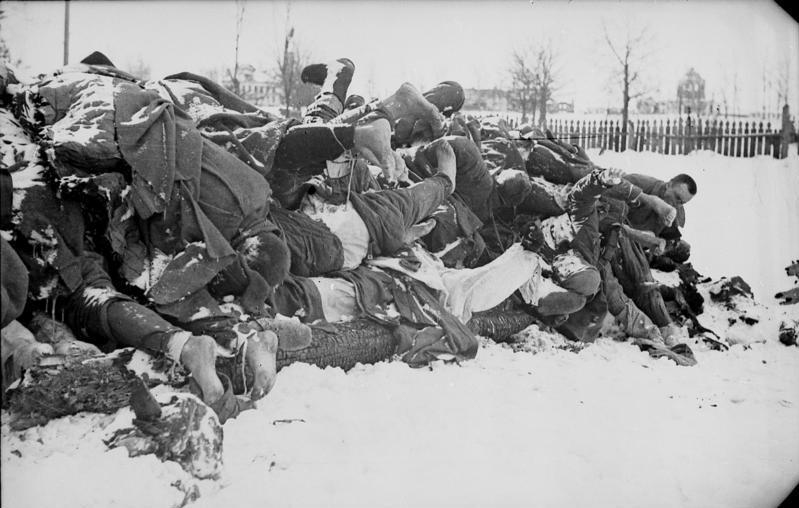
Soldats soviétiques tués dans la poche de Kholm, janvier 1942.

#### L'Armée rouge et les Alliés
Les opérations dans les Balkans ont retardé l'invasion de l'URSS connue sous le nom d'opération Barbarossa. Celle-ci ne commence que le 22 juin 1941. L'Allemagne, en attaquant par surprise l'Union soviétique, s'empare de grandes portions de territoires et capture de nombreux soldats.
Ils le font d'autant plus facilement que Staline a choisi de faire confiance à Hitler, alors qu'il reçoit depuis des mois des informations précises et concordantes de ses agents à l'étranger. « Pour des raisons politiques, Staline s'abstient d'utiliser leurs informations. Jusqu'au dernier moment, il s'attend à une réouverture des négociations avec les Allemands… Les généraux soviétiques partagent souvent ce point de vue… » De plus, aux premières heures de l'attaque, Staline, dans l'espoir d'arranger les choses avec Hitler, interdit même aux forces soviétiques de traverser la frontière en cas de contre-attaque victorieuse, et initialement celles-ci n'osent pas ouvrir le feu alors qu'elles sont martelées par les bombes allemandes.
Cependant, pour la première fois, une armée ne s'effondre pas devant la Wehrmacht : en dépit de ses lourdes défaites, l'Armée rouge ne cesse dès le premier jour de multiplier les contre-attaques, à la surprise des officiers allemands. L'avance considérable des troupes hitlériennes se révèle en même temps plus lente que prévu, le nombre de divisions et de chars soviétiques nettement supérieurs aux estimations des services secrets. Les Soviétiques déplacent leur base industrielle dans l'Oural, reçoivent l‘aide alliée par les ports arctiques toujours en leurs mains, et produisent dès 1942 plus d'armes que l'Allemagne, tandis que l'Armée rouge oppose une défense héroïque qui, aidée par un hiver éprouvant, leur permet de défendre notamment Moscou et Leningrad.

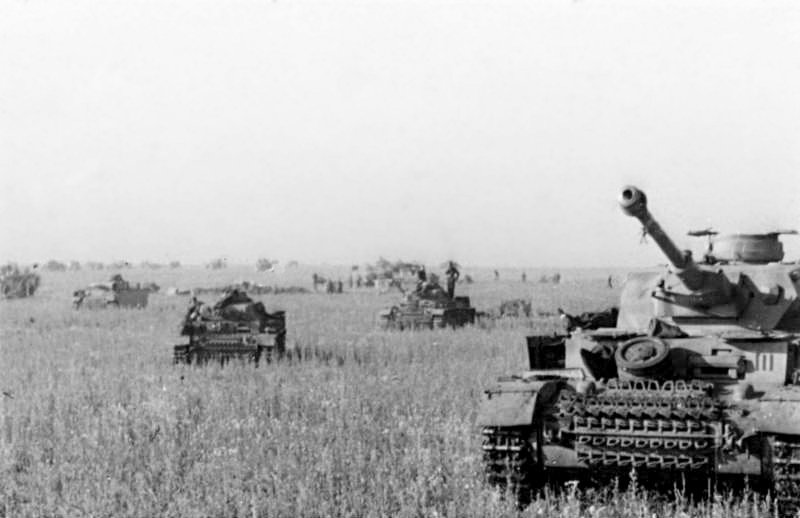
Panzer IV en concentration dans les plaines devant le saillant de Koursk, le 21 juin 1943.

Staline a par ailleurs su réveiller le nationalisme russe et organiser l'union sacrée face à l'agresseur : il reçoit le soutien des Églises, met en veilleuse le collectivisme agraire et une partie du contrôle policier sur la société, et substitue les références patriotiques à celles au communisme, dès son discours du 3 juillet 1941 où il s'adresse habilement à ses « frères et sœurs » soviétiques. Il ne néglige pas non plus de maintenir une réelle terreur contre ses officiers et ses généraux, dont beaucoup sont fusillés pour « incompétence » dans les premiers mois de la guerre, tandis que les millions de prisonniers sont officiellement reniés et considérés comme des traîtres (et leurs familles avec eux), et les soldats défaillants exposés à l'exécution ou à la déportation au Goulag : au front, des équipes spéciales du NKVD se chargent même, en 1941 comme à Stalingrad, de mitrailler les soldats qui refluent vers l'arrière.
Au printemps 1942, l'armée allemande reprend l'offensive en concentrant celle-ci vers les champs de pétrole du Caucase, au sud. À la fin de l'année, la VIe armée, avec plus de 300 000 hommes, est détruite à Stalingrad qui représente un verrou pour le contrôle du Caucase. En 1943, la Wehrmacht reprend l'initiative à la troisième bataille de Kharkov, mais est brisée à la grande bataille de Koursk.

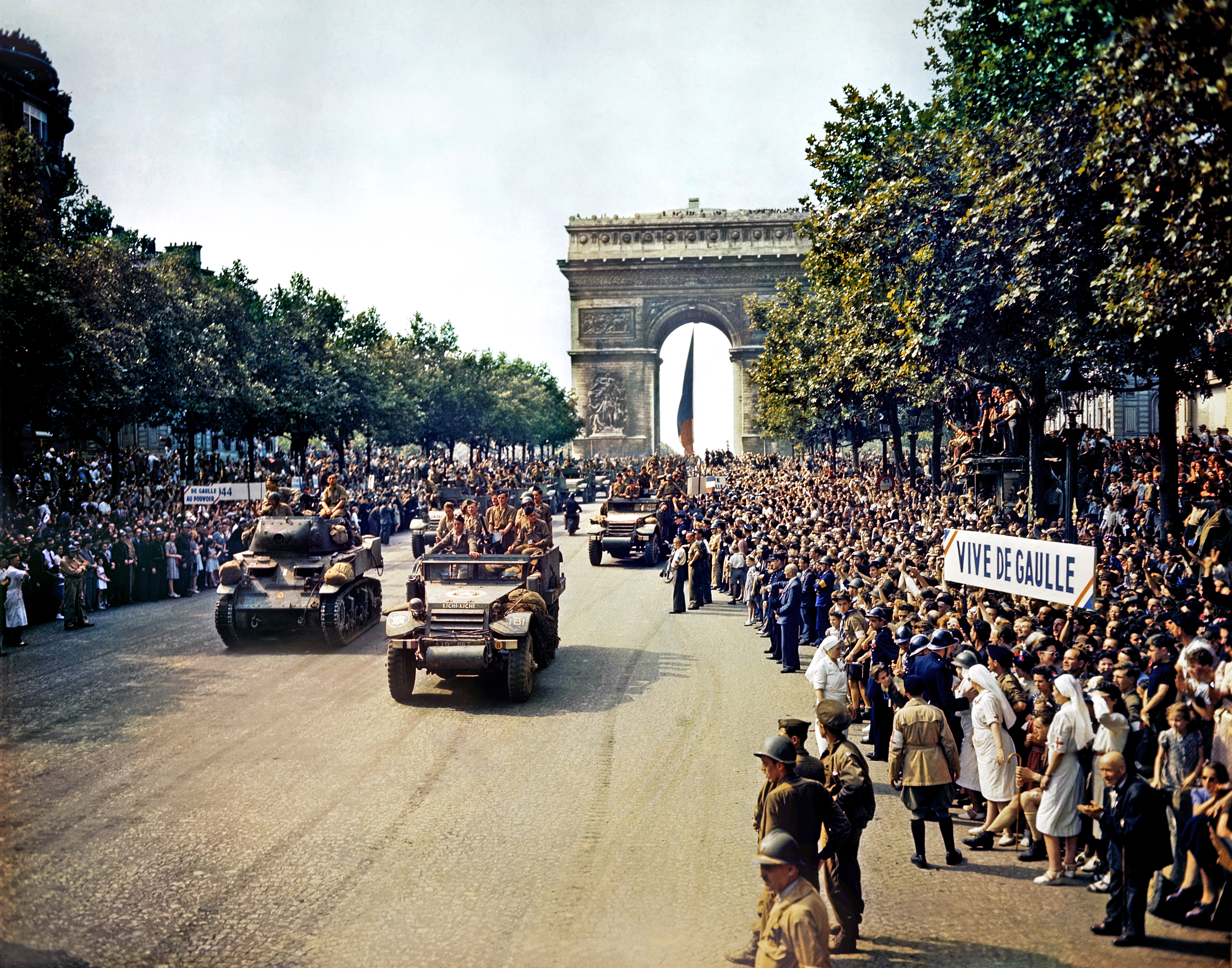
Libération de Paris le 25 août 1944.

En 1943, après le débarquement en Sicile, puis un autre dans la péninsule italienne, les Alliés entament la campagne d'Italie. Mussolini chassé, le pays capitule et se range du côté des Alliés. Néanmoins, l'Allemagne peut tenir une ligne de défense dans les montagnes qui freine cette progression dans la péninsule. Il faut attendre début 1945 pour que les nazis soient complètement repoussés d'Italie.
Les Alliés prennent pied en Normandie avec l'opération Overlord à partir du 6 juin 1944. Les soldats alliés qui débarquent sont principalement américains, britanniques et canadiens. Un autre débarquement est organisé en août (à partir du 15), en Provence avec l'opération Anvil Dragoon, pour libérer le sud de la France et ouvrir un deuxième front en France. L'Allemagne tente une contre-offensive désespérée dans la bataille des Ardennes en décembre, où elle perd ses dernières réserves militaires. Les derniers défenseurs du IIIe Reich seront souvent des civils, des vieillards et des enfants de la Volkssturm, une milice montée par Martin Bormann.

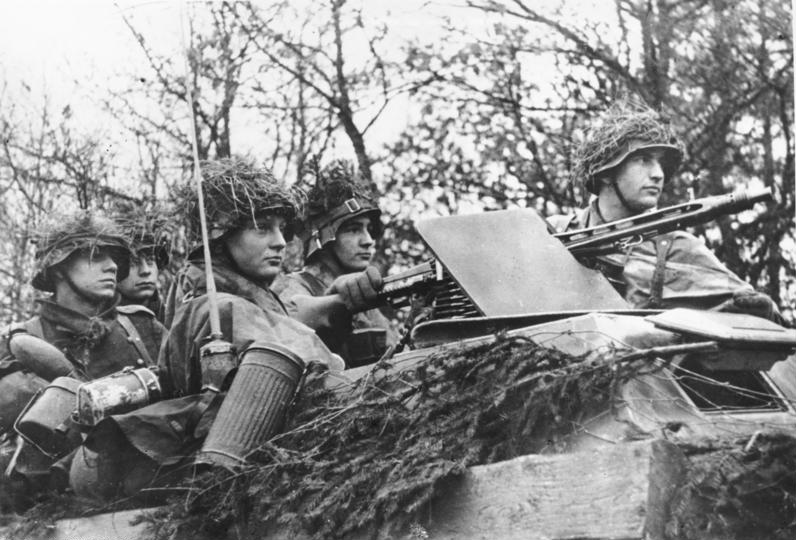
Soldats allemands jetés dans l'opération Wacht am Rhein, à bord d'un Sonderkraftfahrzeug 250 en décembre 1944. Après la saignée humaine du front de l'Est, le Reich n'a plus que des enfants-soldats pour garnir ses troupes.

Fin mars 1945, les Alliés peuvent enfin franchir le Rhin et occuper de vastes secteurs de l'Ouest et du Sud de l'Allemagne, tandis que, à l'Est, les Soviétiques progressent de façon continue, libérant l'Europe centrale puis atteignant Berlin. Dans les rues de Vienne et Berlin assaillies par l'Armée rouge, des escadrons SS font encore régner la terreur en pendant en public ceux qui refusent de continuer un combat sans espoirs. Hitler se suicide le 30 avril d'une balle dans la tête dans le Führerbunker de la Chancellerie du Reich. Le même jour, les Soviétiques plantent leur drapeau sur le toit du palais du Reichstag, l'ancien siège du Parlement allemand, dans un Berlin en ruines. La bataille de Berlin continue jusqu'au 2 mai. L'Allemagne capitule sans condition le 8 mai 1945. Le Troisième Reich pour lequel Hitler prédisait une durée d'un millénaire n'aura finalement duré qu'un peu plus de 12 ans.

### Théâtres africain et moyen-oriental
En septembre 1940, l'armée italienne, partant de sa colonie de Libye, attaque les troupes britanniques et du Commonwealth en Égypte, mais est mise en déroute jusqu'à ce que l'Allemagne la renforce. Des combats se succèdent alors, dans le désert d'Afrique du Nord, entre les forces italiennes appuyées par l'Afrika-Korps d'Erwin Rommel et la 8e armée britannique.
En Abyssinie, une armée britannique venant du nord accompagnée par un contingent français, et, au sud, une force belge venant du Congo Belge prennent les Italiens en tenaille et les battent. Le Negus est réinstallé sur son trône à Addis-Abeba.

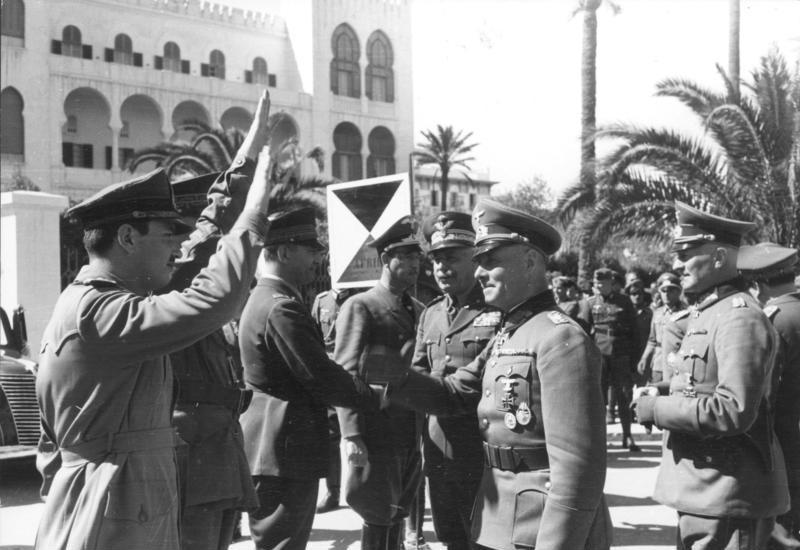
Rencontre de Erwin Rommel et du général Gariboldi à Tripoli, le 12 février 1941.

Au Moyen-Orient, les Britanniques envahissent en avril 1941 le territoire du royaume d'Irak, dont le gouvernement nationaliste s'était rapproché de l'Axe à la suite du coup d'État de 1941. En juin, les autorités vichystes permettant aux Allemands d'utiliser les territoires de la Syrie et du Liban, alors sous mandat français, les Alliés envahissent les deux pays et en prennent le contrôle. En août, le Royaume-Uni et l'Union soviétique réalisent conjointement une invasion de l'État impérial d'Iran afin d'assurer le ravitaillement via le corridor Perse et d'empêcher un basculement pro-allemand du pays.
En mai 1942, Rommel lance une grande offensive vers l'est pour atteindre Suez, et bouscule les forces britanniques, mais il est stoppé quatorze jours à Bir Hakeim par la 1re brigade française libre du général Kœnig, ce qui donna le temps aux Britanniques en déroute de se regrouper sur la ligne fortifiée d'El Alamein, que Rommel ne parvient pas à franchir. Puis en octobre 1942, c'est la 8e armée britannique, commandée par Montgomery, qui attaque à son tour les forces de l'Axe et remporte la seconde bataille d'El Alamein. Celle-ci met fin à la présence de l'Axe en Libye, quelques jours après le succès du débarquement allié en Afrique du Nord.
Le 5 mai 1942 a lieu l'opération Ironclad, une invasion amphibie de la colonie française de Madagascar, sur Diégo-Suarez, contrôlée par le gouvernement de Vichy.
Le 8 novembre 1942, pour soulager l'Union soviétique qui résiste seule à l'assaut allemand, les forces américaines et britanniques débarquent au Maroc et en Algérie, contrôlés par le gouvernement de Vichy : c'est l'opération Torch. Les troupes françaises de Vichy ripostent et s'opposent aux alliés débarqués jusqu'à ce qu'un accord négocié avec l'amiral Darlan mette fin aux combats.
Les alliés chassent finalement l'Axe du continent africain, avec l'aide de l'armée d'Afrique retournée et des Forces françaises libres. Depuis l'Afrique du Nord, les Alliés peuvent alors organiser les débarquements en Sicile (Opération Husky) puis en Italie (Opérations Baytown et Slapstick) à l'été 1943, et en Provence (Opération Anvil) à l'été 1944.

### Théâtre asiatique

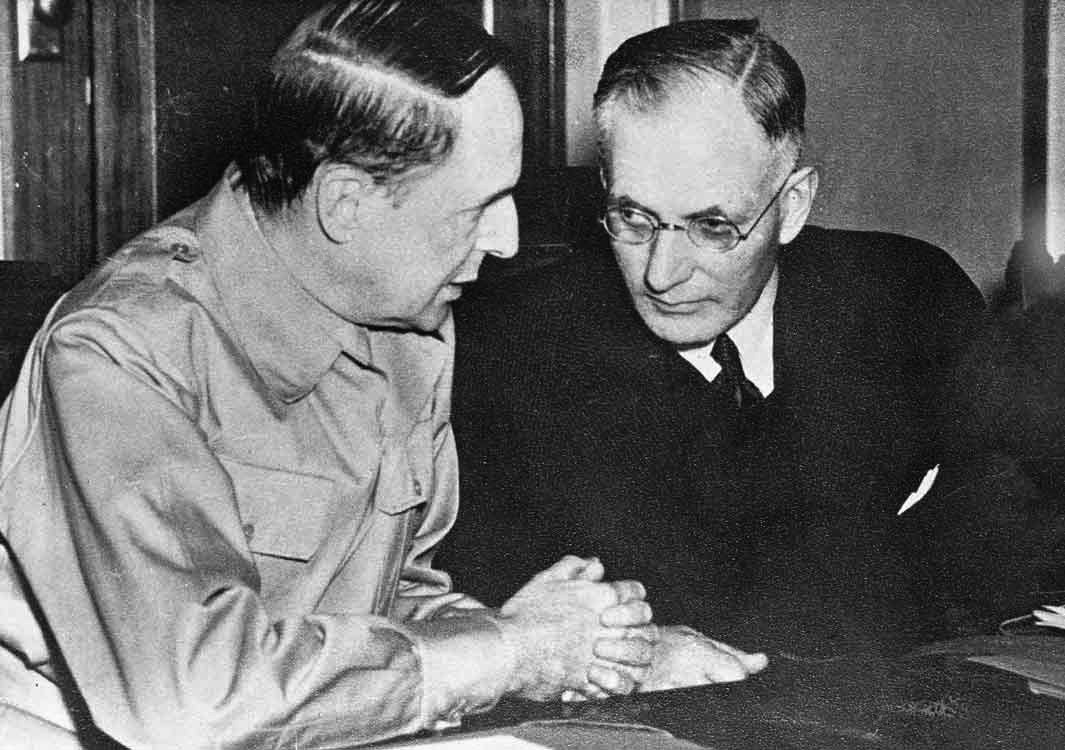
Douglas MacArthur, chef des forces alliées en Asie et John Curtin, premier ministre australien.

À compter de 1937 en Chine, l'Armée nationale révolutionnaire du Kuomintang de Tchang Kaï-chek et le Parti communiste de Mao Zedong font front commun contre les Japonais mais généralement sans coopérer.
Enlisée en Chine, l'Armée impériale japonaise a systématiquement recours, dès 1937, à l'utilisation d'armes chimiques. Selon les historiens Matsuno et Yoshimi, celles-ci furent notamment utilisées à 375 reprises lors de la bataille de Wuhan à l'automne 1938. L'emploi d'armes bactériologiques est quant à lui autorisé par le Quartier général impérial à compter de 1940, mais jamais contre des Occidentaux.
Soumis à compter de 1941 à un embargo sur le pétrole après son occupation de l'Indochine, le Japon ne peut plus désormais réaliser sa politique expansionniste sans détruire la principale menace qui peut encore s'opposer à lui dans le Pacifique : la force navale des États-Unis basée à Hawaï. Employant à nouveau la stratégie qui lui a réussi contre la Russie, le Japon décide de bombarder Pearl Harbor le 7 décembre 1941 par surprise, débutant ainsi la guerre du Pacifique. La flotte est fortement endommagée, mais les porte-avions sont en mer.

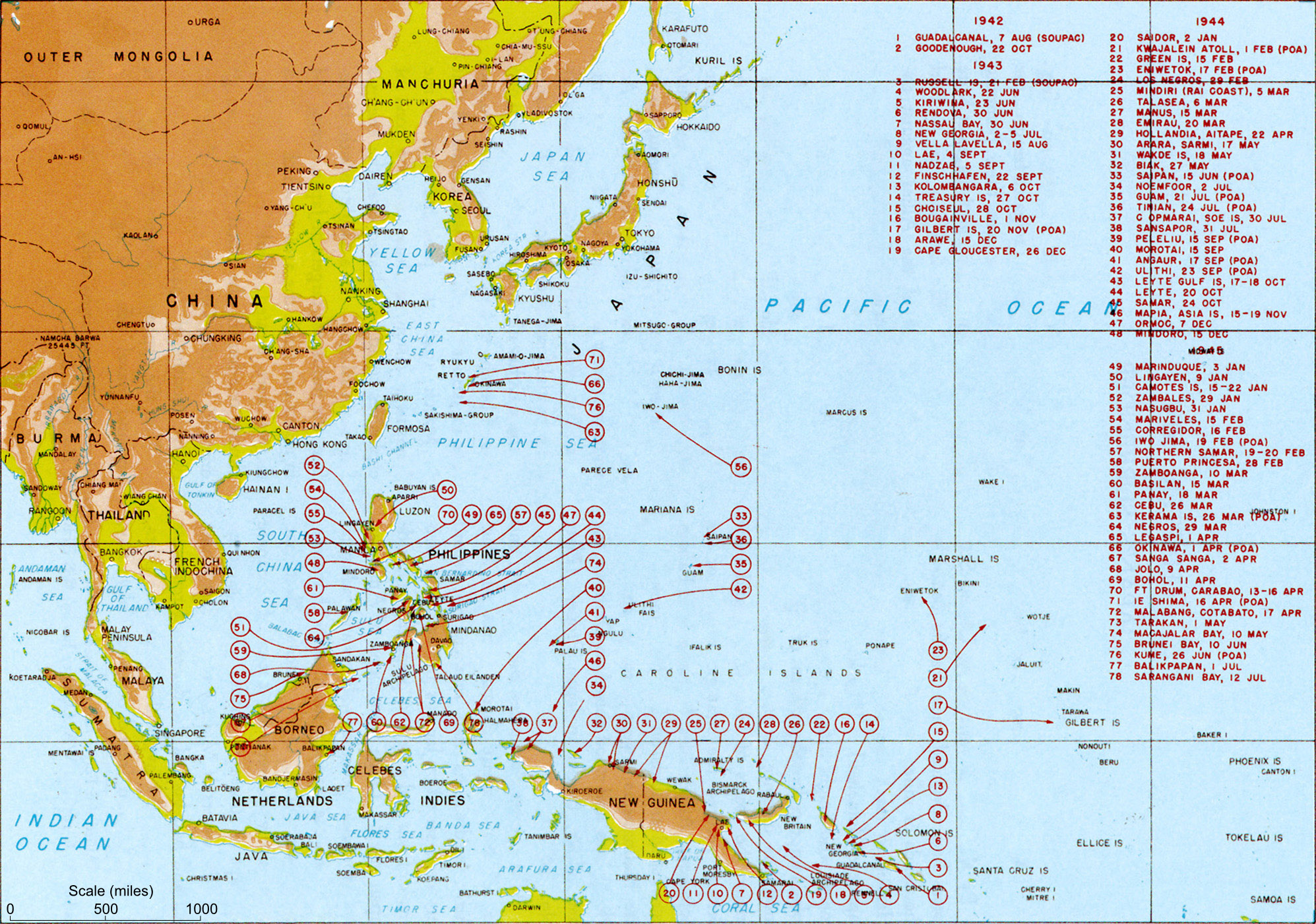
Carte des débarquements américains dans l'océan Pacifique de 1942 à 1945.

Simultanément, l'armée japonaise occupe les possessions britanniques, hollandaises et américaines d'Asie du Sud-Est comme Hong Kong, Singapour (massacre de 10 000 civils), les Philippines (marche de la mort de Bataan) et s'empare des champs pétroliers de la Malaisie britannique et des Indes orientales néerlandaises, menaçant même l'Australie. L'Indochine française est déjà passée sous son contrôle militaire avec l'accord du régime de Vichy, le 21 juillet 1941. Le coup de force du 9 mars 1945 achèvera la mainmise nippone sur la péninsule : le vide politique consécutif à la guerre mondiale favorisera la prise du pouvoir par le Việt Minh de Hô Chi Minh.

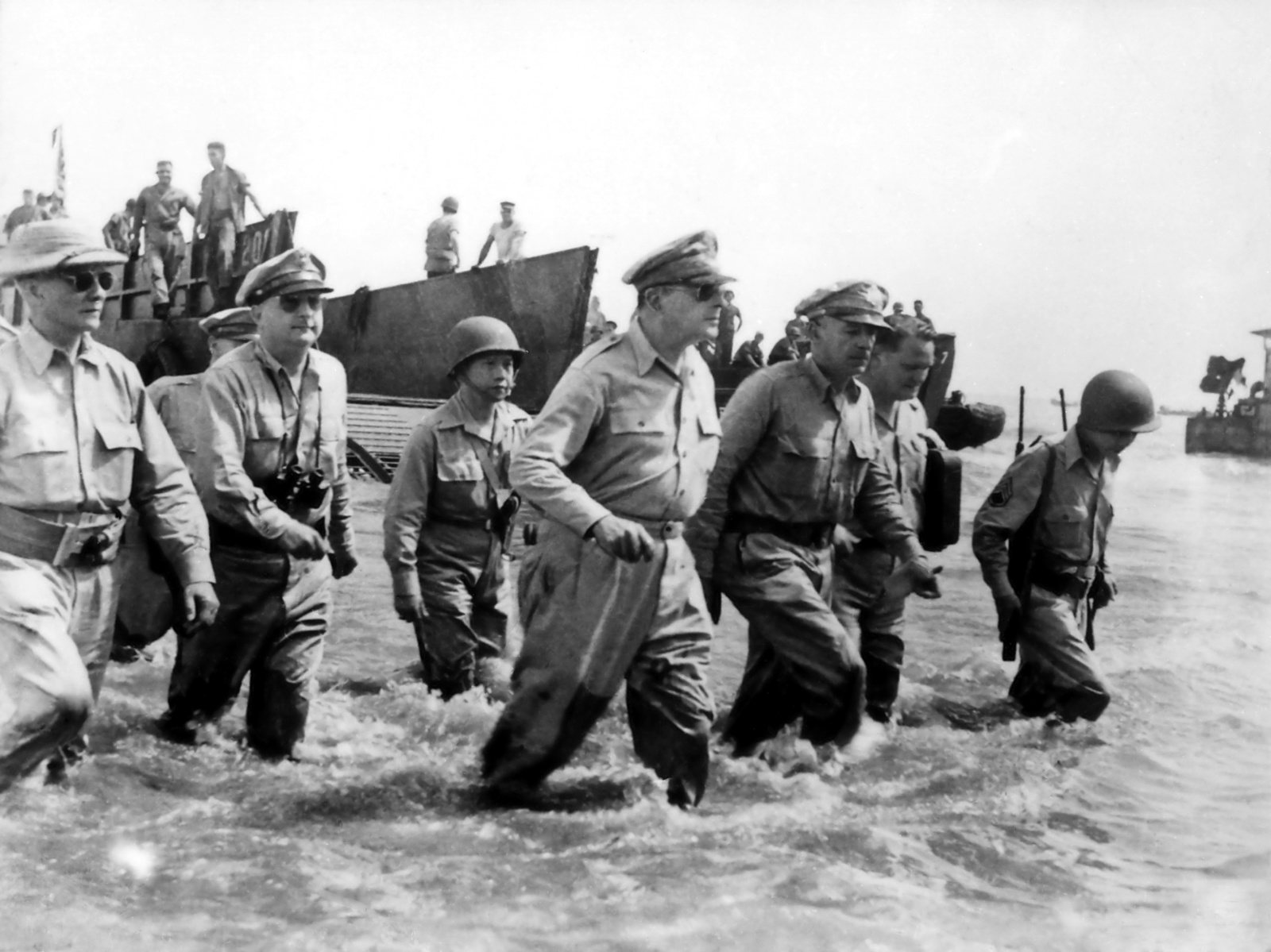
Douglas MacArthur débarquant aux Philippines, au début de la reconquête de l'archipel.

Le raid de Doolittle en avril 1942 marque le début de la riposte américaine. En mai 1942, la bataille entre porte-avions de la mer de Corail tourne à l'avantage des alliés. Un mois plus tard, celui-ci est accentué par celle de Midway.
À partir du début de 1942, l'Armée impériale japonaise tente de neutraliser la résistance communiste chinoise en lançant la politique des Trois Tout (三光作戦, Sankō Sakusen, « tue tout, brûle tout, pille tout »), une stratégie de la terre brûlée, dans le Nord de la Chine, tandis que des attaques répétées sont lancées contre les place-fortes des nationalistes chinois.
En dépit de la détermination de l'armée japonaise, les Alliés reprennent peu à peu les îles du Pacifique comme à Guadalcanal, les Salomon puis les Philippines après la bataille du golfe de Leyte (octobre 1944), cette dernière restant la plus grande bataille aéronavale jamais survenue. Soumis à blocus et coupé progressivement de ses ravitaillements en matières premières, le Japon est au bord de l'asphyxie économique à l'été 1945.

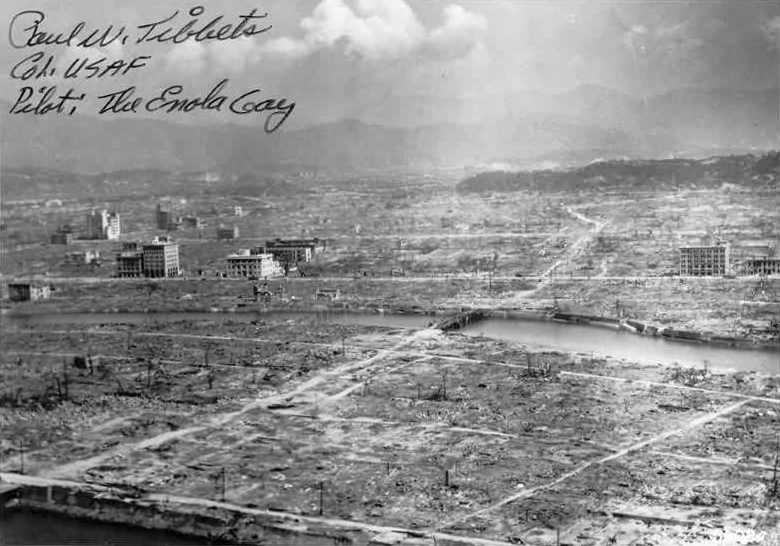
Le site d'Hiroshima, après le bombardement nucléaire.

L'engagement en 1944 des premiers kamikazes de l'histoire — ces avions-suicides qui se jettent sur les navires ennemis — ne peut freiner la reconquête américaine mais prouve la détermination des Japonais.
La capture des îles proches du Japon comme Iwo Jima et Okinawa permet de lancer des attaques aériennes directes. Tokyo notamment subit un bombardement incendiaire le 10 mars 1945. Surtout, Hiroshima le 6 août et Nagasaki le 9 (ce devait être Kokura) subissent une attaque nucléaire.
Conjuguée à la déclaration de guerre de l'URSS et l'invasion du Mandchoukouo par les forces soviétiques, les bombardements atomiques provoquent finalement la reddition du Japon, annoncée par Hirohito le 15 août 1945, confirmée par la signature des actes officiels le 2 septembre 1945 à bord de l'USS Missouri.

## Moyens militaires des belligérants

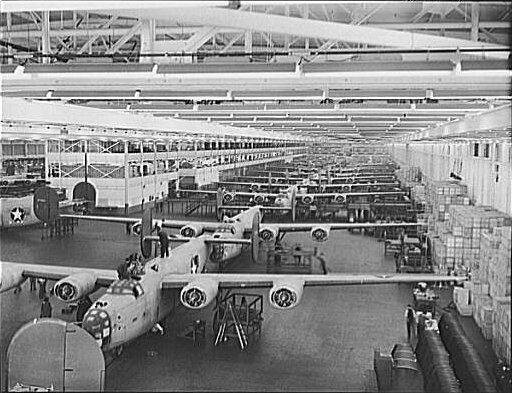
L'usine de, symbole des États-Unis devenus « le plus grand arsenal de la démocratie ». À son pic de production en mars 1944, elle livre près d'un bombardier lourd B-24 Liberator par heure.

L'effort de guerre des belligérants porte principalement sur l'industrie de l'armement. Il consacre la supériorité industrielle des États-Unis. Dès le 29 décembre 1940, le président américain Roosevelt annonce qu'il veut faire de son pays « le plus grand arsenal de la démocratie » et y parvient grâce au Victory Program : en 1944, la production des États-Unis atteint plus du double de celle de l'Axe. L'Amérique fournit les deux tiers de l'équipement militaire des Alliés, leur assurant 40 % de l'armement mondial et 60 % des munitions.

### Véhicules terrestres
« Guerre de mouvement sur de vastes espaces, la Deuxième Guerre mondiale a été une guerre du moteur ».
L'usage généralisé des chars est une première illustration de cette tendance à la motorisation. Alors que l'armée française fait le choix d'une dispersion des chars, mis au service des unités d'infanterie, les Allemands en adoptant une tactique basée sur l'utilisation des chars groupés sortent vainqueurs de la bataille de France. La conception du char lui-même oscille entre deux tendances : la puissance et la maniabilité. L'expérience de la guerre d'Espagne a montré que le blindage est moins important que la silhouette basse, moins vulnérable, la tourelle mobile à 360° et la puissance du canon. Mais au cours de la Seconde Guerre mondiale, on assiste à une croissance en poids, en blindage et en puissance de feu. Ainsi, le char allemand Tigre I fait 57 tonnes. L'américain Sherman M4 et le soviétique T-34, utilisés jusqu'à la fin de la guerre restent dans la gamme des 30 tonnes. La concentration de chars dans des divisions blindées permettent de mener des guerres éclairs (Blitzkrieg), comme la Bataille de France en mai-juin 1940 remportée par les Allemands. L'Allemagne nazie commet l'erreur d'envahir l'URSS en sous-estimant le nombre de ses chars et la qualité des nouveaux, comme le T-34, rustique et endurant. La plus grande concentration de chars a eu lieu lors de la bataille de Koursk, en Russie, en juillet 1943.
Les progrès des chars vont de pair avec les progrès de l'armement antichar : l'usage de la charge creuse permet de percer des blindages de plus en plus épais. Des tubes lance-roquettes comme le bazooka permettent au fantassin de disposer contre les chars de la puissance d'un artilleur.

### Aviation
Parallèlement à l'utilisation de chars, on assiste tout au long de la guerre à un accroissement des transports motorisés des troupes, au détriment des chevaux, encore très présents tant du côté français que du côté allemand lors de la bataille de France ou encore sur le front de l'Est, principalement pour des raisons logistiques. La division blindée américaine de 1944, sera, elle, entièrement motorisée.
Les immenses progrès de l'aviation réalisés entre les deux guerres vont donner aux différents avions de guerre une place de première importance. L'amélioration des structures de l'avion permet aux chasseurs-bombardiers comme le Stuka d'opérer des bombardements en piqué et de prendre ainsi toute leur part dans les combats terrestres. Les bombardiers lourds comme la forteresse volante américaine, dont le rayon d'action atteint, à la fin de la guerre, 5 000 kilomètres, sont utilisés dans des raids massifs de mille avions et plus, mettant ainsi en œuvre le concept de bombardement stratégique. Pour contrer les bombardiers, les belligérants font usage de leurs avions de chasse et de canons de défense contre avions (DCA). C'est l'efficacité de la DCA qui oblige à organiser les opérations de bombardement la nuit. On demande aux avions de chasse d'assurer la maîtrise de l'espace aérien sur un champ de bataille ou sur un front donné.
Dominés par l'aviation alliée dans la seconde partie de la guerre, les Allemands auraient pu retrouver un certain avantage dans la bataille aérienne, grâce à la première construction en série d'avions à réaction par Messerschmitt. Mais Hitler gâche cette chance en exigeant d'en faire des bombardiers, contre l'avis de ses officiers, et non des avions de chasse, ce qui aurait été bien plus approprié.
La DCA doit son efficacité aux progrès techniques des radars qui surveillent le ciel et guident le tir des canons anti-aériens. À partir de 1942, les bombardiers alliés sont équipés de radars, des chasseurs de nuit allemands également. Grâce à leurs qualités croissantes, les radars sont également utilisés dans les navires alliés pour la direction des tirs. D'une façon générale, les télécommunications font partie intégrante de l'arsenal militaire. Les blindés allemands sont reliés entre eux par radio dès 1939 en liaison avec les avions, alors que leurs adversaires français ne le sont que très partiellement. Les techniques de chiffrage et de déchiffrage suivent l'évolution des techniques. Les Allemands utilisent la machine de codage Enigma, mais le déchiffrement d'Enigma par les alliés occidentaux est un facteur fondamental qui leur permet d'inverser le cours de la bataille de l'Atlantique et d'assurer finalement leur victoire finale.

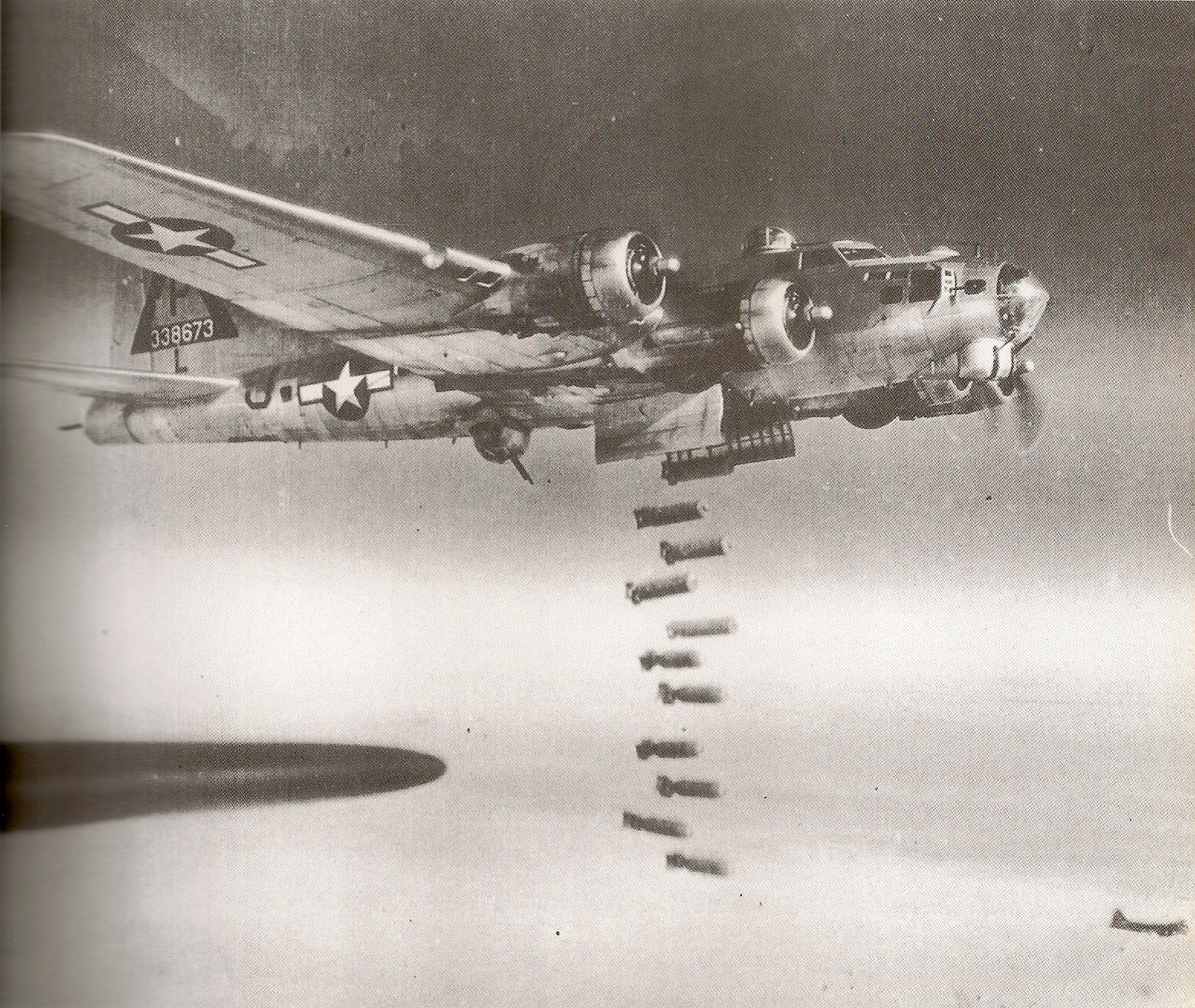
1
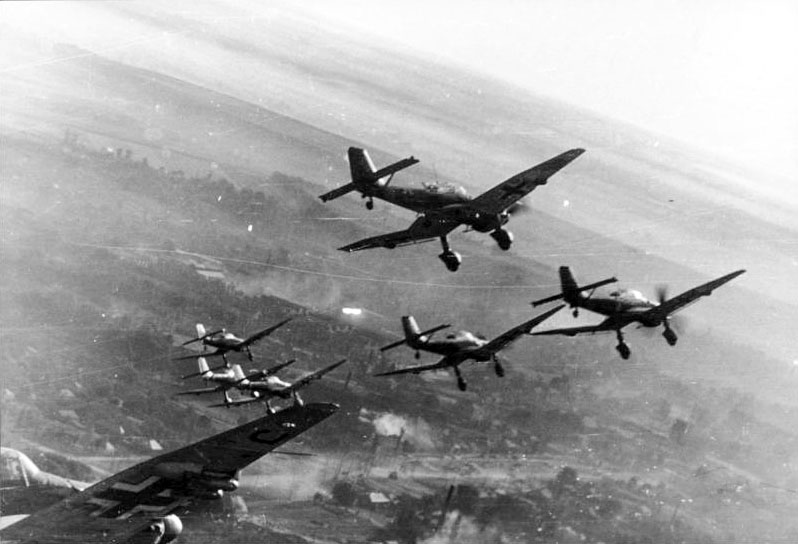
2
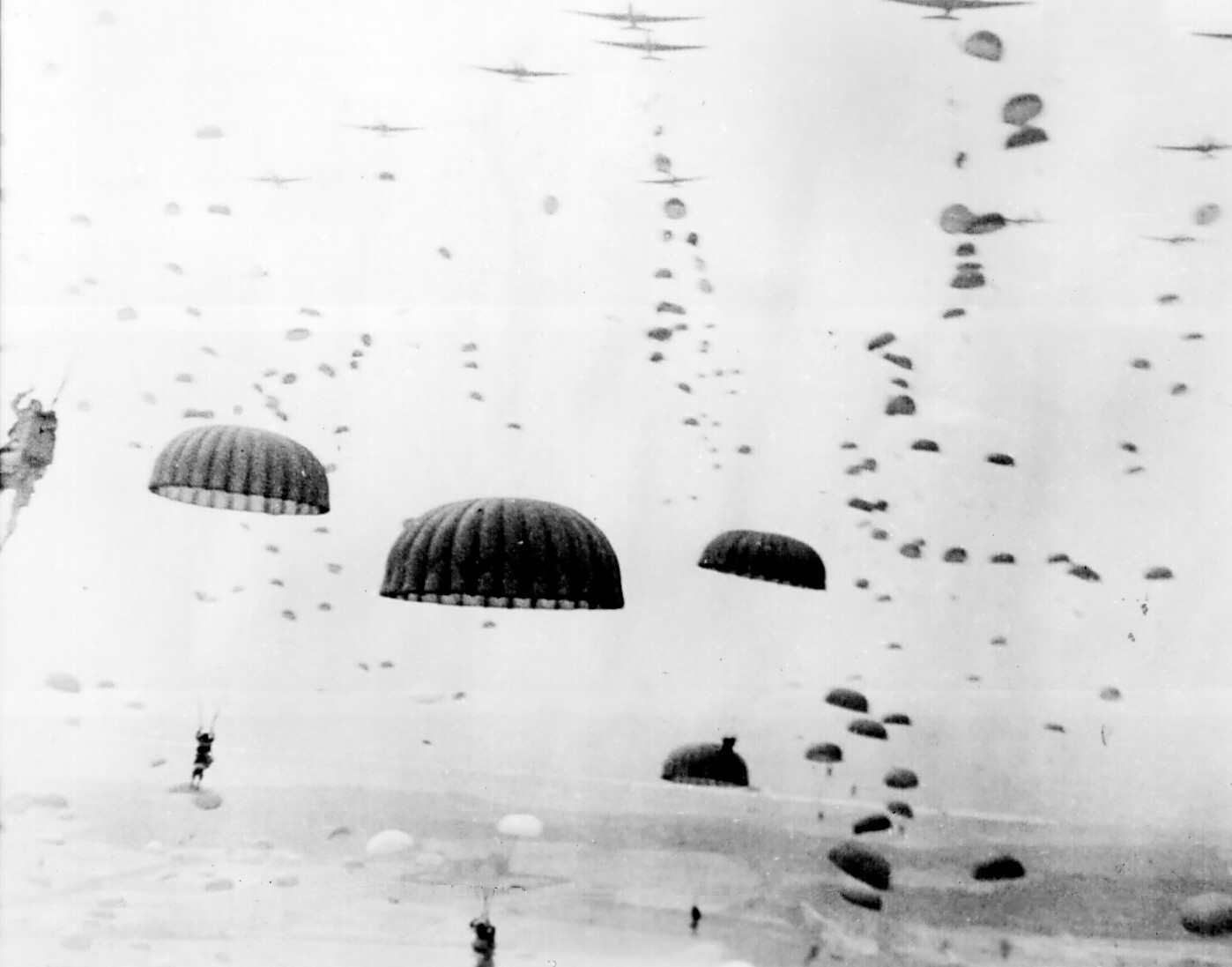
3
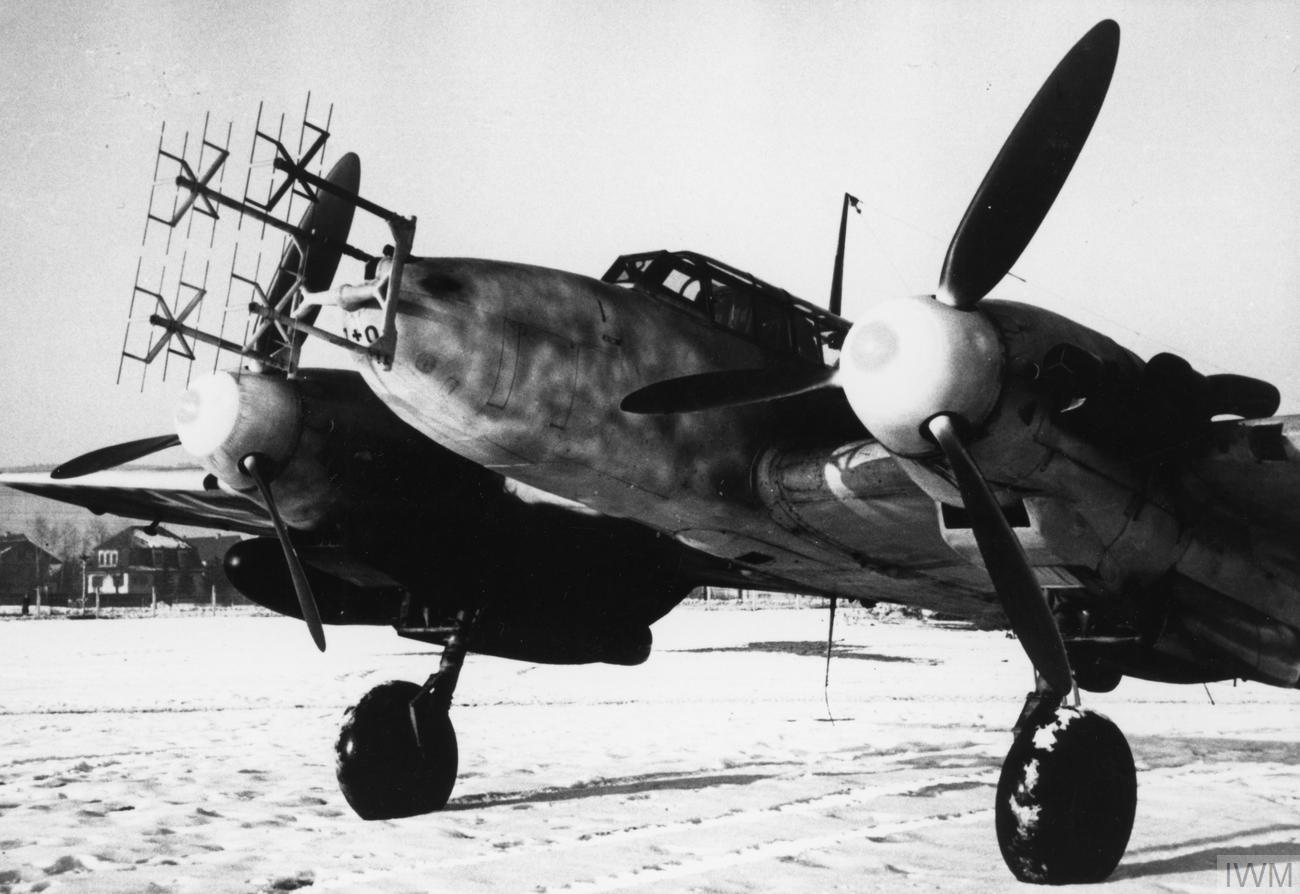
4

1. B-17 "flying fortress" bombardant Nuremberg en février 1945.
2. Formation de Junkers Ju 87 Stuka allemands sur le front Russe en décembre 1943.
3. Troupes américaines parachutées sur les Pays-Bas lors de l'opération Market Garden, 1944.
4. Chasseur de nuit Messerschmitt Bf 110G-4/R1 à Dübendorf le 15 mars 1944 doté d'un radar d'interception aéroporté FuG 202 Lichtenstein B/C.

### Marine

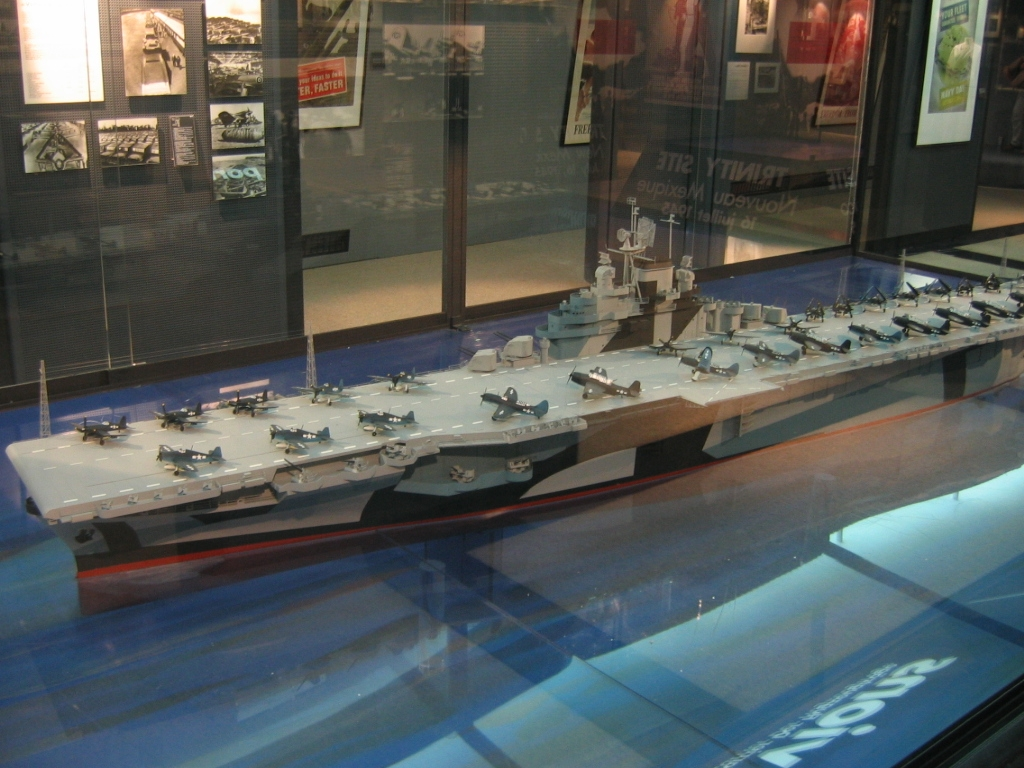
Maquette d'un porte-avions américain

Sur mer, après la Première Guerre mondiale, le choix guidant la construction des navires de ligne consistait en un compromis entre le blindage et la vitesse. Les croiseurs de bataille, plus rapides que les cuirassés étaient moins bien protégés. Ce n'est qu'à la fin des années 1930 qu'apparurent les premiers cuirassés rapides. Mais ces bâtiments constituaient des cibles idéales pour l'aviation embarquée à bord des porte-avions, notamment les bombardiers en piqué et les avions torpilleurs. Malgré une puissante défense aérienne, disposant parfois de conduite de tir radar, le cuirassé reste vulnérable et cesse d'être le « capital ship » de la guerre sur mer. Le porte-avions, qui peut disposer d'un parc aérien de 50 à 60 appareils, prend un rôle de plus en plus déterminant, surtout grâce à « l'allonge » que lui permet ses escadrilles embarquées, lorsque le théâtre des opérations est éloigné de toute base terrestre, comme c'est le cas pour les États-Unis ou le Japon dans les batailles du Pacifique. Le porte-avions devient la pièce centrale d'un dispositif que les Américains appellent « Task force » et où les autres navires lui servent le plus souvent d'escorteurs.
Comme lors de la Première Guerre mondiale, les sous-marins sont largement employés pour bloquer l'approvisionnement ennemi, mais la lutte anti-sous-marine a fait d'énormes progrès depuis la Première Guerre mondiale, d'abord avec l'asdic puis avec le sonar. Les destroyers, les frégates et les corvettes sont spécialisées dans la lutte anti-sous marine et assurent l'escorte des convois. Dans les derniers jours de la guerre, la Kriegsmarine lance de tout nouveau type de sous-marins.
Les mines sous marines constituent un autre danger pour les navires. Elles se sont considérablement perfectionnées depuis la fin du premier conflit mondial. D'abord « de contact », explosant au choc, elles sont mises à feu par le champ magnétique et les bruits rayonnants des bateaux de guerre ou de commerce. Ce sont les mines à influences magnétiques et acoustiques. Les navires s'en protègent grâce à des circuits d'immunisation magnétique (degaussing) et une meilleure signature acoustique. Des petites unités spécialisées, les dragueurs de mines sont construites pour neutraliser ces millions d'engins de mort mouillés partout où le trafic maritime est important. Les mines sont particulièrement efficaces pour un coût modeste.

### Wunderwaffe
À la fin de la Seconde Guerre, de nouvelles armes font apparition sur le champ de bataille, comme l'avion sans pilote V1 lancé pour la première fois par les Allemands sur l'Angleterre dans la nuit du 13 au 14 juin 1944 ou le missile V2 lancé pour la première fois sur Londres le 8 septembre 1944. Contrairement aux craintes des alliés, les Allemands n'avaient pas de projet de bombe atomique. Les Américains, au contraire, avaient mis à partir de décembre 1941 de gigantesques ressources dans le projet Manhattan qui aboutit le 16 juillet 1945, après la reddition de l'Allemagne, à la première explosion nucléaire dans le désert du Nouveau-Mexique et aux bombardements atomiques d'Hiroshima et Nagasaki les 6 et 9 août 1945.

### Drogues
L'usage des drogues durant la Seconde Guerre mondiale est le fait à la fois des puissances alliées et des forces de l'Axe. L'objectif était de rendre les soldats plus combatifs en résistant mieux à la faim et la fatigue, mais créera de graves complications et des effets secondaires pour la santé des troupes.
Les soldats de la Wehrmacht recevaient des quantités importantes de méthamphétamine et de cocaïne contenues dans une pilule d'attaque produite dès 1938. Cette dernière se présentait sous la forme de barre chocolatée qui était fournie avec la ration militaire de base. Au mois de décembre 1940, le nombre de pilules consommées baissa considérablement passant de 12,4 millions à 1,2 million par mois. Lors de la percée de Sedan, le général Heinz Guderian fit donner environ 20 000 comprimés de Pervitin pour la 1er Panzerdivision. Les aviateurs de la Luftwaffe, recevaient quant à eux, une formule modifiée qui servait à atténuer leur sentiment d'anxiété, à augmenter leurs performances en vol, à se concentrer tout en augmentant l'estime de soi. À partir de 1944, les nazis mettent au point une nouvelle pilule nommée D-IX.
En Asie, l'Armée Impériale japonaise commercialisa dès 1941 des pilules d'amphétamine sous le nom de Philopon, la présentant comme un stimulant et distribua également des injections de méthamphétamine. À la fin de la guerre, le Japon connaît une importante crise de consommation de drogue parmi sa population.
Les Alliés ont quant à eux privilégié les amphétamine à travers des cachets de benzédrine, l'Armée Britannique en distribuant jusqu'à 72 millions de cachets et l'Armée américaine entre 250 et 500 millions de pilules. Les pilotes de la Royal Air Force recevront notamment de la méthédrine.

### Statistiques

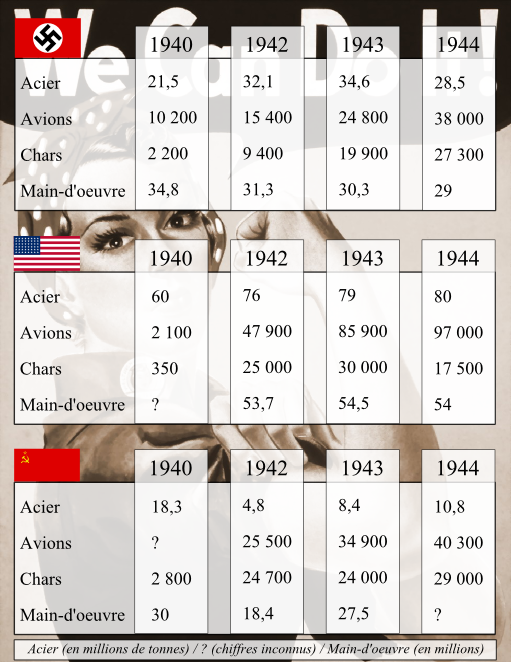
L'effort de guerre industriel

| Bâtiments      | Alliés | Alliés      | Alliés | Axe       | Axe    | Axe   |
| Bâtiments      | France | Royaume-Uni | Total  | Allemagne | Italie | Total |
| -------------- | ------ | ----------- | ------ | --------- | ------ | ----- |
| Porte-aéronefs | 1      | 8           | 9      | 0         | 0      | 0     |
| Cuirassés      | 8      | 15          | 23     | 5         | 6      | 11    |
| Croiseurs      | 19     | 64          | 83     | 8         | 17     | 25    |
| Destroyers     | 70     | 184         | 254    | 34        | 59     | 93    |
| Sous-marins    | 77     | 58          | 135    | 57        | 115    | 172   |

## Europe sous domination nazie
À partir de la victoire éclair de l'Allemagne sur la France, et plus encore à partir de 1941, avec l'invasion des Balkans et de l'Union soviétique, et jusqu'à la fin 1944, la presque totalité de l'Europe est sous domination Allemande. Certains pays et certaines régions ont carrément été rattachés au Grand Reich, comme l'Autriche, le Protectorat de Bohême-Moravie, ou l'ouest de la Pologne. D'autres pays se sont alliés volontairement à l'Allemagne, il s'agit de la Bulgarie, de la Roumanie et de la Hongrie, mais ils sont complètement dépendants de l'Allemagne. Certains pays, comme la Slovaquie et la Croatie, doivent leur indépendance à l'Allemagne nazie. D'autres sont occupés à la suite de victoires allemandes. C'est le cas des Pays-Bas, de la Belgique, de la Norvège, du Danemark, de la France, de la Serbie, de la Grèce.

### Domination économique et asservissement

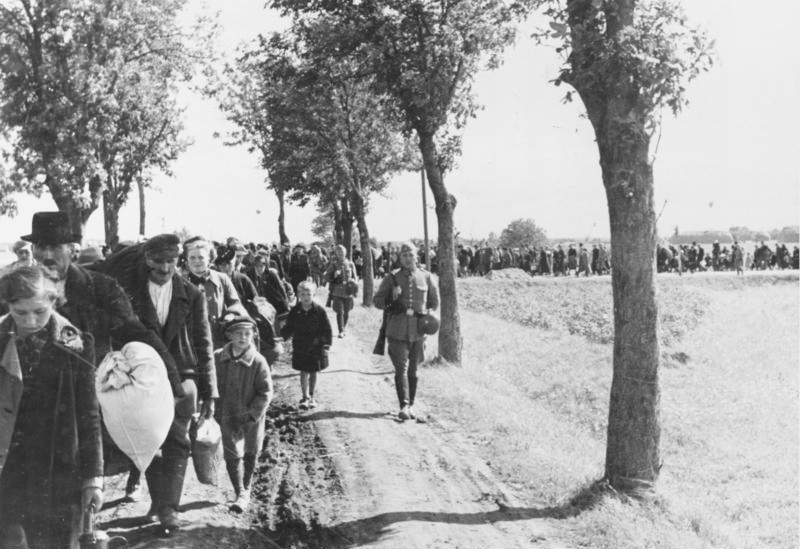
Marche de citoyens polonais expulsés du Reichsgau Wartheland vers le Gouvernement général, novembre 1939.

La domination allemande en Europe revêt un caractère différent à l'est et à l'ouest. Les pays de l'Est européens, au peuplement slave sont considérés par les nazis comme un « espace vital » (Lebensraum) revenant à la « Race des Seigneurs ». Dans cet espace immense, il s'agit à la fois d'implanter des colons allemands, de germaniser de force les populations qui peuvent l'être, de déplacer, stériliser ou faire mourir des millions de « sous-hommes » : Polonais, Slaves soviétiques ou Tziganes, en utilisant les survivants comme esclaves, allant jusqu'à la solution finale pour les juifs.
L'Ouest n'est pas considéré comme un espace vital à vider pour que des Allemands puissent y prendre place. Dans le nouvel ordre européen, un pays comme la France garde sa place, mais à un rang inférieur à celui de l'Allemagne. Si l'occupant allemand exerce une terreur moindre, il n'en soumet pas moins les ressources des pays conquis au pillage systématique.
En effet, sur le plan économique, le continent européen est soumis à l'hégémonie du Reich. Pour l'Allemagne, il s'agit d'abord de mettre l'ensemble des ressources et capacités économiques du continent au service du Reich en guerre. D'autre part, des jalons sont posés pour une intégration de toutes les économies nationales dans un grand espace économique dominé par l'Allemagne. En France, on appelle les soldats allemands « doryphores », qui ravagent tout.
Dans la pratique, les différents moyens pour mettre l'économie de l'Europe au service de l'Allemagne vont des accords de compensation avec taux de change avantageux pour les pays alliés au pillage massif pour les pays comme la Pologne ou l'Union soviétique en passant par le paiement d'indemnités pour un pays comme la France. La mise au travail des prisonniers de guerre et les déplacements en Allemagne de millions de travailleurs représentent une forme encore plus directe de l'exploitation des ressources.

### Collaborations et résistances en Europe
Pour Yves Durand, « Les occupations engendrent parmi les occupés, des comportements qui vont de la collaboration à la résistance en passant par toute une gamme d'attitudes qui ne peuvent être réduites ni à l'une ni à l'autre ».

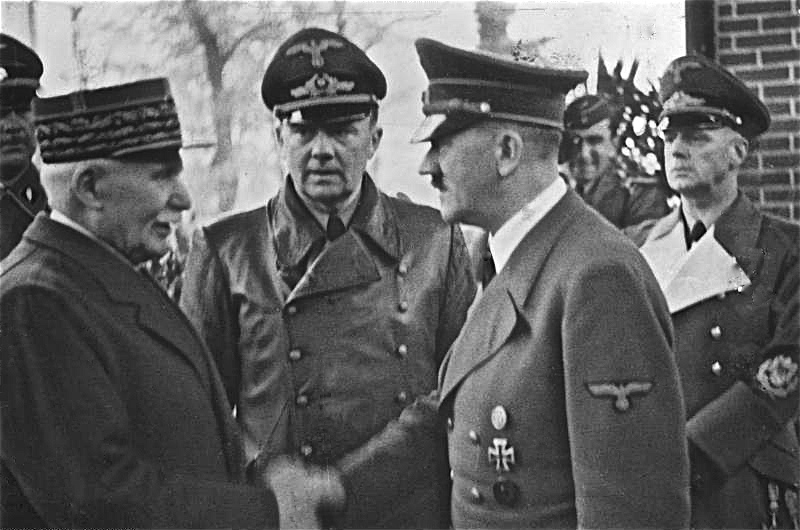
L'entrevue de Montoire entre Philippe Pétain et Adolf Hitler.

Tous les pays vaincus doivent accepter au moins une forme de collaboration minimale qui permet aux peuples de survivre en acceptant au moins temporairement les conditions du vainqueur. C'est ce que Werner Rings appelle la collaboration neutre qui est typiquement pratiquée aux Pays-Bas et en Belgique dont les gouvernements ont quitté le pays, mais dont les administrations font le nécessaire pour permettre aux habitants de survivre et à l'économie de tourner en étant réquisitionnée au service de l'effort de guerre allemand.
Aux Pays-Bas, la résistance est surtout urbaine, vu la géographie du pays qui n'offre pas de sites isolés et difficiles d'accès où l'on puisse organiser une activité clandestine. Il s'agit d'espionnage et de presse clandestine. En Belgique, l'espionnage se manifeste à travers des agents britanniques et belges recrutés et formés directement par les Britanniques et aussi par des réseaux de résistance intérieure belge dont le réseau Clarence de Walthère Dewé et des réseaux d'évasion dont le Réseau Comète. À partir de 1942, les sabotages vont commencer, notamment ceux du Groupe G, une organisation d'ingénieurs qui entravent scientifiquement le potentiel militaire allemand en détruisant les équipements stratégiques comme les lignes à haute tension et des stations électriques dans le but de paralyser la production de guerre des usines réquisitionnées. Mais, en Ardenne belge, dans la province de Luxembourg, région accidentée et boisée, se développent des groupes de maquisards. Des parachutages d'armes depuis l'Angleterre les équiperont au fur et à mesure des années en vue des combats de la Libération. En 1944, beaucoup de ces résistants s'engageront dans les troupes belges participant à la libération de la Belgique et iront combattre avec elles aux Pays-Bas et en Allemagne avec les alliés.
Dans certains pays, comme pour la Norvège de Quisling à partir de 1942, ce sont les partisans des nazis qui gouvernent directement le pays. Les historiens les appellent généralement des « collaborationnistes ».

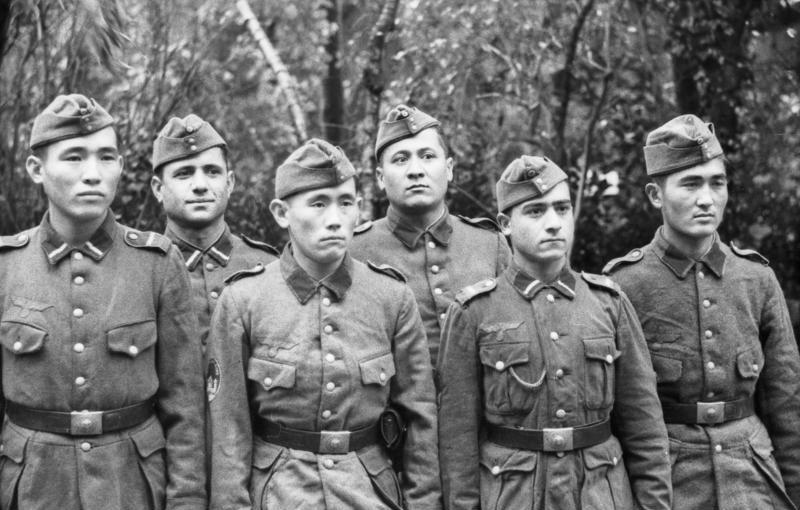
Soldats de la légion du Turkestan en France.

Dans d'autres pays, l'Allemagne préfère favoriser des dirigeants conservateurs comme Pétain en France ou Nedić en Serbie qui sont présumés mieux gérer leur gouvernement. En Serbie, en Croatie, ou au Monténégro, les séparatismes locaux sont encouragés pour installer des gouvernements favorables à l'Allemagne et à ses alliés.
En France, les différents gouvernements vichystes proposent d'eux-mêmes une collaboration qui va au-delà de ce qui est prévu par l'armistice de juin 1940 en espérant obtenir pour le pays une meilleure place dans l'Europe allemande. Selon les termes de Paxton, « Hitler repousse la main tendue ». C'est lui qui choisit ses alliés. Devant les compromissions de plus en plus graves du gouvernement Laval, une résistance s'organise, déjà à partir de l'été 1940. Dans le courant de la guerre, à cause des déportations d'ouvriers, des réseaux de réfractaires s'organisent qui deviennent des maquisards combattants. Grâce aux parachutages d'armes depuis Londres, ils entreprennent des sabotages et attaqueront les troupes allemandes en retraite en 1944.
En Pologne, gouvernée directement par les Allemands pour être pillée et complètement asservie, il ne peut y avoir ni collaborationnistes ni collaborateurs.
L'engagement dans la « résistance » permet aux peuples dominés de continuer à s'opposer au vainqueur, à participer à l'effort de guerre des Alliés et éventuellement à la libération de leur pays. La résistance s'organise par la création de mouvements, de réseaux et de maquis, regroupant une minorité de la population et souvent en liaison avec les gouvernements en exil ou les services de renseignement britannique, soviétique ou américain.

### Génocides, déportations, concentrations

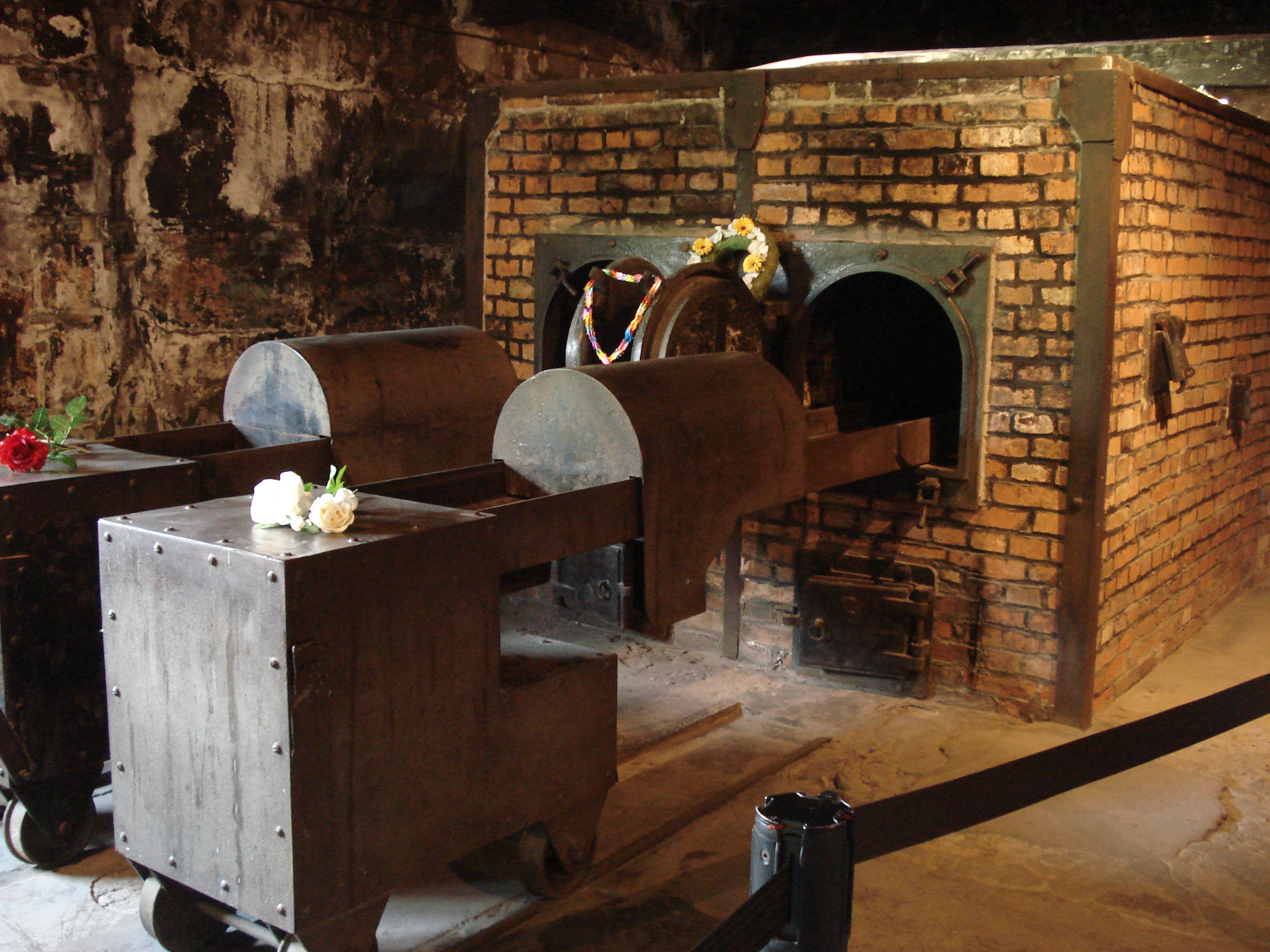
Four crématoire d'Auschwitz.

La guerre et la domination de l'Europe qui en a résulté ont permis au régime nazi de pousser à l'extrême son idéologie raciste. Selon les termes de Goebbels : « La guerre nous offre toutes sortes de possibilités que la paix nous refusait. »
Parmi ces possibilités figure un plan de nettoyage ethnique visant les populations d'Europe de l'Est : le Schéma directeur pour l'Est ; son application dans les terres conquises aura pour effet de les désorganiser en profondeur.
Le jour même de l'entrée en guerre, en septembre 1939, Hitler autorise l'extermination des handicapés mentaux allemands et autres malades incurables. Officiellement stoppée en août 1941 grâce à un mouvement d'opinion, l'aktion T4 conduit à « l'euthanasie » par le gaz de plus de 150 000 handicapés, nombre de techniciens de l'opération étant ensuite réaffectés au gazage massif des Juifs dans les camps de la mort.
Dès 1939, les Juifs sont concentrés de force dans des ghettos misérables, surpeuplés et délibérément affamés, notamment dans le Gouvernement général de Pologne (voir : ghettos en Pologne occupée). Leur extermination systématique, que l'on désigne sous le nom de Shoah, est d'abord mise en œuvre par des exécutions de masse pratiquées par la Wehrmacht puis par les Einsatzgruppen dans les territoires polonais et soviétiques. En URSS et dans une partie de la Pologne, la « Shoah par balles » cède en 1942 le pas à l'emploi méthodique de camions à gaz. Après la conférence de Wannsee (20 janvier 1942), la politique d'extermination (« la solution finale de la question juive » dans la terminologie nazie) vise les Juifs de tous les pays occupés et prend un tour industriel. Les Juifs sont déportés dans des camps d'exterminations dans lesquels les victimes sont gazées en masse, et leurs corps réduits en cendres dans des fours crématoires. Au total, environ les trois quarts des Juifs de l'Europe occupée, totalisant selon Raul Hilberg au minimum 5 100 000 personnes, sont exterminées. 3 000 000 d'entre-eux étaient Polonais, soit 90 % de la population juive du pays, et périront lors de la « Shoah polonaise ».

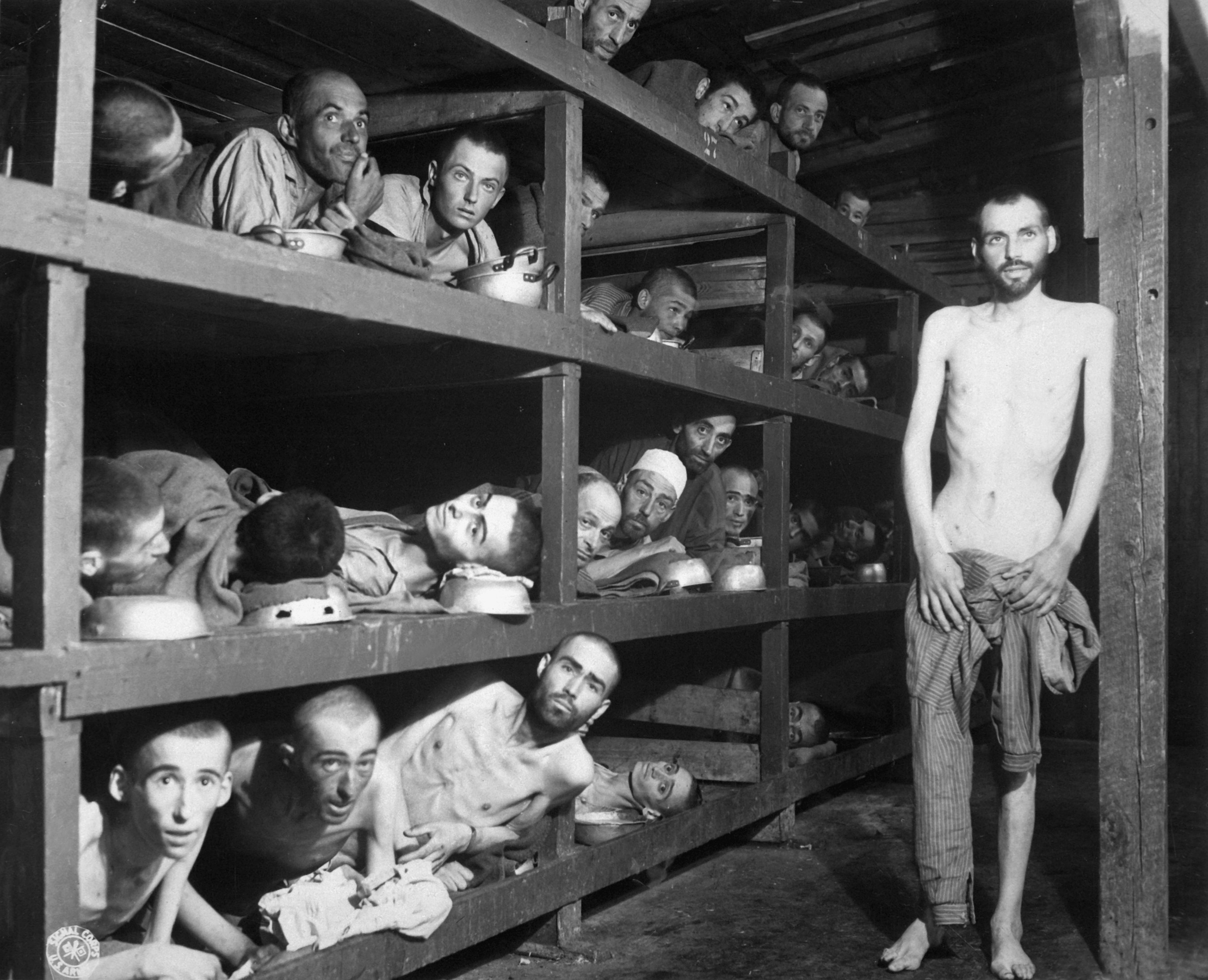
Prisonniers de Buchenwald, lors de la libération du camp.

Les Tziganes sont également victimes de la politique raciale des nazis. L'extermination des Tziganes est connue sous le nom de Porajmos. En décembre 1942, Himmler prend la décision de déporter vers Auschwitz tous les Tziganes d'Europe, mais se désintéresse rapidement du sujet qui ne constitue pas un enjeu stratégique de première importance. On peut estimer que pendant la Seconde Guerre mondiale, entre 50 000 et 80 000 Tziganes sont morts à la suite des mesures de persécution nazies.
En plus des camps d'extermination dont la finalité est l'élimination immédiate des Juifs et autres catégories qualifiées de « sous-hommes », les nazis multiplient les camps de concentration et leurs commandos pour enfermer, et généralement exterminer par le travail forcé, les opposants réels ou présumés, ou des droits communs. Les conditions particulièrement déshumanisantes de la détention et les traitements brutaux des SS et des kapo y entrainent une mortalité extrêmement forte (40 % des déportés français ne survivent pas). Au départ, ce sont des unités mobiles qui sont chargées d'exterminer les Juifs — ainsi que les Tziganes, les cadres communistes, voire les handicapés et les homosexuels.

## Extrême-Orient sous domination japonaise
En Asie également, l'empire du Japon suscite des gouvernements collaborateurs et a recours à grande échelle au pillage des matières premières et au travail forcé des prisonniers de guerre et des populations locales qu'il prétendait libérer de la servitude coloniale.

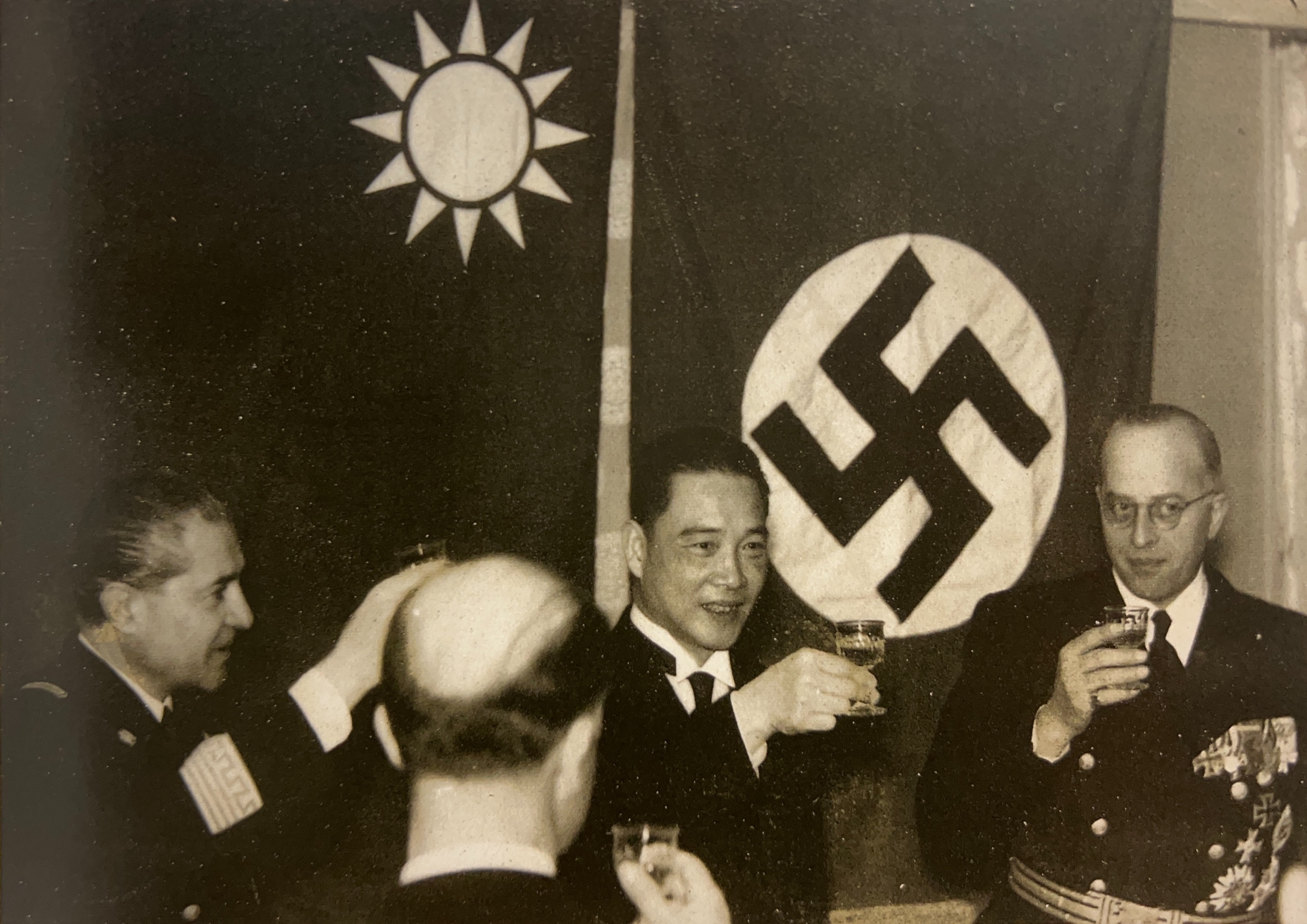
Wang Jingwei, chef du gouvernement collaborateur chinois, recevant des dignitaires de l'Allemagne nazie.

En Chine, les Japonais jouent des divisions politiques locales pour s'assurer le soutien de Wang Jingwei, ancien premier ministre et ancien chef du Kuomintang, qui dirige un gouvernement collaborateur à Nankin. Pour se donner un profil patriotique, ce gouvernement met fin au régime des concessions européennes à Shanghai.
Dans plusieurs colonies occidentales asiatiques occupées, les Japonais composent avec les indépendantistes locaux, créant des régimes comme l'État de Birmanie, dirigé par Ba Maw, ou la république des Philippines, dirigée par José P. Laurel. L'empire du Japon use du concept de la sphère de coprospérité de la Grande Asie orientale pour promouvoir l'idée d'une Asie auto-suffisante et justifier sa politique expansionniste.
Envahie en 1931, la Mandchourie est devenue l'État du Mandchoukouo, où l'ancien empereur de Chine Puyi exerce une autorité de façade, et qui garantit au Japon d'importantes ressources naturelles.
Dans le cadre de la campagne de Birmanie, les Japonais bénéficient de l'appui du gouvernement thaïlandais de Plaek Pibulsonggram et du leader indépendantiste indien Subhas Chandra Bose, qui crée l'Armée nationale indienne. Aux Indes orientales néerlandaises occupées, qui leur fournissent de très importantes réserves de pétrole, les Japonais ne créent pas de gouvernement, mais se ménagent l'appui des leaders indépendantistes comme Soekarno (futur président de l'Indonésie).

### Camps de prisonniers et esclavage

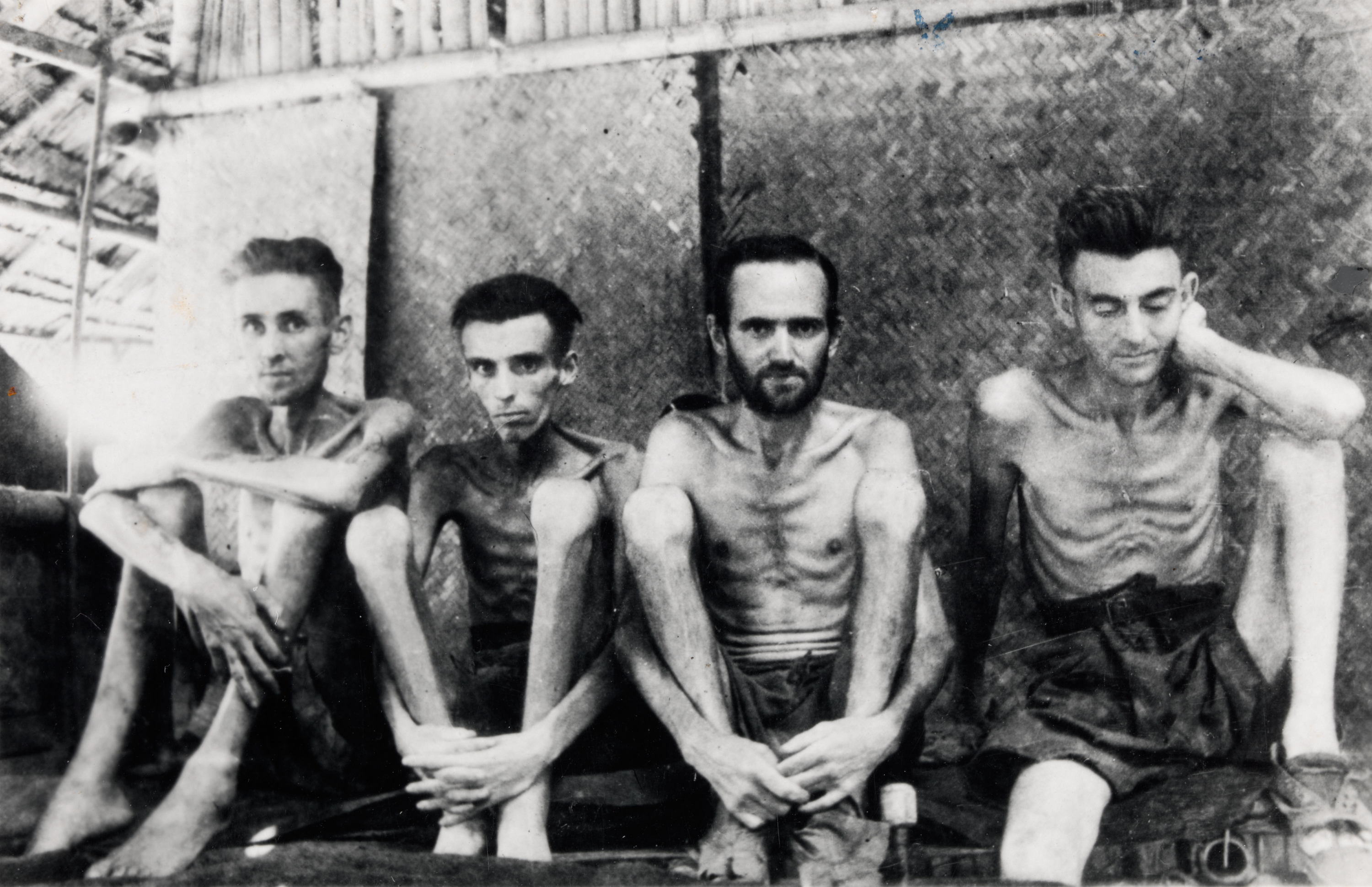
Des prisonniers de guerre australiens et néerlandais à Tarsau, en Thaïlande en 1943.

Disséminés sur tout le territoire de la Sphère, les camps de prisonniers japonais connurent un taux important de décès car la majorité d'entre eux impliquaient le travail forcé des prisonniers. Selon le tribunal de Tokyo, le taux de mortalité des occidentaux y était de 27,1 %, sept fois celui des prisonniers des camps allemands ou italiens. Le taux de mortalité des prisonniers chinois était bien supérieur en raison d'une directive ratifiée le 5 août 1937 par Hirohito qui éliminait les mesures de protection du droit international à l'égard de ces prisonniers. Ainsi, si 37 583 prisonniers britanniques, 28 500 néerlandais et 14 473 américains furent relâchés après la capitulation du Japon, le nombre de Chinois libérés ne fut que de 56,.
Selon une étude de l'historienne Zhifen Ju, plus de dix millions de Chinois furent mobilisés par l'armée impériale japonaise et transformés en esclaves par la Kōa-in au Mandchoukouo et en Chine du Nord. Des documents retrouvés à la bibliothèque du Congrès démontrent qu'entre quatre et dix millions de romusha, des civils indonésiens, ont été soumis au travail forcé à Java par le régime Shōwa et que le taux de mortalité y fut de 80 %.
En Amérique du Nord, à la suite de l'attaque de Pearl Harbor par les Japonais et à l'entrée en guerre contre l'Allemagne et l'Italie, le président Franklin Delano Roosevelt autorise le 19 février 1942 l'internement de dizaines de milliers d'Américains d'origine japonaise, italienne et allemande : enemy alien (en). Le Canada, dans une moindre mesure, a également détenu des citoyens originaires de ces pays dans des camps.

## Conséquences historiques
La Seconde Guerre mondiale contribue, à travers son bilan plus ou moins préjudiciable aux participants, à l'émergence de deux superpuissances qui vont se partager le monde : les États-Unis et l'Union des républiques socialistes soviétiques (URSS).
La Société des Nations, à laquelle on impute d'avoir échoué à empêcher la guerre, est remplacée par l'Organisation des Nations unies dont la Charte est rédigée à San Francisco en juin 1945.

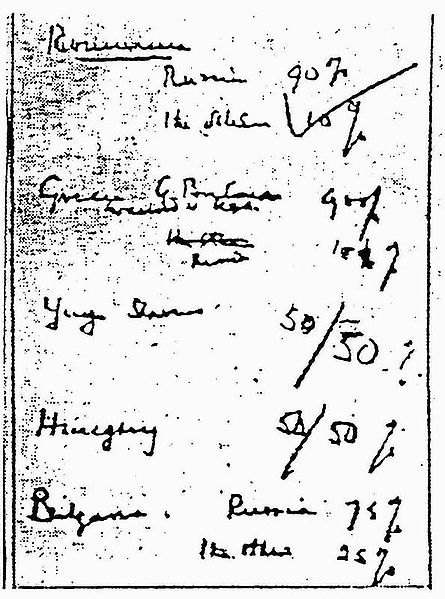
Conservé à la Bildarchiv der Österreichischen Nationalbibliothek de Vienne, le fameux accord des « zones d'influence » contresigné par Churchill et Staline à Moscou le 9 octobre 1944.

L'Allemagne est soumise à plusieurs années d'occupation. En 1949, elle est séparée en deux États, désignés des noms d'Allemagne de l'Ouest (démocratie libérale, dans la zone occupée précédemment par les Américains, les Britanniques et les Français) et d'Allemagne de l'Est (régime communiste, dans la zone occupée par les Soviétiques). La réunification allemande n'aura lieu qu'en 1990.
L'Allemagne de l'Ouest et le Japon sont démilitarisés et démocratisés par les Occidentaux. Les principaux dignitaires de la hiérarchie nazie sont jugés, et la plupart condamnés pour crime contre l'humanité (une notion nouvelle, juridiquement définie à la suite des crimes nazis) ou pour crime de guerre lors d'un procès international à Nuremberg. Les chefs militaires japonais répondent de leurs exactions devant le tribunal international de Tokyo, mais l'empereur Hirohito et des criminels de guerre comme Shirō Ishii, ancien chef de l'unité 731, sont exempts de toute poursuite pour leur coopération avec les États-Unis. Un certain nombre d'ex-responsables nazis obtiennent aussi l'impunité grâce à des initiatives américaines comme l'opération Paperclip et retrouvent plus tard des postes de responsabilité.
En Europe centrale et en Europe de l'Est, zones investies en 1944-1945 par l'Armée rouge, les partis communistes locaux prennent le pouvoir entre 1945 et 1948 sous influence de l'Union soviétique. Dès mars 1946, Winston Churchill, qui, pour garder la Grèce dans le giron occidental, avait consenti à un partage de l'Europe en « zones d'influence » par l'accord de Moscou du 9 octobre 1944, déclare qu'« un rideau de fer s'est abattu à travers le continent ». En Grèce, malgré l'absence de soutien de l'URSS aux communistes grecs, majoritaires dans la résistance locale, une guerre civile se prolonge jusqu'en 1949 et manque de faire basculer la Grèce dans le camp communiste, avant que le gouvernement monarchique ne remporte à grand-peine la victoire grâce au soutien du Royaume-Uni. En Pologne, Tchécoslovaquie, Hongrie, Roumanie, Bulgarie, Yougoslavie et Albanie, où les communistes étaient largement minoritaires, des régimes communistes sont mis en place : le bloc de l'Est se constitue en Europe, signant le début de la guerre froide. Seul le régime communiste de Tito, qui avait en Yougoslavie une certaine assise populaire, surtout chez les Serbes, prend en 1948 une position indépendante vis-à-vis de l'URSS.
La république de Chine de Tchang Kaï-chek est affaiblie par les années de guerre. La guerre civile chinoise, interrompue par l'agression japonaise, reprend dès 1946. En 1949, les nationalistes de Tchang Kaï-chek sont battus par les communistes, largement soutenus par l'URSS. Mao Zedong proclame sur le continent la république populaire de Chine, tandis que Tchang Kaï-chek se réfugie à Taïwan, rendue par les Japonais.
Les institutions d'avant-guerre ne perdurent que dans une minorité d'États européens et asiatiques. Toutes les monarchies d'Europe de l'Est sont abolies par la construction rapide des régimes communistes, qui balayent également les entreprises, le tissu syndical et associatif, et les libertés publiques de ces pays. Un référendum abolit la royauté en Italie (10 juin 1946) ; elle ne se maintient en Grèce qu'au prix d'une guerre civile, et en Belgique la « question royale » posée par l'attitude de Léopold III pendant la guerre, ne trouve de réponse qu'avec son abdication en 1951. Au Japon, les Américains maintiennent l'empereur Hirohito, pourtant constamment tenu informé des crimes commis par ses armées, mais imposent l'abolition du culte impérial qui le proclamait d'essence divine. En France, la IIIe République, rendue responsable de la défaite, cède la place à une nouvelle constitution.
Partout à l'Ouest, les gouvernements s'engagent dans la construction du Welfare State ou État-Providence : nationalisations, planification, intervention de l'État, lois de protection sociale sont désormais à l'ordre du jour pour une trentaine d'années. Nationalisations, planification et intervention de l'État prennent des formes extrêmes à l'Est, où la sphère privée se réduit désormais aux seules familles et à leurs biens meubles.
La recherche scientifique et technique, dans l'ensemble, bénéficient d'une forte impulsion, en particulier pour la maîtrise de l'atome dans le projet Manhattan et la recherche sur les fusées qui permettra des programmes spatiaux. La guerre a aussi vu le premier usage massif des antibiotiques dont la pénicilline inventée par les Britanniques, ou encore du DDT, utile aux Américains dans les marais du Pacifique. Mais, pendant quarante ans, la guerre froide entre « zones d'influence » empêche les scientifiques de communiquer librement entre eux et draine de nombreuses ressources et technologies vers la sphère militaro-industrielle, au détriment du développement civil.

### Conséquences au Royaume-Uni

V for Victory, Churchill au balcon de Whitehall, le 8 mai 1945 (jour V-E)

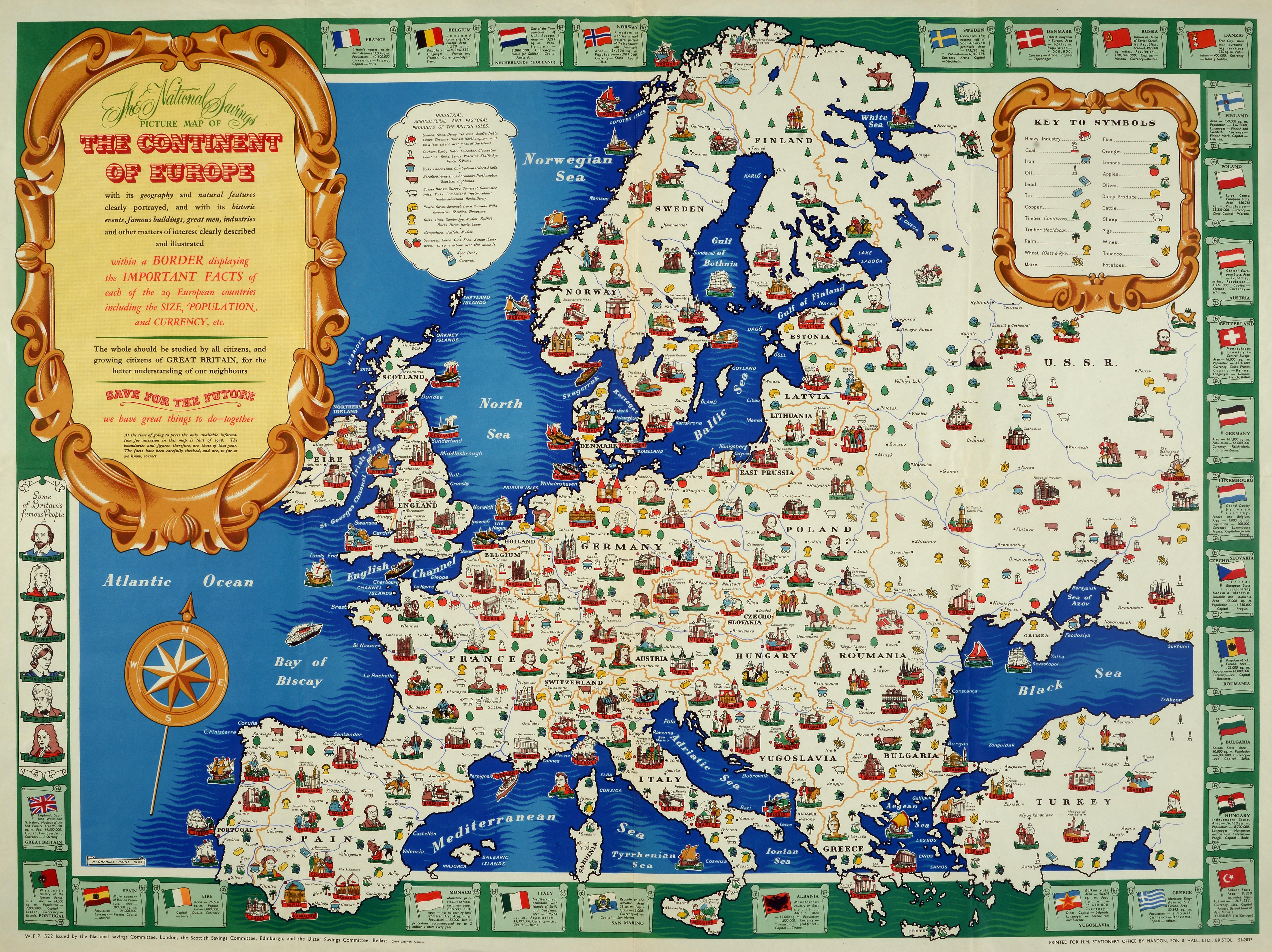
Carte de l'Europe publiée en Angleterre par The National Savings en 1946.

Les autres alliés en effet, et si l'on excepte le Royaume-Uni, ont un rôle mineur ou bien sont écartés des négociations qui aboutissent à la mise en place de deux zones d'influence, suivant les accords de Yalta et de Potsdam. Cette situation, qui porte en elle les germes de la guerre froide, dure jusqu'en 1989.
Le Royaume-Uni sort considérablement affaibli de la guerre. Celle-ci, en effet, a consacré le déclin des puissances coloniales : le mouvement Quit India s'est développé durant le conflit aux Indes britanniques, les indépendantismes indien et birman ayant pris des formes parfois violentes. L'Indian Independence Act de 1947 prend effet à l'été 1947, immédiatement suivi par la partition des Indes. La Birmanie obtient son indépendance en 1948. Par la suite, les îles britanniques connaissent une crise sans précédent, due à la reconstruction et à la restructuration de son économie.
En 1939, en Grande-Bretagne, entre 450 000 et 750 000 chiens et chats — selon les sources — ont été euthanasiés en quelques jours seulement. Cela s'est produit en raison de la peur des pénuries alimentaires et des bombardements imminents,,.

### Conséquences en France
Au cours de la bataille de Normandie, le général de Gaulle, accueilli en libérateur par les Français, parvient à obtenir des Alliés la reconnaissance de la pleine autorité de son gouvernement, le gouvernement provisoire de la République française (GPRF) — proclamé le 3 juin à Alger —, sur la métropole. Il fait en sorte que la France soit reconnue par le camp allié comme un vainqueur. Cette reconnaissance lui permet d'occuper une partie de l'Allemagne et d'obtenir un siège de membre permanent au Conseil de sécurité de l'ONU.

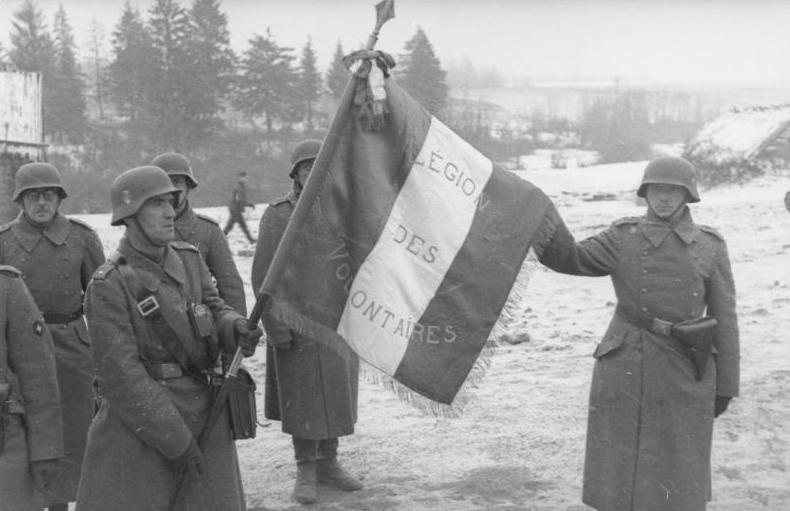
Soldats de la Légion des volontaires français sur le front russe en novembre 1941.

La libération de la France s'accompagne de l'épuration d'une partie des personnes suspectées d'avoir collaboré. Les Allemands et leurs collaborateurs ont multiplié les atrocités sous l'Occupation, puis pendant leur retraite. Aussi dans les territoires libérés par les résistants, et malgré les efforts de la plupart de leurs chefs et des commissaires de la République pour instaurer au plus vite une épuration légale et judiciaire, de nombreuses exécutions sont expéditives et pas toujours précédées de jugements. Environ 20 000 femmes sont tondues pour « collaboration horizontale ». De ce fait, des erreurs sont commises dans cette libération rapide et des innocents injustement assassinés. Les historiens estiment qu'environ 11 000 exécutions sommaires ont lieu, aux trois quarts pendant les combats. L'épuration sauvage a pu être d'autant plus brutale que la population peut avoir envie de se venger des exactions de la milice et des Allemands dans leur déroute et que le gonflement des effectifs de la Résistance a permis à certains résistants de la 24e heure de se dédouaner ainsi à peu de frais.
À l'opposé, certains collaborateurs sont parfois acquittés ou condamnés à de faibles peines (malgré la gravité de leurs crimes) par les tribunaux réguliers dont la majorité des juges ont prêté serment à Pétain. D'autres furent jugés par la Haute Cour composée de résistants, mais l'importance des condamnations décrut avec le temps. C'est ainsi qu'en 1949, le dernier accusé jugé est acquitté : le secrétaire d'État à l'Intérieur de Pétain, René Bousquet (qui mit la police et la gendarmerie françaises à la disposition des occupants pour faire la chasse aux résistants et déporter près de 60 000 Juifs) est acquitté. Les collaborateurs n'ont été poursuivis que pour trahison et non pour crime contre l'humanité.

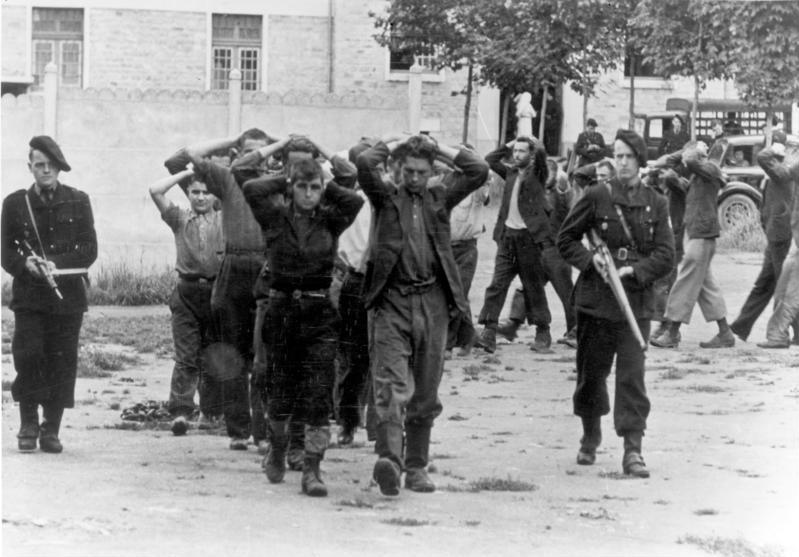
Miliciens effectuant une rafle.

De Gaulle empêche le développement d'une situation armée insurrectionnelle (voir Histoire de France), en amalgamant les mouvements ayant participé à la Résistance à l'armée régulière issue de l'armée d'armistice cantonnée en Afrique (dont nombre de cadres avaient été vichystes avant de se rallier en 1942). Non sans mal, les résistants des Forces françaises de l'intérieur (FFI) et des Francs-tireurs et partisans (FTP) sont intégrés dans l'armée régulière sans trop d'à-coups. L'intégration des milices patriotiques du PCF est négociée contre leur participation au gouvernement et l'amnistie de Maurice Thorez.
Au nom de la reconstruction du pays, qui s'effectue via une forte croissance et afin de permettre à la France de tenir son rang nouvellement restauré aux côtés des Alliés, l'épuration de l'administration est limitée. Certains hauts fonctionnaires invoquent la continuité de l'État comme acte de résistance. Les policiers dont une partie a poursuivi les résistants se dédouanent par une insurrection à Paris à la veille de la Libération. Certains collaborateurs se font oublier en intégrant des régiments de FFI ou en s'engageant dans le corps expéditionnaire d'Extrême-Orient (engagé en Indochine), ce qui est par la suite exploité par la propagande Việt Minh.
La France oublie qu'elle fut anglophobe et pétainiste après le bombardement de Mers el-Kébir, que des gendarmes français gardèrent le camp de concentration de Drancy et convoyèrent les convois de déportés jusqu'à la frontière. La proportion de Juifs d'avant-guerre ayant survécu n'est pas la plus importante de tous les pays occupés, les Juifs dit apatrides ont été bien moins protégés que les Juifs français. Pour un temps, la législation française considéra que seuls les Allemands peuvent être poursuivis pour crime contre l'humanité. Le procès manqué de Bousquet ainsi que les procès tardifs de Paul Touvier et Maurice Papon sont emblématiques de cette politique.

### Conséquences en Belgique
Le différend né le 28 mai 1940 entre le roi Léopold III et le gouvernement ne sera apaisé qu'en 1950 avec l'abdication du roi revenu d'exil. Voulant rester avec l'armée prisonnière, Léopold III n'avait fait signer qu'une reddition limitée aux troupes sur le terrain, ce qui permit au gouvernement parti à Londres de continuer la guerre avec les troupes du Congo belge et celles qu'il put reconstituer en Angleterre (armée, aviation, marine). Le reproche du gouvernement et d'une partie de la population était que le roi n'aurait pas dû se marier en pleine guerre alors qu'il avait promis de partager le sort de ses soldats, puis plus tard de ne pas s'être réfugié à l'étranger pour prendre la tête de la résistance à l'Allemagne ; enfin, à la Libération, la découverte de son "Testament politique" peu favorable à la cause alliée et d'un ton rancunier envers le gouvernement réfugié à Londres le discrédita dans une partie de la classe politique et de la population. La division de l'opinion publique à ce sujet donna lieu, après la guerre, à des affrontements allant jusqu'à des manifestations violentes entre défenseurs du roi et partisans de son abdication. Des violences avaient déjà atteint le pays pendant l'occupation allemande, les collaborateurs de l'ennemi ayant perpétré des attentats contre la population (entre autres la tuerie de Courcelles) et l'exécution de personnalités politiques et économiques abattues en pleine rue car suspectées d'être en faveur des alliés et de la résistance intérieure.

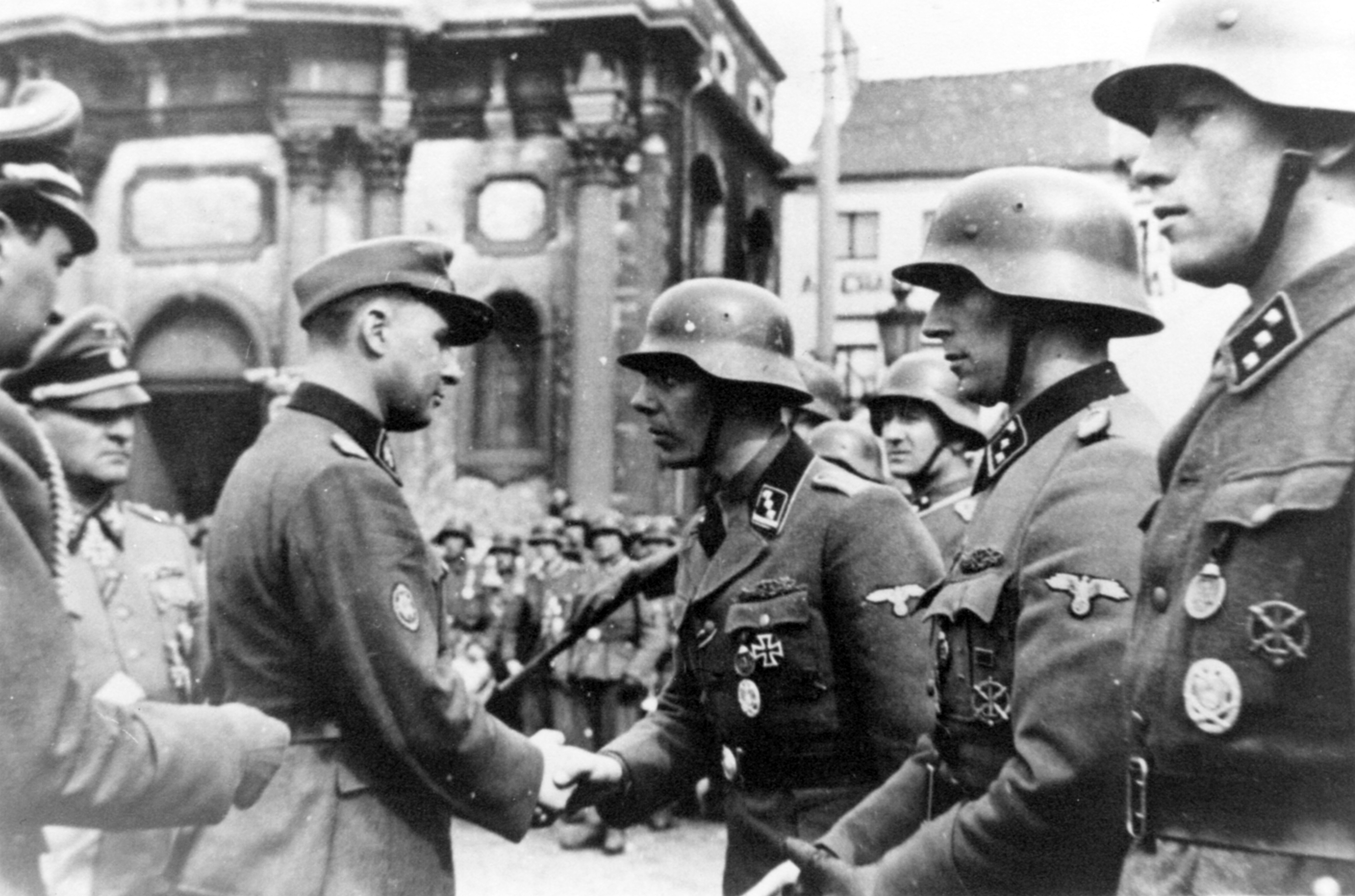
28e division SS Wallonie : Léon Degrelle à Charleroi.

Les actions de résistance intérieure belge se manifestèrent d'abord par de l'espionnage, notamment par le réseau Clarence organisé dès 1939 par Walthère Dewé (qui avait déjà dirigé le réseau de la Dame Blanche en 1914-18). Dès 1942, commencèrent des actions de sabotage de voies ferrées, la destruction de lignes à haute tension alimentant l'industrie allemande avec de l'électricité belge par le Groupe G. Il en résulta des représailles sous la forme de prises d'otages et l'exécution de résistants arrêtés. Le roi lui-même, auteur de lettres à Hitler pour protester contre les déportations, reçut en réponse une menace de déportation, ce qui arriva lorsqu'il fut emmené en Allemagne avec sa famille en 1944. D'autre part, après la guerre, des centaines de procès entrainèrent l'exécution capitale par fusillade de collaborateurs de l'ennemi, mais aussi de dénonciateurs désignant aux autorités allemandes des résistants, voire des personnes innocentes dont d'aucuns voulaient se débarrasser pour des raisons privées.
Furent, entre autres, exécutés des tortionnaires du camp de concentration installé à Breendonk, entre Bruxelles et Anvers et des collaborateurs de la police allemande. Le gouverneur allemand de la Belgique, le général Alexander von Falkenhausen fut tenu prisonnier jusqu'en 1949, puis jugé, condamné à vingt ans de prison, les juges militaires belges ayant tenu compte de son opposition aux nazis -qui lui valut d'être arrêtés par ceux-ci- Après quelques années, il fut libéré et rentra en Allemagne où il épousa une ancienne résistante. Sur divers plans, la guerre et l'occupation allemande eurent des suites durables dans l'évolution historique de la Belgique. C'est surtout sur le plan des communautés linguistiques et culturelles que la politique allemande de division entre flamands et wallons s'est faite sentir. Déjà, pendant la Première Guerre mondiale, les Allemands, qui occupaient les neuf dixièmes du territoire belge, avaient imposé la scission des administrations belges en deux autorités séparées, l'une à Namur pour la Wallonie, l'autre à Bruxelles pour la Flandre, cette région étant considérée comme germanique pour la seule raison de la langue parlée par la majorité de sa population. D'aucuns affirment que la présence en Belgique occupée du roi Léopold III a empêché l'Allemagne de reprendre cette politique entre 1940 et 1944. Ce serait sous l'influence du gouverneur général allemand Von Falkenhausen hostile aux nazis (et que ceux-ci arrêtèrent en 1944). 
L'action de diplomates allemands traditionalistes non nazis aurait eu également une influence dans la relative modération politique du Reich à l'égard du régime politique de la Belgique. Modération qui prit fin en 1944 avec la division de la Belgique en deux gaus allemands, Flandre et Wallonie, sous l'égide des SS tandis que le roi était déporté avec sa famille. Quant à l'activité économique, elle subit des atteintes telles que la reconstruction d'après-guerre et les procès d'épuration ne purent en effacer complètement les conséquences. Ce qui restait d'industrie automobile et aéronautique nationale indépendante de sociétés étrangères disparut dans les bombardements. Les destructions industrielles, pillages et déportations (entre autres dans les charbonnages du Hainaut) ne furent pas compensées par la modernisation qu'il aurait fallu mettre en œuvre après la guerre. Sur le plan culturel, des journaux disparurent, d'autres apparurent dont beaucoup ne tinrent pas longtemps.

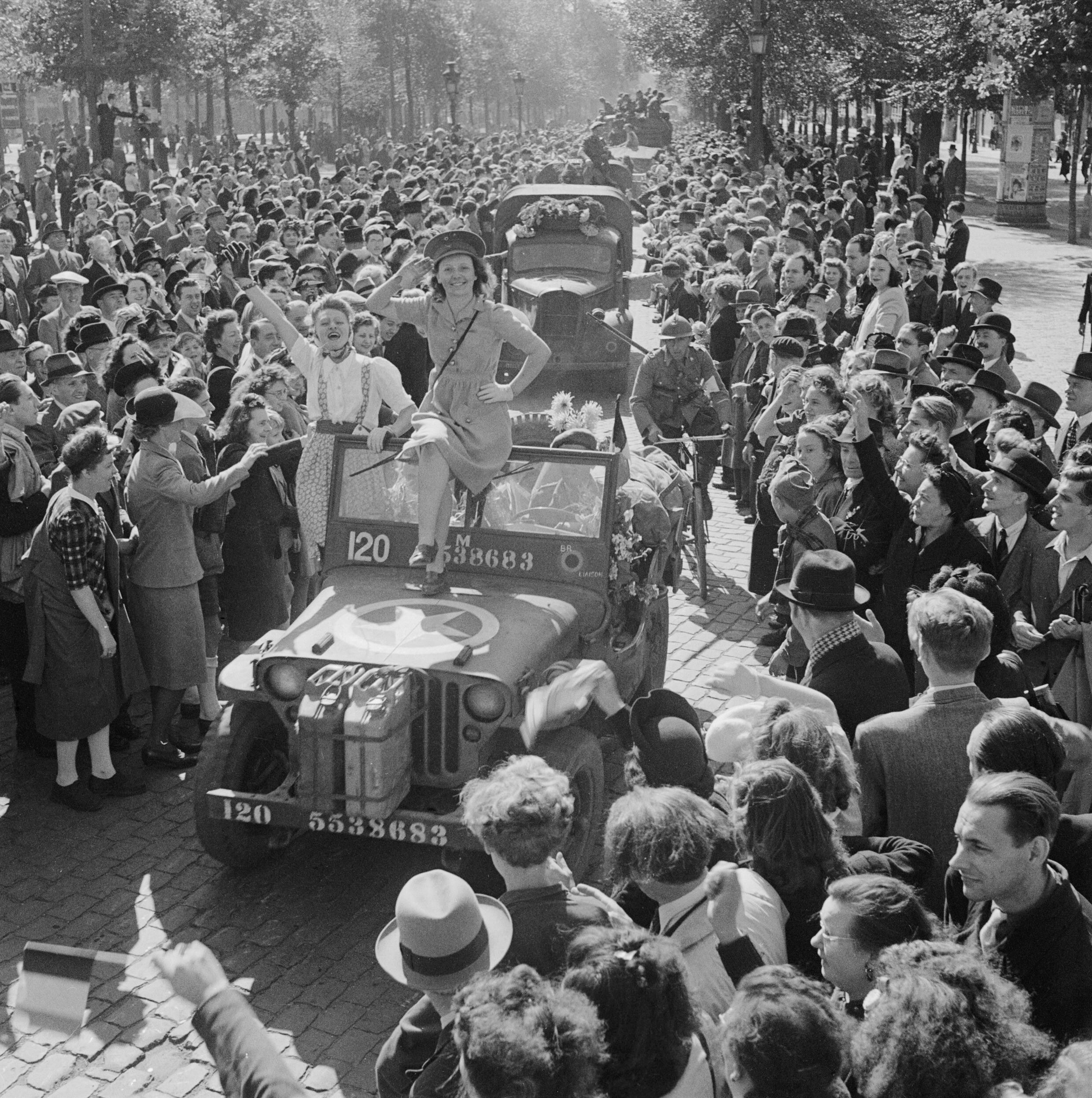
Accueil des troupes britanniques à Bruxelles le 4 septembre 1944.

De nombreuses personnes des milieux de presse, du cinéma et de la culture qui avaient cru pouvoir travailler sous l'égide allemande furent condamnées ou s'enfuirent ou, à tout le moins, furent mises à l'index. On peut citer quelques cinéastes dont Henri Storck avec sa symphonie paysanne, hymne dédié à l'idéologie du retour à la terre dans l'esprit mis à l'honneur en France sous le régime du gouvernement Pétain. Storck n'eut pas d'ennui à la libération, étant considéré comme un brave homme étranger aux malheurs de son époque, malgré la lettre dans laquelle il se décrivait comme étant d'ascendance pure aryenne afin de pouvoir devenir membre de la corporation du cinéma créée par l'occupant allemand. Avec un documentaire à la gloire de l'Allemagne, Deutsche Grosse, Jan Meeuwissen se montra beaucoup plus engagé en 1943. En 1943 encore, Frans Develter produisit un film de long métrage en trois parties Vlaanderen te Weer destiné à montrer que la Flandre, martyrisée par la Belgique, avait retrouvé sa grandeur grâce au national-socialisme. À Anvers, Jan Vanderheyden, par ailleurs cheville ouvrière de la corporation du film, "Führer" de la branche production-distribution, produisit plusieurs courts métrages et longs métrages purement distractifs, ce qui lui valut seulement quelques critiques après la guerre. En Wallonie, le peintre liégeois Auguste Mambour fut condamné parce qu'on lui reprochait sa sympathie pour l'ordre nouveau installé par les amis de l'Allemagne, notamment un voyage culturel en Allemagne comme ceux qu'organisait le ministre nazi Joseph Goebbels à l'intention d'artistes des pays occupés. 
Dans le domaine de la presse et de la littérature, le dessinateur de presse Paul Jamin, collaborateur du journal d'extrême droite Le Pays Réel, d'abord condamné à mort puis, finalement, sorti de prison après une commutation de peine, devint le dessinateur attitré du journal satirique belge Pan fondé par un Léo Campion anarchiste et résistant. Le dessinateur et auteur de bandes dessinées Georges Remi, plus connu sous son pseudonyme Hergé, créateur de Tintin, ne passa qu'une nuit en prison pour avoir publié dans le journal Le Soir alors que ce plus important organe de la presse belge de l'époque avait été réquisitionné par les collaborateurs des Allemands, ce qui, depuis, fait désigner ce journal sous le nom de Soir volé. Ce journal fut imité dans un pastiche resté célèbre en Belgique sous le nom de faux Soir. Les auteurs parvinrent à distribuer dans les kiosques cette imitation du journal collaborateur. Ils y avaient imprimé plaisanteries anti-allemandes et articles contre la collaboration qui mettaient en cause des journalistes ralliés aux occupants. Parmi ces écrivains et journalistes qui soutenaient l'Allemagne dans la presse, Robert Poulet avait fondé un quotidien le Nouveau Journal soutien des occupants et qui, plus tard, prétendit qu'il était « couvert par la couronne ». Prenant ses distances en 1943 avec la politique pro-allemande, il fut cependant condamné à mort par la justice belge, peine commuée en détention à perpétuité suivie d'une grâce avec expulsion en France où il entama une carrière de penseur et philosophe. De même, Félicien Marceau, pseudonyme de Louis Carette, journaliste à la radio sous contrôle allemand qui démissionna en 1942 pour devenir éditeur indépendant et réfugié en France en 1945, étant poursuivi notamment pour des émissions qui parurent favorables à l'appel au travail volontaire en Allemagne. Sous son pseudonyme de Félicien Marceau, il poursuivit à Paris une carrière d'écrivain et d'homme de théâtre qui lui valut le prix Goncourt et une place à l'Académie française avant de mourir à 98 ans. 
L'indulgence à l'égard des artistes et intellectuels de la collaboration ne fut pas toujours la règle. On peut citer le cas emblématique du brillant essayiste et critique d'art Paul Colin, qui fut apparemment de gauche comme le révèlent ses écrits d'avant-guerre en faveur du surréalisme, mais qui, dès 1940, se rallia aux idées des collaborateurs de l'ennemi partisans d'un régime autoritaire. En 1942, il était abattu en pleine rue par de jeunes résistants, malgré la présence de gardes du corps allemands.

### Conséquences aux États-Unis
Les États-Unis prennent l'initiative d'avoir une attitude positive. Ils imposent la démocratie, particulièrement en Allemagne de l'Ouest et au Japon, à travers une épuration et un contrôle des rouages de l'État et de l'éducation. Parallèlement, ils fournissent à partir de 1947 une aide économique à la reconstruction de l'Europe, connue sous le nom de plan Marshall. Celle-ci permet une reconstruction rapide des économies occidentales, achevée au début des années 1950, et évite aux populations la tentation de s'abandonner au communisme ou aux néo-fascismes.
À l'issue de la Seconde Guerre mondiale, les États-Unis sont avec l'URSS l'une des deux plus grandes puissances mondiales. Les États-Unis possèdent la première flotte de guerre, la première flotte de commerce, ils détiennent 75 % des stocks d'or du monde (d'où la devise « dollar as good as gold », le dollar est aussi sûr que l'or).
16 millions d'Américains furent incorporés dans les forces armées des États-Unis, 407 000 y périrent, dont 292 000 sur le champ de bataille.

### Conséquences en Italie
Après 1945, l'Italie accuse le coup de la défaite des puissances de l'Axe : le référendum constitutionnel de 1946 signe le passage du régime monarchique, qui avait survécu tout au long de la guerre, au régime républicain. Grâce à la stabilité et aux politiques keynésiennes des nouveaux gouvernements républicains, l'Italie connaît ensuite une très forte expansion,, phénomène appelé les Trente Glorieuses. Le constructeur automobile Fiat devient le symbole du miracle italien, dont la période va des élections d'avril 1948 aux Jeux Olympiques de Rome en 1960 : 700 000 automobiles en 1955, 10 millions cinq ans après. Le fabricant de scooters Vespa n'est pas en reste ; entre 1945 et 1965, il en vend 3,5 millions en Italie. Dans le sillage de son expansion économique et de son retour à un statut de puissance de moyenne taille, l'Italie adhère en 1949 à l'Organisation du traité de l'Atlantique nord et en 1955, elle est admise aux Nations unies.

### Conséquences en URSS

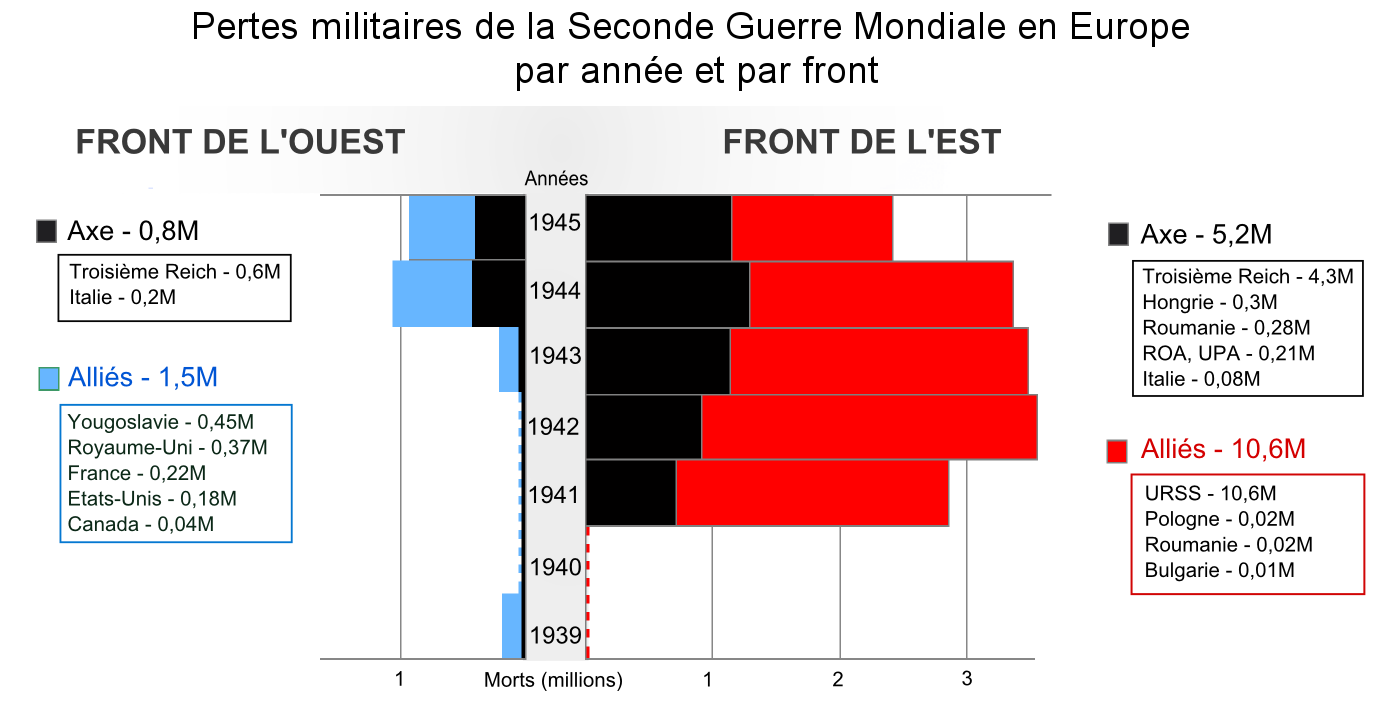
Graphique représentant les pertes militaires en Europe selon le front de combat, à droite les pertes sur le front de l'Est.

Staline n'est pas en reste et fut l'un des grands gagnants du conflit. Le prestige et le rôle de l'Union soviétique sortent grandis bien au-delà des seuls cercles communistes. Réintégrée dans le concert des nations, l'URSS est membre permanent du Conseil de Sécurité.
Pour les Russes, cette grande guerre patriotique menée sur le front de l'Est invoqua la survie de la nation. En portant un toast au peuple russe lors du défilé de la victoire, le 24 juin 1945, Staline confirmait le retour de l'URSS à une forme plus accentuée de nationalisme grand-russe voire de chauvinisme, aux dépens des minorités nationales et, bien vite, des Juifs « cosmopolites ».
Les annexions de 1939-1940 sont confirmées, et d'autres sont venues s'ajouter à la victoire. L'URSS a augmenté sa superficie de 475 000 km2 et sa population de 24 millions d'habitants, aussitôt soumis à une très brutale soviétisation par la terreur. Derrière le rideau de fer, le système stalinien est progressivement imposé pour des décennies à un empire immense allant de Berlin-Est à la Corée du Nord, en attendant le basculement de la Chine et du Viêt Nam dans le camp communiste.
Cependant, l'URSS sort considérablement appauvrie de la guerre, qui lui a coûté plus de 25 millions de morts, ainsi que les pires destructions jamais subies par un belligérant dans l'histoire humaine. En 1945, une commission officielle estime que le coût des destructions équivaut au double des investissements consentis lors des deux premiers plans quinquennaux des années 1930. Enfin, technologiquement, l'Union soviétique accuse un retard sur l'Amérique, dont elle ne brise le monopole nucléaire qu'en 1949.

## Coûts humains en fonction des pays

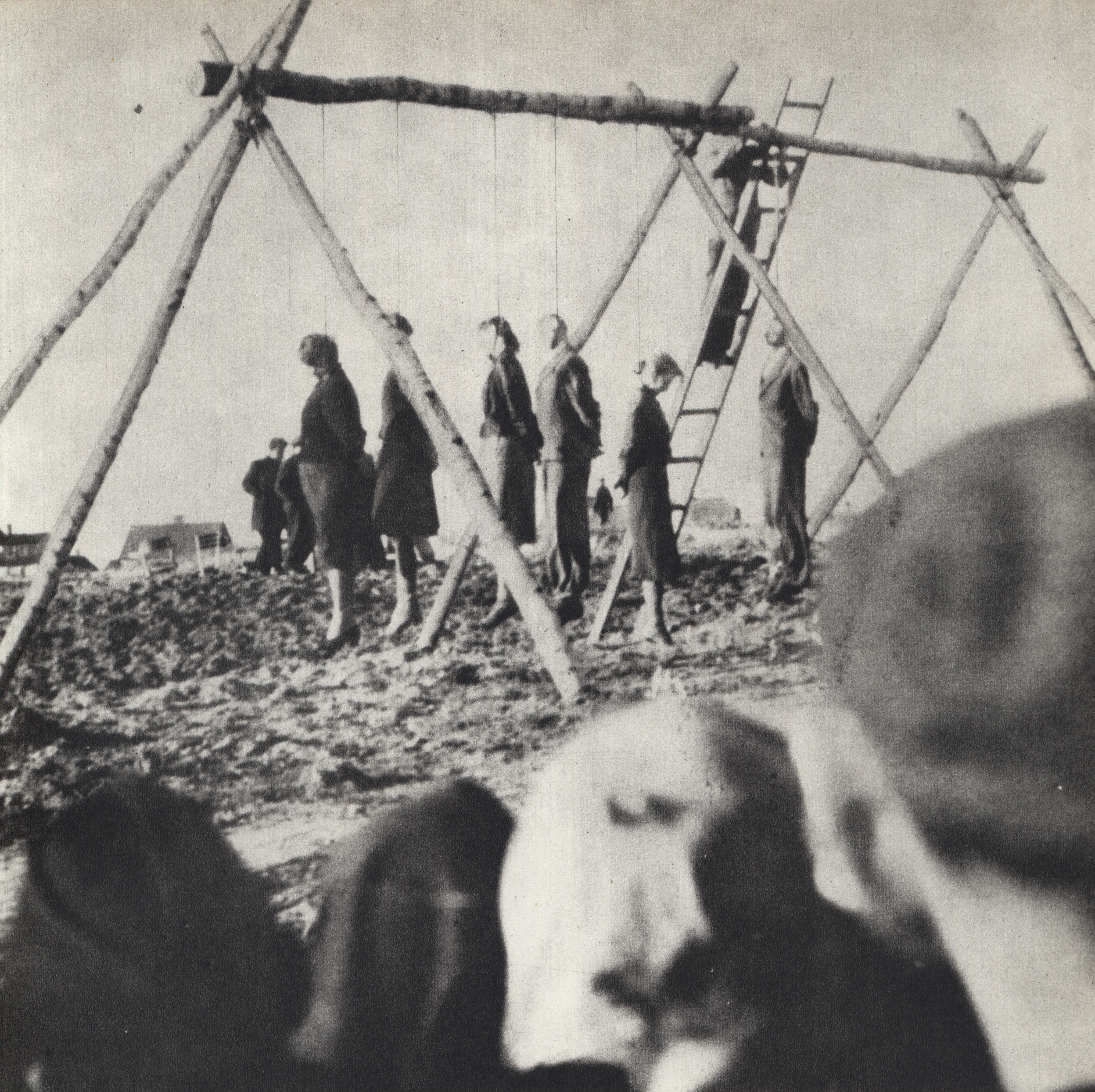
Pendaison de civils polonais en 1942 à Rożki, (Gouvernement général de Pologne).

Environ 38 millions de civils ont été tués par les nazis et leurs alliés :
- En Europe, entre 8,8 et 10,7 millions de militaires soviétiques[106], 5,3 millions de militaires allemands[107],[108], six millions de Polonais, dont trois millions de Juifs et trois millions de catholiques ; trois millions de Juifs des autres pays d'Europe ; deux millions de Tziganes, handicapés, homosexuels et autres. Concernant les seules pertes militaires en Europe, selon les estimations, environ 17 877 000 militaires sont morts sur les champs de bataille européens, dont 10 774 000 du côté des alliés et 7 103 000 du côté des forces de l'Axe. Les tués de l'Armée rouge constituent 53 % du total des pertes militaires connues en Europe, ceux de la Wehrmacht 31 %, ceux du Royaume-Uni 1,8 %, ceux de la France 1,4 % et ceux de l'armée nord-américaine 1,3 %. Les pertes militaires de l'Union soviétique représentent 88 % du total des pertes alliées en Europe (Royaume-Uni 3 %, France 2,3 % et États-Unis 2,2 %). Le total des pertes militaires seules de l'Allemagne et de l'Union soviétique réunies représentent 84 % du total de toutes les pertes militaires subies en Europe. Les pertes militaires du conflit germano-russe seul sont de 13 876 400 soit 78 % du total des pertes militaires subies en Europe ;
- En Asie, les historiens évaluent entre 10 et 30 millions le nombre de morts causées par les exactions japonaises, dont 2,7 millions pour la seule opération de la politique des Trois Tout (三光作戦, Sankō Sakusen?) menée dans le Nord de la Chine par le général Yasuji Okamura.

## Exactions et crimes de guerre

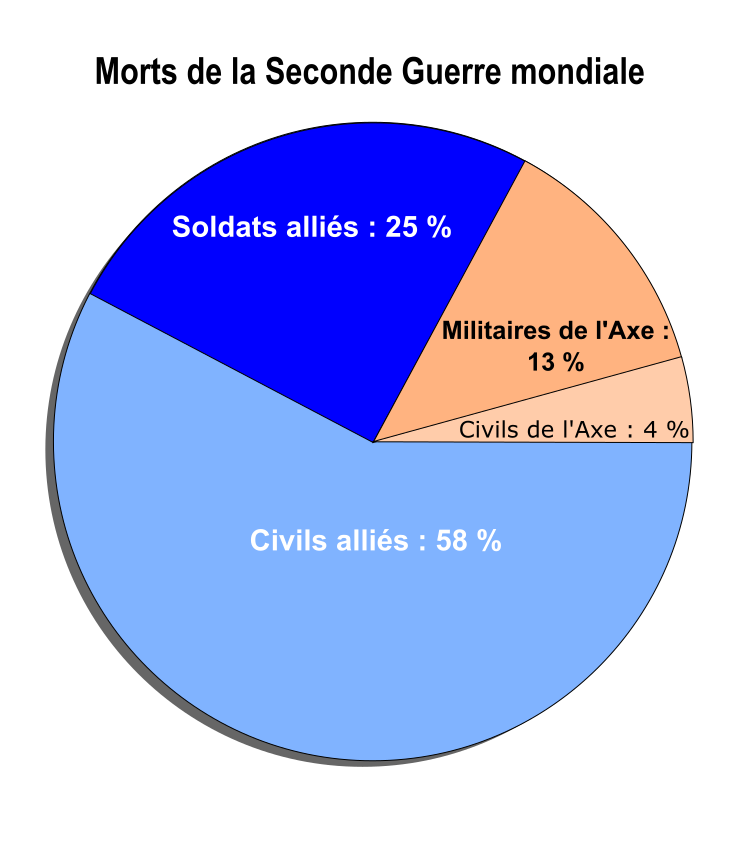
Comme le montre ce graphique, plus de la moitié des victimes furent des civils.

### Sur le théâtre d'opération européen
De nombreux massacres de civils ou crimes de guerre ont été perpétrés au cours du conflit, en particulier par les Einsatzgruppen sur le front de l'Est, mais aussi de façon plus générale par la Wehrmacht et les SS. Dès le 20 octobre 1943, les Alliés mettaient en place la « Commission des crimes de guerre des Nations unies » chargée d'enquêter sur les crimes de guerre commis par l'Axe. Une semaine plus tard, la Déclaration de Moscou énonçait la volonté de traquer les criminels de guerre nazis « jusqu'aux confins de la Terre ». Non lié à l'ONU (qui ne fut fondée qu'en 1945), celle-là fut assistée à partir de mars 1945 par CROWCASS, chargé par le SHAEF d'établir une liste des criminels de guerre nazis. Cette volonté présida à l'instauration du tribunal de Nuremberg, jugeant les plus hauts responsables nazis encore vivants. CROWCASS fut cependant rapidement dépassé, la volonté initiale de traque contre les criminels de guerre cédant dès 1945 à d'autres priorités, marquées en particulier par l'éclatement de la guerre froide en 1947.
Parmi les divers crimes de guerre, on peut citer :
- les expériences pseudo-médicales de nombreux médecins nazis dans les camps de concentration, notamment du docteur Mengele ;
- en France (massacres commis par les nazis, ayant touché plus de 30 000 personnes) :
  - exécutions d'otages par les Allemands à Châteaubriant, à Paris, à Lyon, à Limoges, etc. à partir de l'automne 1941. L'historien Serge Klarsfeld a établi la liste de 1007 otages et résistants fusillés au Mont-Valérien près de Paris, dont 117 étaient juifs ;
  - massacre d'Oradour-sur-Glane, le plus important avec 642 victimes dont des femmes et des enfants, exécutés par la division SS Das Reich. Il y eut 4 rescapés ;
  - massacres à Ascq, à Tulle, à Maillé, à Buchères, à Étobon, à Saint-Pierre-de-Clairac etc. perpétrés par les SS ;
  - torture et massacre des civils et des combattants du maquis du Vercors, par des unités de la Wehrmacht et les miliciens de Joseph Darnand (juillet 1944) ;
  - persécutions sur les membres de familles de Français partis combattre ou restés au pays, comme Geneviève de Gaulle, nièce du général, envoyée en camp de concentration.
- en Belgique :
  - rationnement dramatique de la nourriture ;
  - installation d'un camp de concentration à Breendonk entre Bruxelles et Anvers ;
  - déportation de juifs et de résistants dans les camps de concentration allemands, révocation et arrestation de hauts fonctionnaires et d'autorités communales ;
  - persécutions meurtrières exercées sur la population par les collaborateurs de l'Allemagne, entre autres le massacre de familles à Courcelles, dans la province de Hainaut, la persécution sur des parents des ministres Hubert Pierlot et Spaak du gouvernement belge libre de Londres dont certains membres seront fusillés, exécutions de notables comme le gouverneur de la Société Générale de Belgique et le bâtonnier Braffort ;
  - déportation en Allemagne du roi, de son épouse et des enfants royaux.

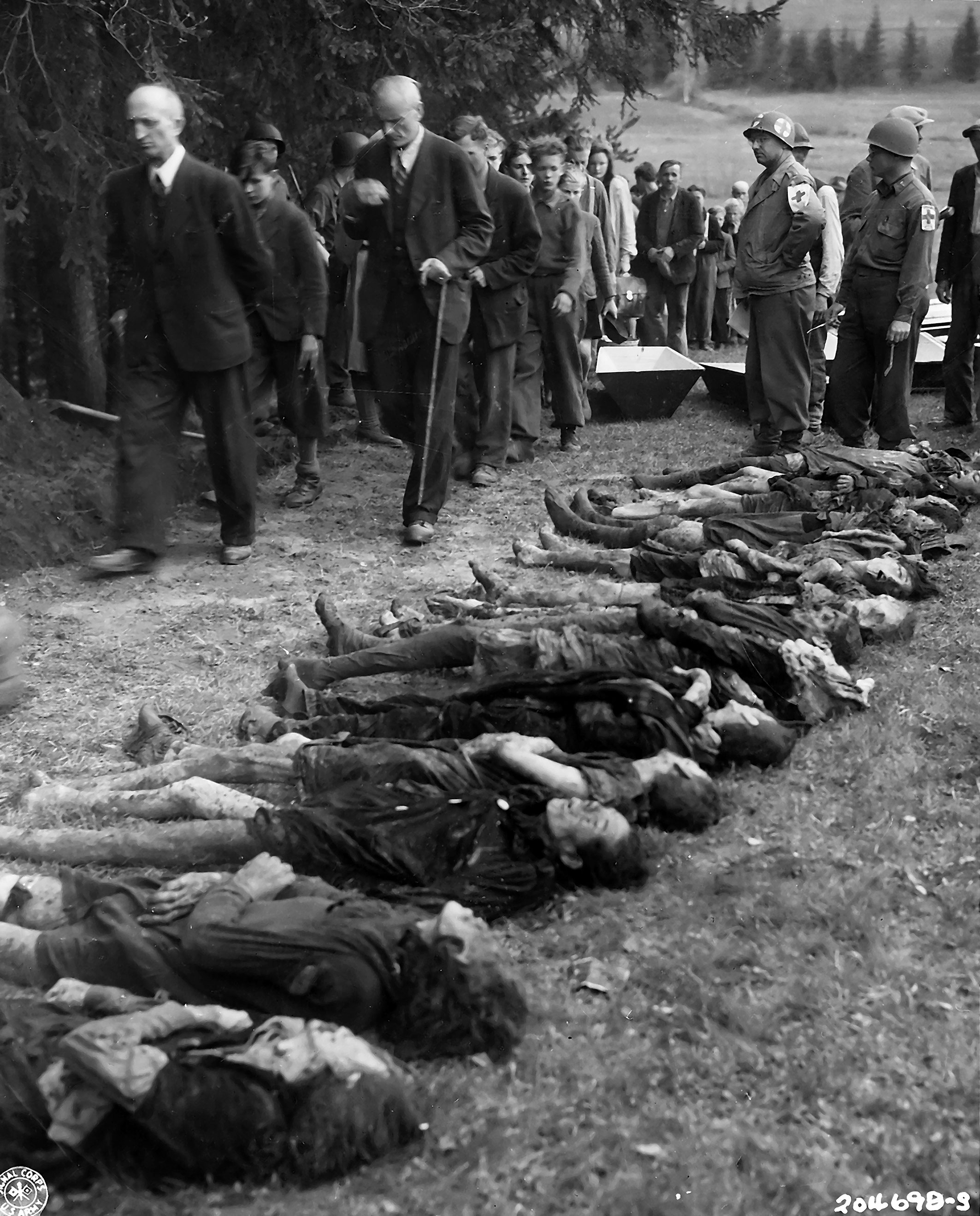
Le 11 mai 1945, des civils allemands sont contraints de marcher à côté des cadavres de trente femmes juives (Tchécoslovaquie).

- en Italie, occupée par l'Allemagne en 1943 :
  - massacre de 355 otages aux fosses Ardéatines près de Rome en mars 1944 ;
  - massacre du village de Marzabotto près de Bologne en octobre 1944, qui fit plus de 900 morts.
- dans le « Protectorat » de Bohême-Moravie :
  - déportation de centaines d'étudiants ayant manifesté contre l'occupation (novembre 1939) ;
  - massacre des habitants de Lidice, en représailles à l'attentat qui abattit le chef SS et « boucher de Prague » Heydrich.
- en Pologne :
  - famine volontaire et déportation du ghetto de Varsovie ;
  - « nettoyage » du ghetto de Varsovie par les SS après l'insurrection des derniers survivants ;
  - extermination de 50 000 membres des élites polonaises par les SS et la Gestapo (prêtres, aristocrates, professeurs, officiers). L'enseignement secondaire, les séminaires et les universités furent fermés, tout comme les théâtres par exemple, et ce n'est qu'à un système remarquable de cours clandestins — les komplety — que les Polonais parvinrent à instruire et à sauver cinq classes d'âge de bacheliers[109] ;
  - massacre de 5 000 officiers polonais à Katyń, par l'armée soviétique (l'URSS a reconnu sa responsabilité après plusieurs décennies, ayant longtemps accusé les nazis d'être responsables de ce massacre) ;
  - massacre de 10 000 autres officiers polonais en d'autres lieux, soit 15 000 personnes tuées froidement d'une balle dans la nuque par le NKVD, ancêtre du KGB ;
  - destruction à 90 % de Varsovie par l'armée allemande après le soulèvement de l'Armia Krajowa du 1er août au 2 octobre 1944. La répression de l'insurrection par Himmler fit de 150 000 à 200 000 morts. Manquant de moyens pour franchir la Vistule et immobilisée par ordre de Staline pour des raisons politiques, l'Armée rouge laissa les Allemands écraser la rébellion polonaise et ne lui apporta ni armes ni aide ;
  - massacre de civils polonais par l'UPA. Les historiens estiment qu'à cette occasion jusqu'à 100 000 civils polonais ont été tués.

- en Union soviétique :

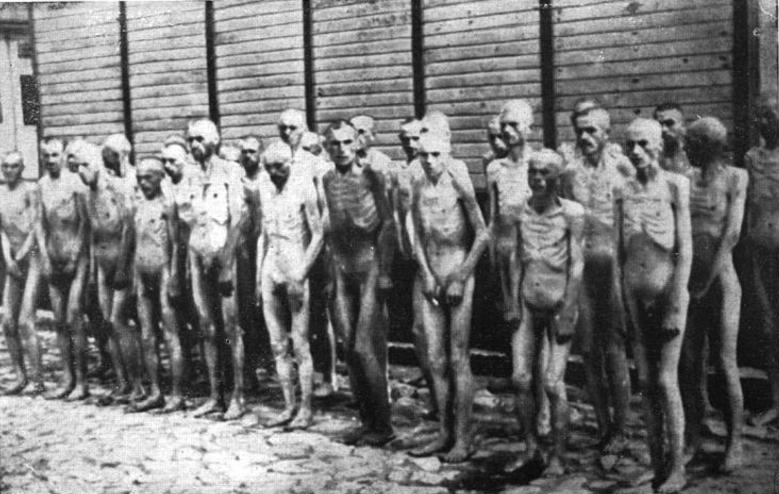
Prisonniers de guerre soviétiques. Camp de Mauthausen.

  - famine volontaire et mises à mort préméditées de prisonniers de guerre russes (3 millions de morts) ;
  - famine délibérée des civils de la cité de Leningrad assiégée (700 000 victimes) ;
  - 20 millions de citoyens de l'Union soviétique sont tués, dont un très grand nombre de prisonniers de guerre exécutés par les Allemands, et aussi des civils dont les villages et villes sont anéantis ;
  - 2 230 000 personnes furent tuées en Biélorussie pendant les trois années d'occupation allemande. Plus de 600 villages comme Khatyn furent totalement rasés et leurs populations massacrées.
- en Yougoslavie :
  - déportation de dizaines de milliers de Serbes, Juifs et Roms dans les camps de la mort (notamment dans le Camp de concentration de Jasenovac) par les Oustachi croates. Ceux-ci sont responsables du massacre global de 300 000 à 400 000 personnes, ainsi que de multiples conversions forcées au catholicisme.

Il faut encore mentionner l'exécution sommaire de civils et de soldats alliés en uniforme (en particulier certains paras parachutés par le SOE afin d'encadrer les maquis ainsi que de certains pilotes, dont Martin Bormann autorisa et encouragea le lynchage en 1944).

#### Bombardements de villes

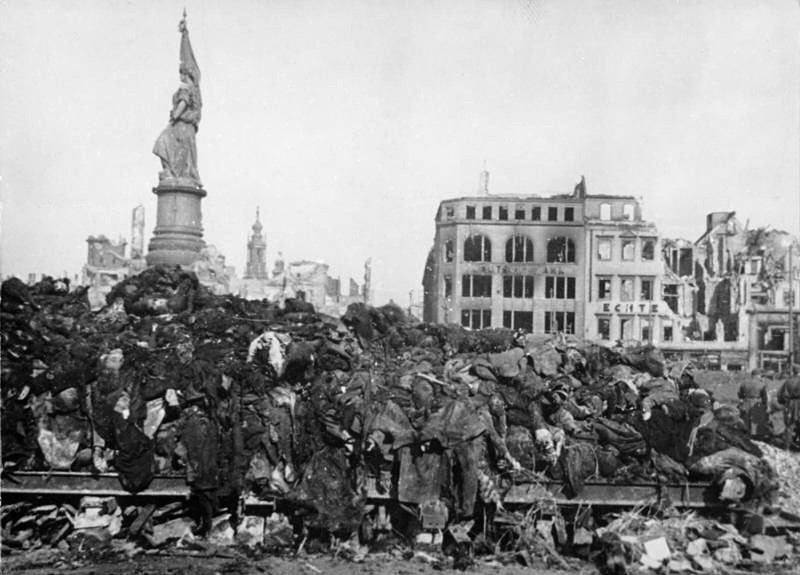
Amas de cadavres après le bombardement de Dresde. La plupart des corps furent regroupés ainsi afin d'être incinérés sur place, souvent sans même avoir été identifiés, pour éviter les épidémies.

Certaines opérations de bombardement de villes ont causé de nombreuses victimes civiles. Le nombre de victimes civiles était parfois un but recherché pour affaiblir le « moral » de l'adversaire.
- En Allemagne :
  - le bombardement de la ville de Hambourg, nom de code « opération Gomorrhe » est estimé avoir fait 40 000 victimes, le plus lourd bilan humain en Europe pour ce type d'opération ;
  - l'estimation du nombre de victimes du bombardement de Dresde a considérablement fluctué, de 25 000 selon la ville de Dresde en mars 1945 jusqu'à 250 000 selon la propagande nazie dans les pays neutres à la même époque, puis des chiffres similaires selon la propagande soviétique dans le contexte de la Guerre froide[110]. Une commission d'historiens réunis en 2004-2010 à l'initiative de la ville de Dresde en a finalement fixé le bilan maximum à 25 000 morts[111].
- En France, en Belgique et aux Pays-Bas, après les bombardements allemands de 1940 et, durant les années de l'occupation allemande, les bombardements alliés des installations industrielles dont la production est réquisitionnée pour l'effort de guerre du Reich, surviennent les bombardements de la campagne de libération de l'Europe qui meurtrissent les régions de Normandie, des villes comme Paris, Bruxelles, Liège et Anvers victimes de l'offensive allemande des avions sans pilote V1 et des missiles V2, et encore l'Ardenne belge victime de l'ultime offensive allemande. Entre 1940 et 1945, la France reçoit 550 000 tonnes de bombes des Anglo-Américains, soit 22 % du total déversé sur le continent. L'estimation du nombre de victimes varie de 50 000 à 70 000[112].
- En Grande-Bretagne, le bombardement de villes britanniques, et de Londres en particulier, nom de code « Blitz » est estimé avoir fait 14 500 victimes.

### Sur le théâtre d'opération asiatique

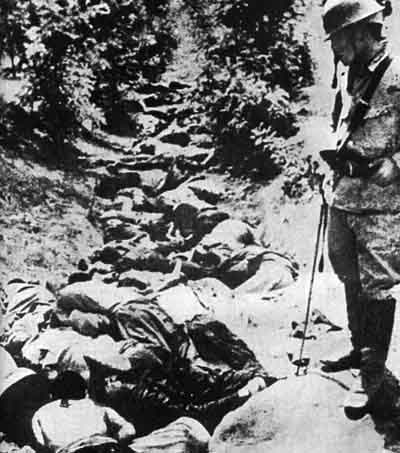
Xuzhou, Chine, 1938.Chinois tués par l'armée japonaise dans un fossé.

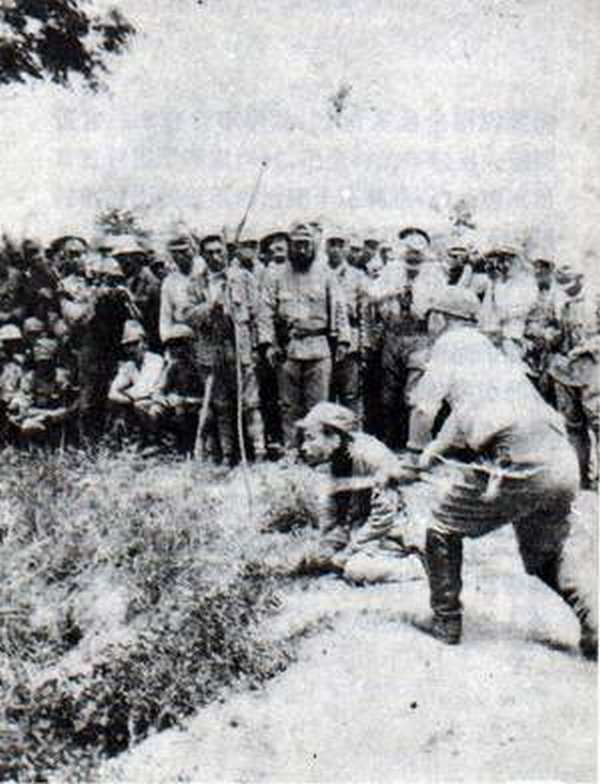
Les troupes japonaises massacrent environ 200000 Chinois lors du massacre de Nankin.

La décision prise en août 1937 par Hirohito d'approuver une directive de son état-major supprimant l'application des traités internationaux sur la protection des prisonniers de guerre entraina la mort de plusieurs millions de civils en Chine. Étendue à compter de 1941 aux autres pays conquis, cette mesure causa la mort d'une quantité phénoménale de civils et de prisonniers alliés détenus dans des conditions atroces (témoignage de Roger Cyr des Royal rifles).
Parmi les crimes de l'armée impériale japonaise au cours de l'Ère Shōwa (1926-1989), les plus notables sont les suivants :
- environ 200 000 « femmes de réconfort », majoritairement coréennes, ont été victimes du système d'esclavage sexuel de masse organisé à travers l'Asie par et pour l'armée et la marine impériales japonaises.
- en Chine :
  - Massacre de Nankin au cours duquel les troupes japonaises pillent la ville pourtant évacuée par les troupes chinoises et massacrent entre 150 000 et 300 000 civils après avoir commis diverses exactions dont des viols en série ;
  - Opérations de la Politique des Trois Tout (三光作戦, Sankō Sakusen?), une stratégie de la terre brûlée mise en œuvre à partir de mai 1942 dans le nord de la Chine et ayant entrainé la mort d'environ 2,7 millions de civils[114] ;
  - Massacre d'environ 250 000 civils du Zhejiang et du Jiangxi, d'avril à août 1942, en représailles au raid de Doolittle sur le sol japonais le 18 avril ;
  - expérimentation d'armes bactériologiques sur des milliers de prisonniers chinois, coréens et russes par l'unité 731.
- à Singapour, massacre de 25 000 à 50 000 civils lors de « l'épuration » (Daikenshô ou massacre de Sook Ching) menée du 18 février au 4 mars 1942 ;
- en Malaisie, exécution de 161 prisonniers alliés (australiens, britanniques et indiens) à Parit Sulong (en) en janvier 1942 ;
- en Birmanie, massacre d'environ 600 civils en juin 1945 à Kalagon ;
- aux Philippines, le Tribunal de Tokyo et le Tribunal de Manille identifièrent 72 massacres d'envergure dont :
  - La marche de la mort de Bataan (environ 20 000 morts) d'avril à mai 1942[115] ;
  - massacre d'environ 100 000 civils en février 1945 à Manille, dont de 200 civils au St-Paul College[116] ;
  - massacre de 2 500 civils à Calamba ;
  - massacre de 2 500 civils à Lippa, sur l'île de Luçon[117] ;
  - massacre de 500 civils à Dapdap (en), province de Cebu[118] ;
  - massacre de 328 civils à Bauan, 320 à Taal, 300 à Cuenca, 107 à San Jose, 39 à Lucero, province de Batangas[119].
- à Laha, exécution de 55 prisonniers australiens et 30 prisonniers néerlandais le 9 février 1943 ;
- à Bangka, massacre de 65 infirmières australiennes le 14 février 1942 ;
- à Andaman, massacre de 2 000 à 3 000 civils à Port Blair du 23 mars 1942 à août 1945, dont 800 le 14 août 1945.

#### Cannibalisme
Plusieurs rapports écrits et témoignages colligés par la Section australienne des Crimes de guerre du Tribunal de Tokyo et analysés par l'enquêteur William Webb (en) (le futur juge en chef du Tribunal), démontrent que les soldats japonais commirent des actes de cannibalisme à l'encontre des prisonniers alliés. Dans bien des cas, ces actes étaient motivés par la famine, mais selon l'historien Yuki Tanaka, « le cannibalisme était souvent une activité systématique menée par des escouades entières et sous le commandement d'officiers ».
Selon le témoignage de nombreux prisonniers comme le soldat indien Hatam Ali, les victimes étaient parfois dépecées vivantes. Les plus hauts gradés connus ayant pratiqué le cannibalisme sont le lieutenant-général Yoshio Tachibana, qui avec 11 membres de son personnel, a été jugé pour avoir fait décapiter et mangé un aviateur américain en août 1944 à Chichi Jima et le vice-amiral Mori pour avoir mangé un prisonnier lors d'une réception tenue en février 1945,,.

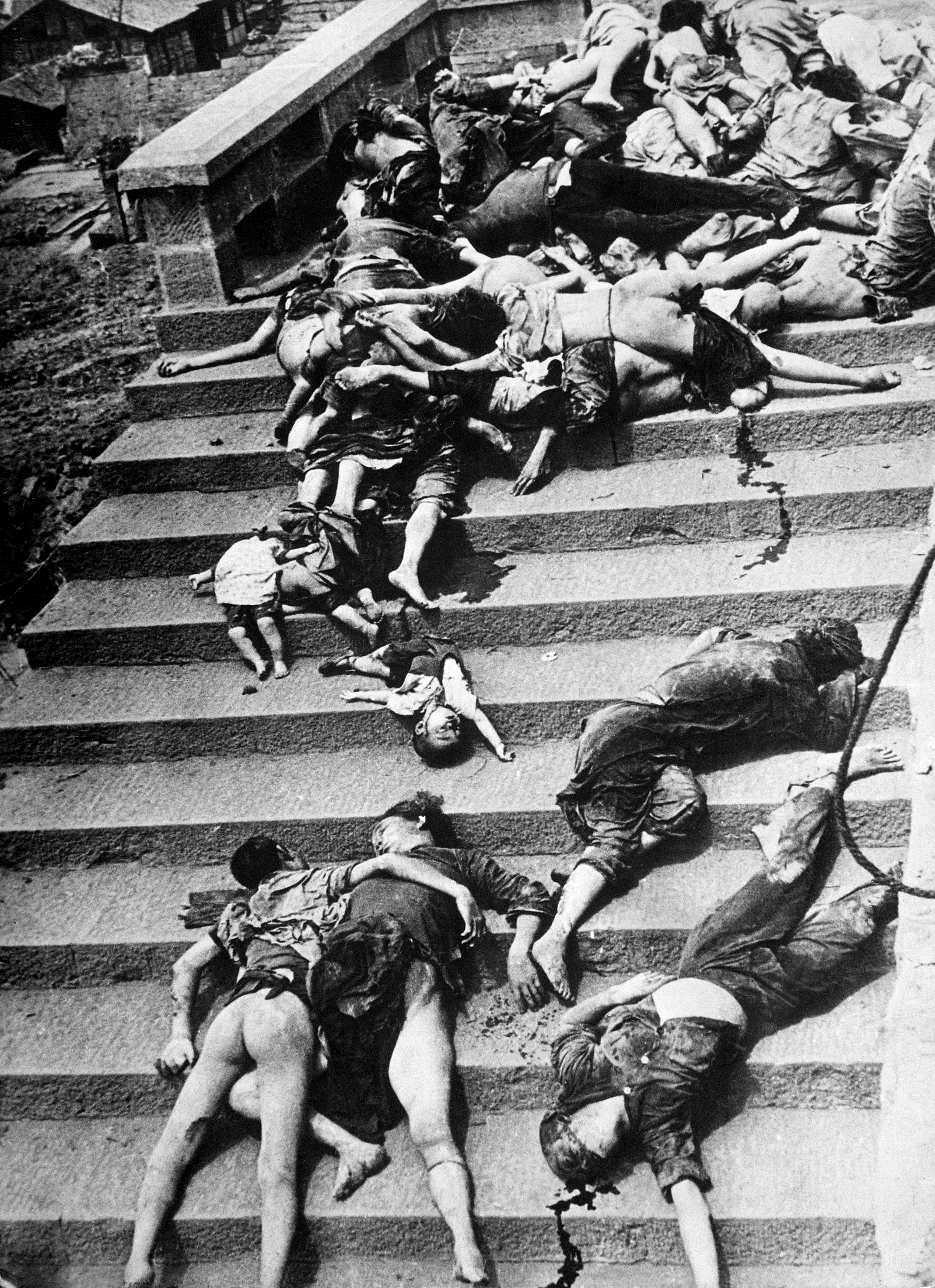
Le 5 juin 1941 : victimes civiles de l'un des 268 raids aériens faits sur Chongqing par le service aérien de l'Armée impériale japonaise et celui de la marine.

#### Bombardements
Le service aérien de l'Armée impériale japonaise et celui de la marine menèrent, de 1937 à 1945, une campagne systématique de bombardements contre des objectifs civils en Extrême-Orient et même contre la ville de Darwin en Australie (voir : raids aériens sur l'Australie). Les zones les plus éprouvées furent les grandes villes chinoises comme Shanghai et Chongqing. Plus de 5 000 Chinois périrent au cours des deux premiers jours de bombardement en 1939. À l'automne 1937, la violence des bombardements de Nankin et de Canton entraina une résolution de blâme du Comité aviseur de l'Extrême-Orient de la Société des Nations à l'encontre du Japon. Lord Cranborne, le sous-secrétaire d'État aux Affaires étrangères de Grande-Bretagne, émit sa propre déclaration d'indignation : « Les mots ne peuvent exprimer le sentiment de profonde horreur avec lequel la nouvelle de ces raids a été reçue par le monde civilisé. Ils sont souvent dirigés contre des endroits éloignés de la zone d'hostilité réelle. L'objectif militaire, s'il existe, semble prendre une place secondaire. Le but principal semble être d'inspirer la terreur par le massacre des civils… ».
Pour la première fois dans l'histoire de l'humanité l'arme nucléaire est utilisée par les États-Unis pour les bombardements atomiques d'Hiroshima et Nagasaki. Le nombre de victimes immédiates est estimé à 70 000 pour Hiroshima et 30 000 pour Nagasaki. Le nombre d'habitants étant très mal connu à cause des mouvements de population en temps de guerre, d'autres estimations montent à 237 000 victimes.

### Armes chimiques et bactériologiques
En Europe, les gaz de combat ne furent pas utilisés dans les combats entre belligérants, mais « seulement » contre les civils déportés, dans les camps d'extermination nazis. Des réserves importantes de gaz tabun et sarin furent retrouvées en Allemagne en 1945, suffisantes pour tuer des millions de personnes. Elles furent immergées dans des caissons de béton sous la Manche. On s'inquiète de leur état de conservation aujourd'hui.
En Asie toutefois, les travaux des historiens Yoshiaki Yoshimi et Seiya Matsuno, démontrent que Hirohito permettait dès juillet 1937 l'utilisation systématique de gaz toxiques contre l'armée chinoise et les populations civiles. Par peur des représailles et afin de s'assurer que ces armes ne soient jamais employées contre des intérêts occidentaux, chaque utilisation faisait l'objet d'une directive spécifique approuvée par l'empereur et transmise par le chef d'état-major de l'armée, le prince Kotohito Kan'in (le général Hajime Sugiyama à compter de 1940). Dès 1939, les armes chimiques furent employées en URSS et en Mongolie puis aux Philippines en 1942.
En 2004, Yoshimi découvrit toutefois dans les archives nationales australiennes des documents démontrant que des gaz toxiques avaient été testés sur des prisonniers australiens et néerlandais en 1944 en Indonésie.
À ces armes chimiques, s'ajoutent les armes bactériologiques produites par l'unité 731 et employées à maintes reprises contre des civils en Chine et contre l'armée soviétique lors de la bataille de Halhin Gol.

### Viols de guerre
Toutes les troupes belligérantes de la Grande Guerre avaient commis ou laissé commettre de nombreux viols de guerre. Les historiens Ian Kershaw et Rees rapportent que contrairement à la propagande de la Wehrmacht qui défendait le mythe d'une armée saine, des viols à grande échelle ont été commis par l'armée allemande.
Les estimations concernant le nombre de viols de femmes soviétiques par la Wehrmacht atteint les 10 000 000, avec entre 750 000 et 1 000 000 d'enfants nés du fait de ces viols,,,.
L'Armée rouge fut explicitement encouragée, en représailles aux exactions massives du Reich en URSS, à terroriser les populations allemandes par le viol et les pillages à grande échelle : selon Hanna Schissler, de nombreuses Allemandes de l'Est envahi ont subi en 1945 les violences systématiques des soldats soviétiques. En Yougoslavie théoriquement alliée, Milovan Djilas se plaignit en personne à Staline de milliers de viols, le dictateur soviétique lui répondant cyniquement que l'Armée rouge avait assez enduré pour ne pas devoir s'attarder à ce genre de récriminations.
Selon l'historien Robert J. Lilly, environ 14 000 femmes ont été violées par les troupes américaines en Angleterre puis en Normandie. Quant au nombre de victimes en Allemagne, territoire ennemi, il est inconnu. Certains militaires coupables ont été exécutés, comme dans l'Affaire Clarence Whitfield, condamné à mort par pendaison le 20 juin 1944 à Canisy par la cour martiale. Vingt-et-un GIs furent condamnés en France pour viol, et les autorités militaires américaines invitèrent les victimes à assister à la pendaison des coupables.
L'historien Peter Schrijvers estime que plus de 10 000 femmes ont été violées par les troupes américaines à l'occasion de la bataille d'Okinawa.

### Autres crimes

#### Extermination par la faim
Au fil du conflit, plusieurs politiques de la faim furent majoritairement dirigées par des hommes de haut rang comme le secrétaire d'État au ministère du Reich de l'alimentation et de l'agriculture Herbert Backe mais aussi Hans-Joachim Riecke, directeur ministériel et successeur de Backe. Ainsi, c'est par le biais des appareils bureaucratiques que ces mouvements de masse raciale prirent leur pleine envolée. Avec la politique d'extermination, incluant le Hungerplan, l'historien allemand Christian Gerlach estime qu'entre 10 et 20 millions de personnes ont trouvé la mort par la faim en 1947 et ce, bien au-delà du territoire d'influence nazi.
Sur le territoire soviétique, les politiques qui étaient appliquées aux populations juives furent relativement les mêmes. Dès 1941, ces politiques et restrictions alimentaires touchèrent les soldats de l'URSS tout au long de la poussée des armées allemande vers l'intérieur du pays. Il s'agissait, dès lors, d'une « géopolitique de la mort par la famine ». Ce n’est pas moins de 3 millions de prisonniers de guerre soviétique sur un total de 5,7 millions qui perdirent la vie aux mains des Allemands et de leurs stratégies.
De plus, les tensions, les problèmes de transport sur le front de l'Est et les besoins en ressources par les armées allemandes forcèrent la prise de ravitaillement russe qui, au détriment des civils locaux, allait permettre de poursuivre les affrontements et fortifier le moral nazi. Parmi les gens considérés comme « improductifs », donc les civils, près de 200 000 sont morts de faim, dans les secteurs où les ravitaillements furent confisqués.

### Déportation de minorités par Staline en URSS
Dès avant-guerre, Staline considère les minorités vivant aux frontières de l'URSS comme suspectes d'anti-stalinisme par définition et, dans l'éventualité d'un conflit, ordonne pendant les Grandes Purges de 1937-1938 la déportation « préventive » de centaines de milliers de Polonais, de Caréliens, de Lettons, mais aussi, à la frontière asiatique, de près de 230 000 Chinois, Bouriates, Mongols et Coréens qui se retrouvent tous en Sibérie et au Kazakhstan. Lors du pacte germano-soviétique, l'URSS brise toute résistance à la soviétisation en déportant de l'automne 1939 à l'été 1941 plus d'un million de citoyens nouvellement annexés, Polonais, Moldaves, Baltes, Finlandais et autres, soit plus de 1 500 par jour au total. Selon les rapports du commissaire Krouglov à Staline cités par l'historien russe Nikolaï Bougaï, la moitié meurent en déportation dans l'année de leur arrivée à destination, faute de structures adéquates pour permettre leur survie sur place.
Des forces non négligeables sont ensuite distraites du front en pleine offensive allemande de l'été 1941, afin de déporter la totalité des Allemands de la Volga et du reste de l'URSS, descendants de colons présents depuis deux siècles. Au printemps 1944, sous la fausse accusation de collaboration, quatorze peuples représentant deux millions de victimes, dont l'intégralité des Tchétchènes-Ingouches, des Tatars de Crimée, des Kalmouks, des Karatchaïs, etc. sont déportés collectivement en Sibérie et en Asie centrale. La déportation des 600 000 Tchétchènes, femmes, enfants, militants communistes et soldats décorés compris, fut accomplie en six jours par le NKVD en mars 1944, ce qui reste la plus rapide déportation de l'histoire. Les biens des peuples déportés furent cédés à des colons russes. Leurs républiques autonomes souvent supprimées et leurs villes débaptisées, et en 1949, un décret du Soviet Suprême déclara que les peuples « punis » resteraient exilés à perpétuité. Ces mesures ne furent abrogées que sous Khrouchtchev puis sous Gorbatchev.
À la reprise des Pays baltes, de l'Ukraine, de la Moldavie et de la Pologne orientale (1945), de nouvelles déportations massives au Goulag frappèrent bien sûr les collaborateurs locaux des nazis, mais aussi les résistants non communistes et ceux qui après s'être battus contre les nazis ou leurs équivalents locaux, refusèrent de déposer les armes, enfin les populations civiles accusées à tort ou à raison de soutenir ces derniers. Selon Anne Applebaum et Jean-Jacques Marie, 6 à 10 % des populations baltes, polonaise, ouest-ukrainienne ou moldave se trouvent ainsi en déportation à la fin des années 1940. Des rafles massives de "suspects" ont également lieu au fur et à mesure de l'avancée de l'Armée rouge en Europe de l'Est, emportant sans retour des milliers d'intellectuels, démocrates, francs-maçons, réseaux juifs de résistance, prêtres ou étrangers : ainsi disparut en février 1945 à Budapest, le héros du sauvetage des Juifs hongrois, Raoul Wallenberg.
Il faut leur ajouter les centaines de milliers de soldats soviétiques déportés pendant la guerre pour « défaillance » ou pour esprit critique, tel Alexandre Soljenitsyne arrêté sur le front de Prusse-Orientale en février 1945 pour avoir mis en doute, dans une lettre privée, le génie militaire de Staline. De nombreux anciens prisonniers de guerre des Allemands (avoir été capturés faisait d'eux des « traîtres »), travailleurs civils volontaires ou forcés en Allemagne, furent également traités en coupables à leur retour (souvent forcé) au pays, au même titre que les débris de l'armée Vlassov, et allèrent former la génération d'après-guerre des captifs du Goulag. Quant aux centaines de milliers de prisonniers de guerre, les derniers Allemands ne furent relâchés qu'au milieu des années 1950, beaucoup périrent en détention, et les Japonais survivants furent définitivement assignés au Kazakhstan parmi les 170 000 Coréens déjà déportés là depuis les années 1930.

### Expulsion des minorités des pays de l'Axe en Europe et au Pacifique

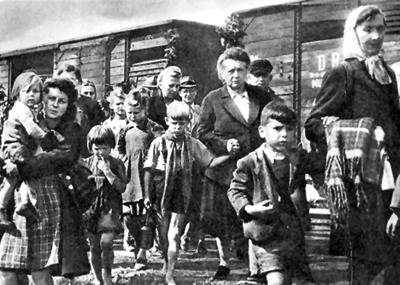
Expulsion des Allemands de Tchécoslovaquie après la Seconde Guerre mondiale.

Il y avait en Europe centrale (Prusse, Tchécoslovaquie, Pologne et pays baltes) des implantations allemandes depuis de nombreux siècles.
L'existence de ces implantations avait joué un rôle dans l'enclenchement des hostilités. Ainsi la demande de rattachement à l'Allemagne pour les Allemands des Sudètes avait servi de prétexte au démantèlement de la Tchécoslovaquie, validé par les accords de Munich en 1938. De la même façon le gouvernement nazi s'était appuyé sur l'isolement géographique des populations de Prusse-Orientale pour réclamer l'annexion du corridor de Dantzig et préparer ainsi la guerre contre la Pologne.
Durant la guerre, le ralliement de ces minorités allemandes à l'occupation nazie, et la colonisation de zones conquises à l'Est, combinées aux atrocités imputables aux troupes nazies, créèrent ou renforcèrent à l'égard des populations civiles allemandes un sentiment de rejet parmi les populations autochtones. De plus, les populations civiles allemandes à l'est des territoires du Reich, redoutaient les exactions des troupes soviétiques en représailles des atrocités commises en URSS par les troupes nazies.
Enfin à l'issue de la guerre, les frontières furent redessinées, réduisant globalement l'espace de l'Allemagne d'avant-guerre.
L'ensemble de ces éléments conduit à la fin de la guerre et dans les années qui suivent à d'importants transferts de populations d'est en ouest, notamment de nombreux germanophones. En tout, 8 millions d'Allemands ont été expulsés en 1945 de l'Europe centrale et orientale, dont 2 millions des anciens territoires du Reich situés de l'est de la ligne Oder-Neisse, et cédés à la Pologne. Ces populations ont dû chercher refuge au sein de l'Allemagne occupée où des camps de réfugiés, les Grenzdurchgangslager, ont dû être construits à la hâte pour les héberger.
Des consistantes minorités italiennes existaient avant la guerre dans les Balkans, et notamment en Dalmatie et en Istrie. Entre 1945 et 1947, à la suite de la cession de l'Istrie et de la ville de Zadar à la Yougoslavie, plus de 300 000 Italiens d'Istrie et Dalmatie furent obligés de quitter ces régions et de rejoindre l'Italie. De même, pour les 35 000 Italiens qui habitaient les anciennes colonies italiennes de Rhodes et du Dodécanèse, cédées à la Grèce.
Un phénomène comparable s'est produit en Asie : 13 millions de Japonais durent quitter la Corée, la Chine et les îles du Pacifique conquises au XIXe siècle par l'empire du Soleil-Levant. Comme en Allemagne, cet afflux important de réfugiés dans un pays en ruines accrut dans l'immédiat la misère des civils, mais compensa les pertes démographiques pour relever les défis de la reconstruction.

## Dégâts culturels
Dans les pays occupés, les nazis ont volé d'innombrables œuvres d'art, collections juives en tête. Ce pillage est orchestré particulièrement par Hermann Göring et Alfred Rosenberg suivant le principe du Kunstschutz. Selon l'historien Marc Mazower, les agents de Rosenberg, rien qu'en Europe occidentale, ont pillé pour 674 trains de marchandises, meubles et objets saisis dans les appartements des Juifs déportés.

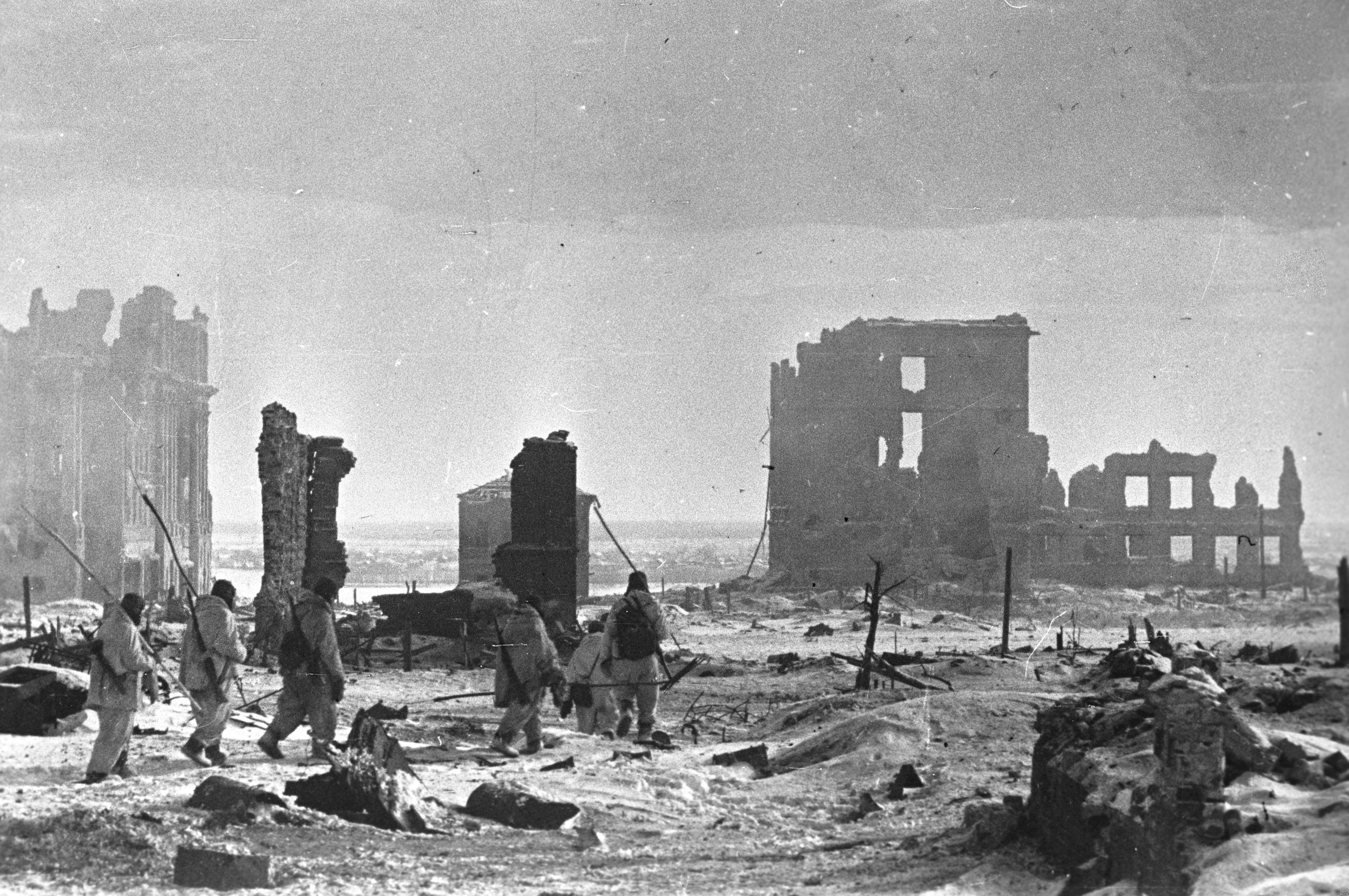
Le centre-ville de Stalingrad après sa libération, photo prise le 2 février 1943.

Sur le territoire soviétique, près de 1 710 villes et plus de 70 000 villages, 32 000 entreprises industrielles, 100 000 fermes collectives et étatiques, 4 700 000 maisons, 127 000 écoles, universités et bibliothèques publiques ont été détruits. Dans l'ensemble, les pertes matérielles ont été estimées à 600 milliards d'euros.
La Shoah est aussi une catastrophe culturelle irréparable. Le yiddishland d'Europe centrale et orientale, les derniers romaniotes de Grèce sont pratiquement anéantis, et l'on estime que les trois quarts des locuteurs du yiddish et les cinq sixièmes du yévanique ont disparu pendant la guerre. Si le monde israélite français a survécu malgré la perte d'un quart de la population juive, en revanche, les communautés juives d'Amsterdam, Berlin, Vienne, Budapest ou Vilnius ont été éradiquées sans retour, à plus de 90 %. Les nazis ont aussi cherché à effacer toute trace du passé juif multiséculaire en spoliant leurs victimes de tous leurs biens et œuvres d'art (aryanisation), en détruisant les synagogues, en brûlant des livres de prières, en retournant les cimetières.
Les Allemands ont aussi emmené de nombreuses archives privées et publiques de toute sorte, dont beaucoup ont été perdues, ou récupérées par les Russes qui les dissimulèrent pendant un demi-siècle. Si une partie des trésors volés est découverte par les Alliés à la chute du Reich et rendue aux musées et aux propriétaires légitimes de France, de Belgique et des Pays-Bas, l'URSS puis la Russie ont toujours refusé de restituer certains chefs-d'œuvre figurant dans le butin de l'Armée rouge en 1945, ainsi le célèbre « trésor de Priam ». Les nazis ont aussi, çà et là, détruit des toiles représentatives de ce qu'ils qualifiaient d'« art dégénéré ». Par exemple, ils ont organisé au jardin des Tuileries, le 27 mai 1943, un autodafé de 500 œuvres de Picasso, Léger, Klee et Ernst. Quant aux Soviétiques, ils ont aussi emmené de nombreuses archives et œuvres d'art privées dans les pays qu'ils ont libérés ou occupés en 1944-45, dont fort peu ont revu, après 1990, leur pays d'origine.
Nombre de vieilles villes japonaises, surtout faites de bois et de papier, ont flambé sous les bombardements. Des villes telle Kyoto ont toutefois été épargnées par les bombardiers américains en raison de leur patrimoine prestigieux. En Europe, l'abbaye du Mont-Cassin, berceau du monachisme bénédictin au VIe siècle, a été bombardée par les alliés lors de la bataille du Monte Cassino en 1944.

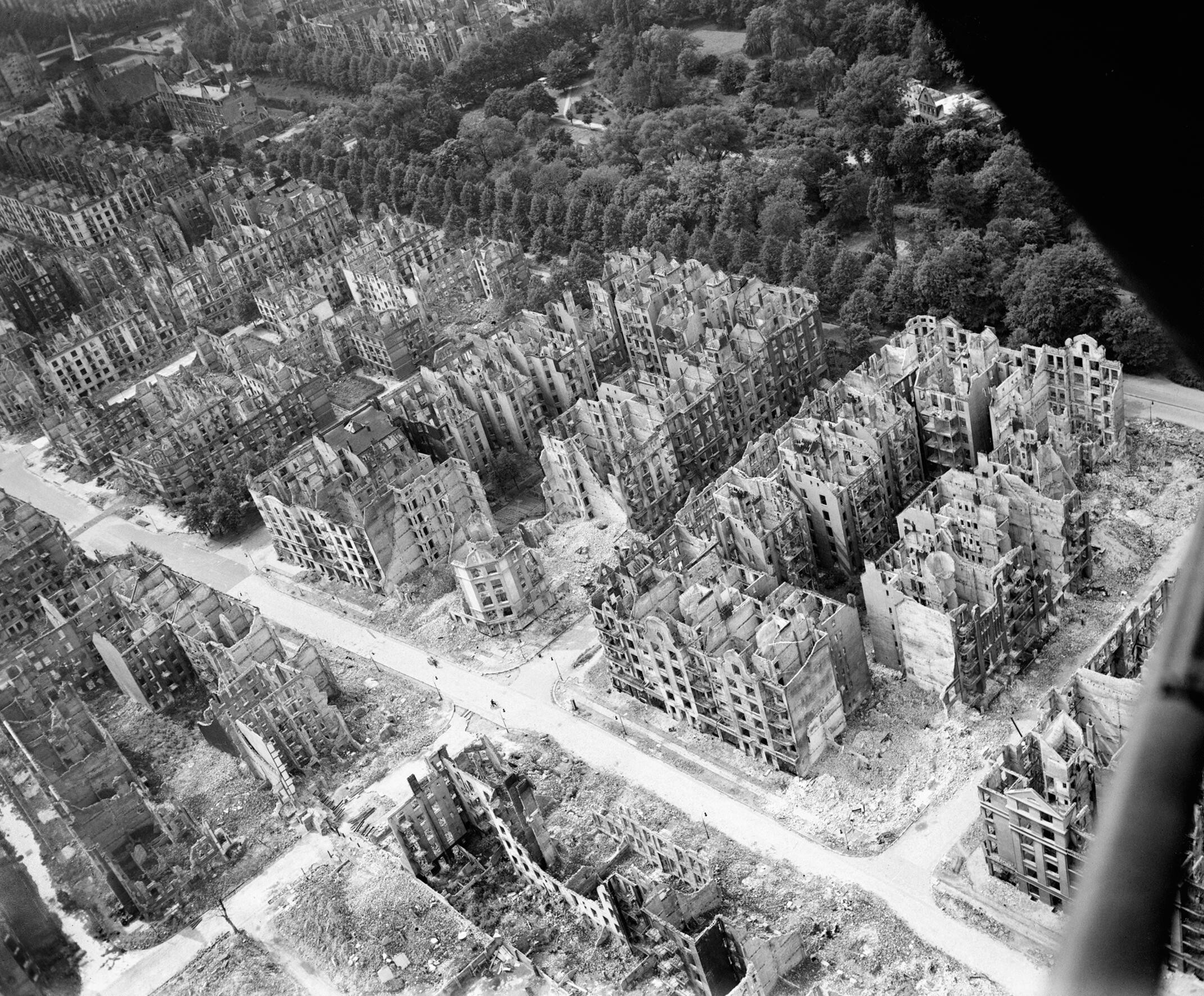
Vue aérienne de Hambourg après l'opération Gomorrhe, 1943.

L'historien Jörg Friedrich a établi la liste des dégâts patrimoniaux subis par les villes allemandes : ainsi ont été radicalement dévastées des villes telles Berlin, Hambourg, Cologne, Dresde, Nuremberg, Breslau, ou encore bon nombre de villes moyennes au passé très prestigieux telles Potsdam, Fribourg, Ulm, Wurtzbourg, ou Bayreuth. Les 28 villes de la Ruhr ont aussi été durement bombardées et inondées. En sus de divers cathédrales, palais et centres historiques, ont par exemple flambé les maisons natales de Goethe, de Kleist, de Martin Luther ou des frères Grimm.
Jörg Friedrich établit aussi que quelque 40 % des archives allemandes totales ont été perdues, ainsi que quelque 8 millions d'ouvrages des bibliothèques publiques, dont des milliers de thèses irremplaçables, des incunables et des manuscrits précieux. À titre d'exemple, la bibliothèque nationale bavaroise de Munich a perdu 500 000 volumes, celle de Hambourg 650 000, celle de l'université de Münster 360 000. Selon l'historien, « on n'avait jamais brûlé autant de livres de l'histoire de l'Humanité ». Toutefois, la majorité des ouvrages, documents et œuvres d'art amovibles, dissimulés dans des mines, des bunkers ou des fermes, ont été préservés.
John Keegan relève que les bombardements allemands ont détruit toute la vieille ville de Varsovie, le centre Renaissance de Rotterdam (détruit en mai 1940) et une grande partie de la City de Londres. Beaucoup de villes biélorusses (Minsk), ukrainiennes (Kiev, Kherson, Kharkov) et russes (Tsarskoïe Selo près de Petrograd/Leningrad, Tsaristyne/Stalingrad, Koursk) ont été sévèrement endommagées et ont perdu leurs centres anciens lors de leur conquête par les Allemands ou de leur reconquête par l'Armée rouge. En France, Bordeaux est le seul grand port de la côte atlantique française à sortir à peu près indemne de la guerre, mais les centres médiévaux de Caen et de Rouen ont été ravagés par les bombardements américains et les combats de rue. Vienne et Budapest ont été endommagées lors de leur conquête par les Soviétiques. Cependant, relève-t-il, des joyaux tels Oxford et Cambridge n'ont jamais été bombardées, ni Athènes ou Venise. Paris a peu souffert dans son patrimoine, alors que les Allemands ont fait sauter tous les ponts de Florence en août 1944, sauf le Ponte Vecchio, le plus ancien et le plus prestigieux (en fait le seul trop étroit pour les blindés).
Après la guerre, beaucoup de centres-villes et de monuments ont dû être reconstruits à l'identique. Quelques-uns sont restés en l'état à titre de mémorial, telle l'église du souvenir sur le Kurfürstendamm de Berlin, d'autres ont simplement disparu. Des impacts de balles sont encore visibles sur certaines façades de monuments parisiens et normands, ainsi à l'École militaire, à l'École des Mines ou sur le palais de Justice à Paris, également sur le Palais de justice de Rouen. D'autres cités ravagées ont été après-guerre le laboratoire de l'urbanisme moderne, ainsi la reconstruction du Havre confiée à l'architecte Auguste Perret.
Beaucoup de villes ou villages ont perdu leurs quartiers historiques, tels que ceux situés en Normandie, notamment durant le printemps 1940 et en 1944. Dans cette région seule, en plus des pertes civiles d'au moins 20 000 victimes, des pertes et dégâts culturels sont à déplorer.

## Postérité de la Seconde Guerre mondiale

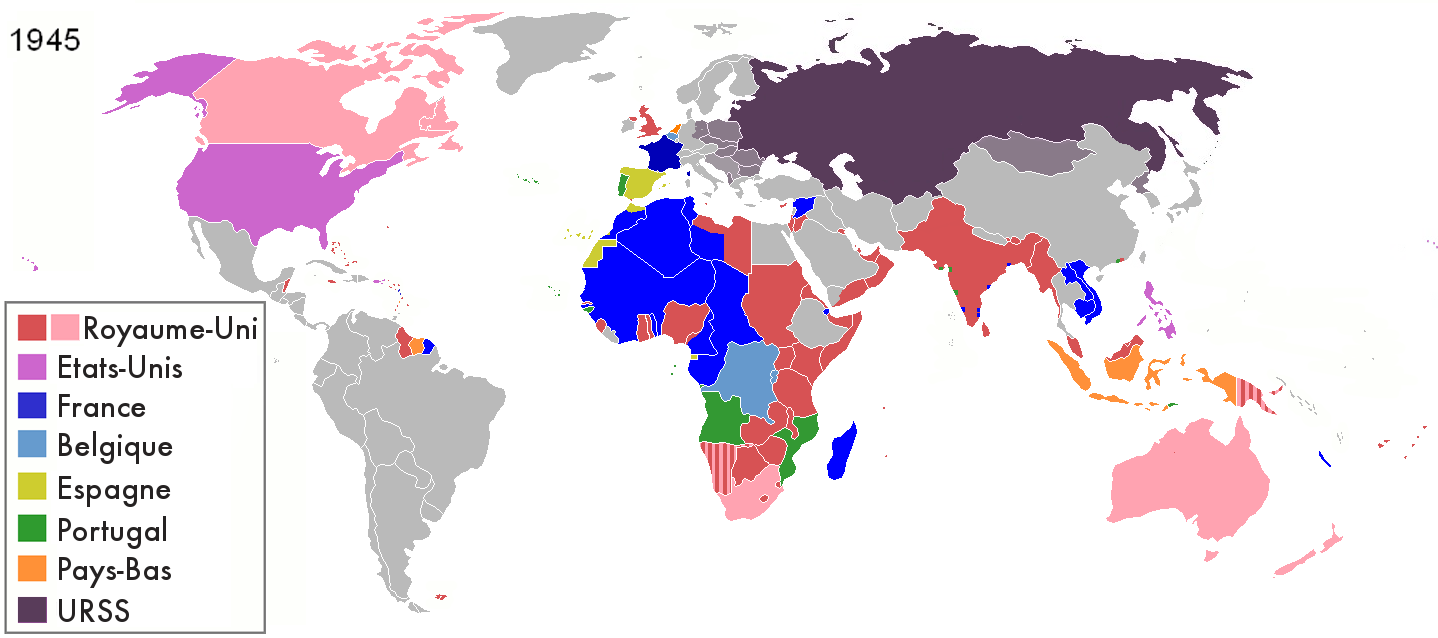
Situation des colonies en 1945, au sortir de la Seconde Guerre mondiale : la décolonisation s'opère avec l'effacement des anciennes métropoles au profit des deux superpuissances de la guerre froide en devenir (États-Unis et URSS).

La fin du conflit planétaire ne signifie pas partout le retour à la paix. Des guérillas à la fois antisoviétiques et antiallemandes continuent à se battre aux confins de l'Ukraine et des Pays baltes jusqu'en 1946, voire jusqu'à la fin des années 1940. La Grèce dès décembre 1944, la Chine en 1945 sombrent dans la guerre civile jusqu'en 1949, tandis que de longues guerres d'indépendance commencent immédiatement en Palestine, en Indonésie, en Indochine. En Indochine française, le Việt Minh prend le contrôle d'une partie du territoire au cours de l'épisode dit de la Révolution d'Août : son chef, Hô Chi Minh, proclame le 2 septembre l'indépendance de la république démocratique du Viêt Nam. La situation débouche l'année suivante sur la guerre d'Indochine. Aux Indes orientales néerlandaises, coupées de leur métropole par l'occupation japonaise, Soekarno proclame le 17 août 1945 l'indépendance de l'Indonésie : l'opposition des Pays-Bas débouche sur la période dite de la Révolution nationale indonésienne. En Algérie française, le massacre de Sétif, survenu le jour même de la capitulation allemande (8 mai 1945), annonce la future guerre d'Algérie (1954). En Palestine sous mandat britannique, les conflits entre mouvements Juifs sionistes, Arabes et Britanniques débouchent à la fin 1947 sur le plan de partage de la Palestine, dont le refus par les Arabes entraine la guerre civile de 1947-48.
Après la Seconde Guerre mondiale se sont dessinés les rapports de forces qui ont caractérisé la guerre froide, mais aussi un grand nombre de situations géopolitiques actuelles.
Le travail de reconstitution historique de cette période est toujours en cours, et sujet à de nombreuses controverses, propres à exacerber les sensibilités nationales : la collaboration française sous Vichy en est un exemple. Les affrontements violents entre collaborateurs et résistants en France, en Italie ou dans les Balkans, ont causé des traumatismes durables, et le conflit meurtrier en ex-Yougoslavie (1991-1995) a vu ressurgir explicitement bien des vieilles rancunes. En Asie, les habitants des pays limitrophes du Japon (particulièrement la Chine et la Corée) restent inquiets du révisionnisme japonais, d'autant que le gouvernement du Japon d'après-guerre a toujours fait preuve d'ambiguité concernant son rôle pendant la période impérialiste (qui commence en 1910 avec la colonisation de la Corée, c'est-à-dire bien avant le début de la Seconde Guerre mondiale) à l'image des visites répétées de personnalités politiques japonaises au très controversé sanctuaire Yasukuni ou encore du problème des manuels scolaires japonais, qui tendent à embellir le passé du Japon.
Par ailleurs, le génocide juif a donné lieu à un important programme de dédommagements de guerre. Toutefois, les Alliés n'ont pas souhaité répéter l'erreur des dédommagements trop lourds exigés à l'Allemagne après la Première Guerre mondiale (voir Réparations de la Première Guerre mondiale), ce qui a permis au pays de connaître un « miracle économique », et d'intégrer la Communauté européenne du charbon et de l'acier (CECA), prélude à la Communauté européenne. Le plan Marshall a permis aux économies européennes de se reconstruire.

## Bilan
Ce conflit fut le plus coûteux en vies humaines de toute l'histoire de l'humanité. On recense plus de 55 millions de morts (dont 39 millions d'Européens) avec plus de victimes civiles que militaires. L'URSS a payé le plus lourd tribut avec plus de 26 millions de victimes (26 600 000 en réalité), civils et militaires (14 % de sa population).
Des peuples entiers sont presque décimés : les trois quarts des Juifs d'Europe ont péri par suite du génocide. Le plus terrible s'est produit en Europe centrale et orientale : la Pologne a perdu 18 % de sa population, la Yougoslavie plus de 10,6 %, et la Biélorussie (au sein de l'URSS), entre 25 et 33 % de sa population. Combats, pillages, terres brûlées et sabotages ont ravagé l'économie. Les populations en sortent démunies.
Nombre de régions et de villes ont connu des bombardements ravageant plusieurs quartiers : Rotterdam, Bruxelles, Liège entre autres. D'autres sont radicalement ravagées : Caen, Le Havre, Rouen, Saint-Lô, Hiroshima, Nagasaki, Tokyo, Hambourg, Dresde, Stalingrad, Leningrad, Sébastopol, Kharkov, Varsovie, Budapest, Berlin sont les plus connues. Un grand nombre de pays demandent également réparation de guerre à l'Axe. Les Pays-Bas vont jusqu'à proposer un Plan d'annexion d'une partie de l'Allemagne, et renvoient en Allemagne les citoyens allemands ayant aidé le Reich lors de son occupation du pays.

## Œuvres liées

### Radiophonie

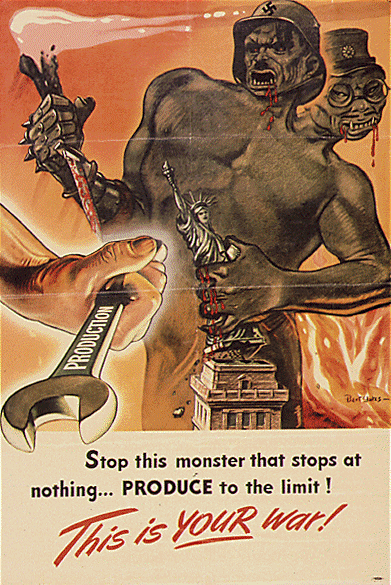
Telle qu'illustrée par cette affiche du Bureau d'information sur la guerre du gouvernement américain, la propagande joua un rôle important dans la mobilisation des populations.

La radio fut pendant toute la guerre une arme de propagande fondamentale. Sous l'occupation nazie, des millions d'Européens écoutèrent chaque jour en cachette la BBC, dont les émissions en toutes les langues entretenaient l'espoir. Winston Churchill galvanisa le Parlement, la nation britannique et les peuples occupés à coup de discours radiodiffusés, et Charles de Gaulle, surnommé le "général Micro" par la propagande vichyste, ne fut longtemps qu'une voix pour beaucoup de Français.
La radio de Londres accueillit les célèbres chroniques de Jean Oberlé, de Maurice Schumann et de Pierre Dac dans le cadre des émissions « Honneur et Patrie » et « Les Français parlent aux Français ». L'audience énorme acquise par leur ennemi, le redoutable orateur ultra-collaborationniste Philippe Henriot, obligea la Résistance à exécuter ce dernier (27 juin 1944).
Les Belges Jan Moedwil et Victor de Laveleye parlent au nom de leur gouvernement en exil, de Laveleye inventant un signe de propagande qui devient vite fameux. Il s'agit du signe V exécuté, pour signifier la première lettre du mot Victoire/Victory, avec l'index et le majeur de la main, signe que peuvent exécuter, par défi, les habitants des pays occupés et qui devient vite mondialement connu grâce au premier ministre britannique Winston Churchill à qui on en attribue souvent, et à tort, la paternité.
Sont également passées à la postérité les émissions antinazies de Thomas Mann, qui joutait avec Goebbels par-delà l'Atlantique, ou les chroniques de George Orwell en Grande-Bretagne. Avides de nouvelles impartiales, beaucoup de francophones appréciaient aussi la radio suisse, et notamment les éditoriaux réputés de René Payot.
Chaque camp utilisa à ses micros des ressortissants du pays ennemi pour saper le moral de ses civils et de ses soldats. Dès la Drôle de Guerre, Goebbels fit parler au micro de Radio-Stuttgart, non sans succès, un animateur francophone identifié comme étant le journaliste pronazi Paul Ferdonnet. William Joyce, dit « Lord Haw-Haw », un Américain d'origine nord-irlandaise, anima des émissions de propagande pro-allemande à destination du Royaume-Uni, que captèrent des millions d'auditeurs. Les Japonais utilisèrent également les services de diverses speakerines nippo-américaines ou anglophones, désignées par les GI sous le nom collectif de Tokyo Rose (« la Rose de Tokyo »). Inversement, le Ml Paulus, le vaincu de Stalingrad, parla à la radio de Moscou.
Cinq volumes de chroniques françaises de la BBC ont été éditées par Jean-Louis Crémieux-Brilhac sous le titre Les voix de la liberté. Ici Londres, La Documentation française, 1975.

### Journalisme

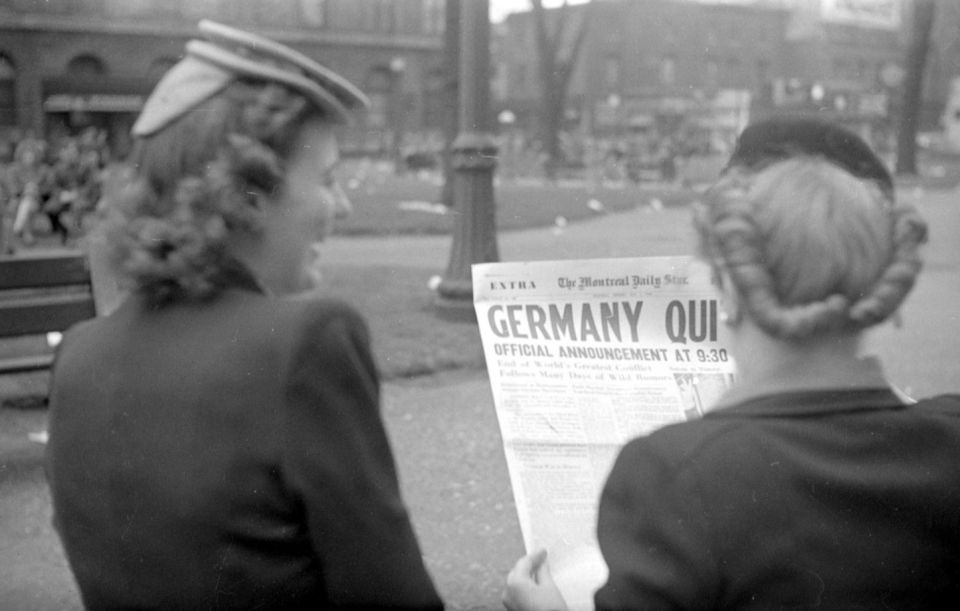
Deux jeunes femmes lisant la une du Montreal Daily Star annonçant la capitulation allemande et la fin imminente de la deuxième guerre mondiale, 7 mai 1945.

Nombre de grands écrivains ont été correspondants de guerre, ainsi l'Américain Ernest Hemingway qui témoigna de la libération de Paris, ou sur le front russe les romanciers Ilya Ehrenbourg et Vassili Grossman, lequel fut le premier journaliste à découvrir les ruines du camp d'extermination de Treblinka.
Étroitement censurée par les Allemands et leurs collaborateurs, et souvent compromise, la presse fut soumise à une sévère épuration en France libérée, l'historien Patrick Eveno estimant que 90 % des titres ont disparu ou changé de main.
Le Temps fut ainsi remplacé par Le Monde dès décembre 1944, L'Auto par L'Équipe, ou Paris-Soir par Le Parisien Libéré. Fondés en pleine clandestinité, de nombreux journaux de la Résistance entamaient aussi une carrière plus ou moins longue, à l'image de Libération, de Franc-Tireur ou du Dauphiné libéré. Combat, qui s'attache Albert Camus à la Libération, perdure ainsi jusqu'en 1972, de même que Les Lettres françaises de Louis Aragon, revue littéraire qui a vu ses fondateurs Jacques Decours et Georges Politzer fusillés par l'occupant dès 1942. Défense de la France, fondé dans le sous-sol de la Sorbonne le 14 juillet 1941, engendre France-Soir en septembre 1944.
En Belgique, la presse clandestine se déploie, parfois pour retrouver sa tradition de la Première Guerre mondiale, comme dans le cas de La Libre Belgique imprimée très professionnellement, mais, le plus souvent, sous la forme de feuilles imprimées avec des moyens modestes ou encore de journaux d'origine syndicale. Un coup extraordinaire est réussi par une équipe de résistants qui imite Le Soir, journal remontant au XIXe siècle, mais réquisitionné par les Allemands pour devenir une feuille pro allemande d'où son surnom de « Soir volé ». L'imitation distribuée dans les kiosques ressemble, à première vue, à son modèle, mais le contenu en est truffé d'articles d'informations et de plaisanteries anti nazies. Des milliers d'exemplaires sont dans les mains de la population ébaubie, mais les Allemands n'auront de cesse de découvrir les coupables dont certains seront déportés et fusillés.

### Photographie

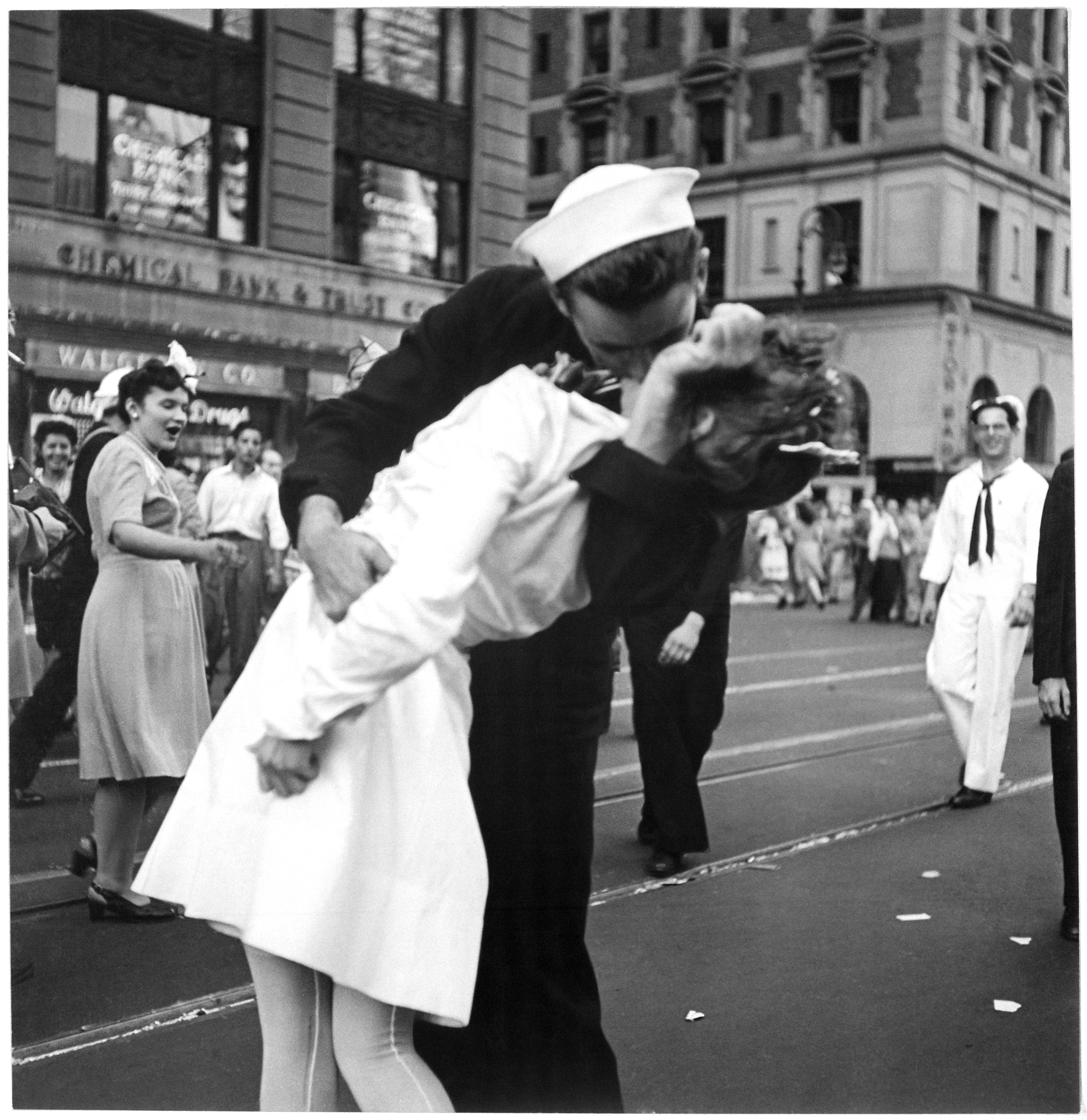
Embrassade à Times Square (New York) le jour de la victoire sur le Japon.

Parmi les nombreux photographes de guerre, on peut citer Robert Capa, présent le jour J sur les plages d'Omaha Beach.
Nombre de photos aux auteurs moins connus du grand public sont entrées dans la mémoire collective, ainsi le célèbre cliché des Américains plantant la bannière étoilée au sommet d'Iwo Jima, ou celui des Soviétiques Iegorov et Kantara attachant le drapeau rouge sur le Reichstag.
La V-J Day in Times Square, photo emblématique du "V-J Day" (Victory over Japan) reste celle qui fit la couverture de Life Magazine, prise à Times Square le 14 août 1945 (heure de la Côte Est) ; on la doit au photojournaliste allemand Alfred Eisenstaedt.
De la même manière que le jour le plus long, les photographes de presse ont tenté d'immortaliser par le cliché captant le mieux les évènements suivants : Elbe Day (jonction des troupes alliées américaines et soviétiques sur le sol allemand), Jour V-E (victoire en Europe) et Jour V-J (victoire sur le Japon).

### Littérature et bande dessinée
Fondées dans la clandestinité, les Éditions de Minuit entretinrent la résistance intellectuelle en France, publiant notamment Le Silence de la mer de Vercors (1941), un appel à opposer un mutisme digne aux tentatives de séduction de l'occupant.
Des recueils collectifs tels que Le Cahier noir ou L'Honneur des Poètes (1943) répliquèrent aux écrivains collaborationnistes tels que Céline, Brasillach, Lucien Rebatet. Des auteurs célèbres tels le prix Nobel norvégien Knut Hamsun ou le philosophe italien Giovanni Gentile mirent aussi leur plume au service de la cause allemande.
L'une des premières bandes dessinées destinées à édifier la jeunesse sur le déroulement du conflit fut La bête est morte ! par Calvo (juin 1945). Maus, composée par Art Spiegelman, aborde la Shoah.
Beaucoup d'écrivains choisirent de ne pas publier pendant la durée de la guerre pour ne pas devoir passer par les services d'éditeurs contrôlés par l'occupant, ainsi André Malraux ou Roger Martin du Gard. Cependant, en France, où la vie culturelle fut particulièrement animée et brillante pendant la guerre, une très large partie de la production théâtrale, littéraire ou philosophique ne fit aucune allusion au conflit en cours, bien des créateurs semblant s'accommoder plus ou moins de la mainmise allemande sur leurs éditeurs en particulier et sur la vie culturelle en général (Philippe Burrin, La France à l'heure allemande 1940-1944, Seuil, 1995).
De nombreux poètes écrivirent pour la Résistance, ainsi Louis Aragon composant La Rose et le Réséda pour exalter l'union de « celui qui croyait au ciel, celui qui n'y croyait pas », ou Paul Éluard composant Liberté ou chantant le martyre de Gabriel Péri. Ils furent parfois victimes de la répression, ainsi Robert Desnos en France, Kak Munj au Danemark.
Des témoins cherchant à analyser les causes de la guerre et de la défaite produisirent des œuvres que leur lucidité reconnue et leur finesse d'écriture rendent toujours utilisables aujourd'hui, ainsi l'historien Marc Bloch (fusillé pour Résistance par les nazis) rédigeant L'Étrange Défaite dès l'été 1940, ou le philosophe catholique Jacques Maritain, militant de la France libre, publiant À travers le désastre à New York.
De nombreux contemporains tinrent des journaux intimes souvent de grande qualité, tels Ernst Jünger, affecté dans les forces d'occupation à Paris, le professeur résistant Jean Guéhenno en France, ou à Amsterdam la très jeune Anne Frank, victime de la Shoah.
Le traumatisme immense causé par la Déportation se reflète dès l'immédiat après-guerre dans les nombreux récits aussitôt produits par des rescapés des camps de concentration, qu'ils soient politiques (L'Espèce humaine de Robert Antelme, L'Univers concentrationnaire de David Rousset, prix Renaudot 1946) ou juifs (ainsi Primo Levi).
Après sa conclusion, la Seconde Guerre mondiale n'allait pas cesser d'être une source intarissable d'inspiration et de réflexion pour les auteurs, qu'ils aient ou non vécu les évènements. En témoignerait encore, tout récemment, le succès en librairie des Bienveillantes de Johnattan Littel (2006).

### Chansons et poèmes
- It's a Long Way to Tipperary : chanson britannique (1912).
- Bella ciao : chant de révolte italien (1944).
- Lili Marleen : chanson allemande avec des paroles inspirées d'un poème du soldat Hans Leip, sur une musique de Norbert Schultze.
- Le Chant des partisans : chanson française avec des paroles de Maurice Druon et Joseph Kessel sur une musique de Anna Marly.
- Le Chant des déportés (ou Chant des marais) : chant composé, en 1934 par les détenus du K.Z. de Borgermoor.
- Chant des Marines (From the halls of Montezuma…) : chant militaire américain.
- Blood on the Risers : chant militaire américain (parachutistes) écrit à l'époque.
- Yankee Doodle (Yankee Doodle keep it up, Yankee Doodle Dandy…) : chant patriotique américain.
- In the Mood : instrumental américain de Glenn Miller.
- Les Ricains par Michel Sardou : évocation postérieure à la guerre.
- Divers chants patriotiques soviétiques ont aussi marqué cette guerre, et notamment Moskva (Moscou) et Stalingrad, évoquant la résistance de ces deux villes, ainsi que Plaine Oh ma Plaine…. En outre, un chant communiste plus ancien revint alors à l'actualité, le chant russe des Partisans (« À l'appel du Grand Lénine, se levaient les partisans…[154]»).
- Fanny de Laninon, de Pierre Mac Orlan : une histoire d'amour (« … c'était elle ma bonne amie… »), la guerre en trois vers (« … Tonnerre de Brest est tombé, pas du bon côté, tout s'est écroulé… »), le désespoir du narrateur malgré la paix (« … J'n'ai plus rien en survivance… »).
- Barbara, de Jacques Prévert : une histoire d'amour (« … Ruisselante ravie épanouie… »), la guerre en trois vers (« … Sous cette pluie de fer de feu d'acier de sang… »), le désespoir du narrateur malgré la paix (« … Mais ce n'est plus pareil et tout est abîmé… »).
- Fleur de Paris (chanson) par Jacques Hélian.

### Filmographie
Si l'on produit sans surprise un certain nombre de films de propagande pendant la guerre, beaucoup de réalisations visent d'abord à détendre les spectateurs dans une période très dure. Goebbels fit ainsi délibérément produire beaucoup plus de comédies musicales ou de films de style hollywoodien que d'œuvres proprement nazies (Le Juif Süss) ; cela dit, la contribution de Leni Riefenstahl au Triomphe de la volonté lui sera reprochée régulièrement dans l'Allemagne d'après-guerre.
Staline commanda à Serguei Eisenstein le film Alexandre Nevski (1938), transposant le conflit à venir avec la nation germanique dans le contexte des Croisades baltes médiévales.
Aux États-Unis, ce sont les personnages de dessin animé qui prennent parti dans le conflit ; projetés avant les actualités cinématographiques, ces dessins animés avaient un fort impact sur l'opinion. Blitz Wolf est particulièrement représentatif, par Tex Avery.

#### Pays
- Europe sous domination nazie
- Collaboration dans l'Europe occupée par les nazis
- Résistance dans l'Europe occupée par les nazis
- Pologne pendant la Seconde Guerre mondiale
- Régime de Vichy
- Occupation allemande de la Belgique pendant la Seconde Guerre mondiale
- Histoire militaire de l'Australie pendant la Seconde Guerre mondiale
- Histoire militaire du Canada pendant la Seconde Guerre mondiale
- Histoire militaire de la Nouvelle-Zélande pendant la Seconde Guerre mondiale
- Histoire militaire des États-Unis pendant la Seconde Guerre mondiale
- Histoire de l'Union soviétique pendant la Seconde Guerre mondiale
- Yougoslavie (1941-1945)
- Guerre sino-japonaise (1937-1945)

#### Autres
- Causes de la Seconde Guerre mondiale
- Chronologie de la Seconde Guerre mondiale
- Bilan de la Seconde Guerre mondiale
- Pertes humaines pendant la Seconde Guerre mondiale
- Liste des théâtres et campagnes de la Seconde Guerre mondiale
- Liste des opérations lors de la Seconde Guerre mondiale
- Crimes de guerre : de la Wehrmacht, nazis en URSS, japonais et des Alliés
- Crimes de 1944 en Ciociaria
- Liste de massacres perpétrés par les forces allemandes en France durant la Seconde Guerre mondiale
- Liste des camps de prisonniers de guerre du IIIe Reich et prisonniers de guerre de la Seconde Guerre mondiale
- Liste des principaux acteurs associés à la Seconde Guerre mondiale
- Axe Rome-Berlin-Tokyo
- Alliés de la Seconde Guerre mondiale
- Bombardement stratégique durant la Seconde Guerre mondiale
- Femmes pendant la Seconde Guerre mondiale
- Entre-deux-guerres

#### Après la guerre
- Procès de Nuremberg
- Tribunal militaire international pour l'Extrême-Orient
- Après-guerre